# Liste der Straßen und Plätze in Berlin-Charlottenburg

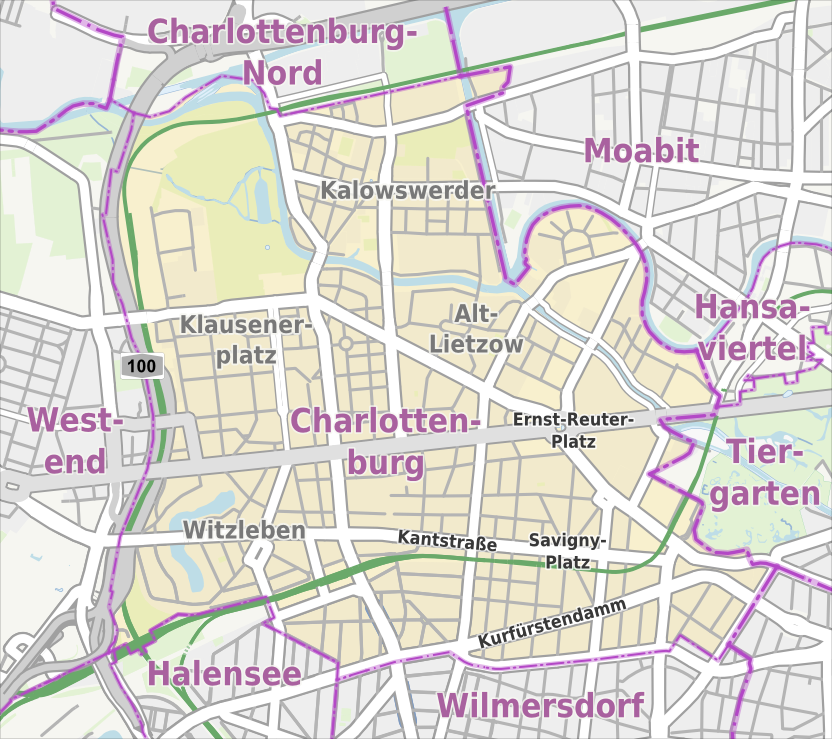
Übersichtskarte von Berlin-Charlottenburg

Die Liste der Straßen und Plätze in Berlin-Charlottenburg beschreibt das Straßensystem im Berliner Ortsteil Charlottenburg mit den entsprechenden historischen Bezügen. Gleichzeitig ist diese Zusammenstellung ein Teil der Listen aller Berliner Straßen und Plätze.

## Überblick
Charlottenburg hat 130.013 Einwohner (Stand: 31. Dezember 2023) und umfasst die Postleitzahlenbereiche 10553, 10585, 10587, 10589, 10623, 10625, 10627, 10629, 10707, 10719, 10787, 10789, 13627, 14050, 14053, 14055, 14057 und 14059.
Im Ortsteil liegen 189 gewidmete Straßen und 31 Plätze. 16 dieser Straßen führen teilweise auch zu Nachbarortsteilen. Die Gesamtlänge der Straßen beträgt 94,9 Kilometer. Teile der Bundesautobahn 100 verlaufen durch Charlottenburg, von denen 3930 Meter zum großräumigen und 820 Meter zum übergeordneten Straßensystem Berlins gehören. Zu Letzterem zählen auch 3290 Meter der Bundesstraße 96 und 9270 Meter Stadtstraßen. 8522 Meter des regionalen und 8830 Meter des ergänzenden Straßensystems gehören ebenfalls zu den Charlottenburger Hauptstraßen. Auffallend sind sowohl die Häufung der Straßen mit Hufeisennummerierung als auch häufige Straßenumbenennungen, vor und nach der Eingliederung zu Groß-Berlin.
Das Straßennetz entstand um das von Sophie Charlotte von Hannover errichtete Schloss Lietzenburg, das spätere Schloss Charlottenburg. Die erste und repräsentative Zufahrt bildete die Schloßstraße. Um 1780 wurden umfangreiche Baumaßnahmen durchgeführt, neue Einwohner des 1705 zur Stadt erhobenen Ortes ließen sich vor allem zweigeschossige Massivwohnbauten und Reihenhäuser errichten. Zusätzlich wurde Anfang des 19. Jahrhunderts Charlottenburg zum Ausflugsort und Sommeraufenthalt für Berliner. In Richtung Spandau setzte sich die Besiedelung des Ortes fort, 1866 wurde die Villenkolonie Westend gegründet. Für eine bessere Verkehrsanbindung zwischen Berlin und Charlottenburg wurde 1865 die Berliner Pferde-Eisenbahn in Betrieb genommen. Der Ort erhielt Anschlüsse an die Ringbahn (1877) und an die Stadtbahn (1882). Nachdem Charlottenburg 1893 Großstadt-Status erlangt hatte, begann die Ansiedlung von Industrie und Gewerbe, darunter die Technische Hochschule. Diese Entwicklung und die ab den 1880er Jahren errichteten Mietskasernen erforderten die Ausweitung des Straßennetzes. Die aufgestellten Bebauungspläne führten zu Vierteln mit Straßennamen nach einheitlichem Muster, darunter viele Straßen nach Personen der deutschen und der Regionalgeschichte (Wieland, Uhland, Knobelsdorff). Der Zusammenschluss von Alt-Berlin mit den Umgebungsgemeinden und Städten zu Groß-Berlin im Jahre 1920 führte dazu, dass Charlottenburg zusammen mit Teilen der Gutsbezirke Heerstraße, Plötzensee und Jungfernheide ein eigener Verwaltungsbezirk von Berlin wurde. Im Jahr 1938 erfolgte eine Gebietsreform, infolge derer Flächen an Reinickendorf, Schöneberg, Spandau, Tiergarten und Wedding und dafür dem Zugewinn der Siedlung Eichkamp abgegeben werden mussten.
Nach Kriegsende 1945 und der Blockade entwickelte sich Charlottenburg zum Zentrum von West-Berlin. In den 2000er Jahren wurden und werden mit der Spreestadt Charlottenburg die [veraltet] bislang letzten Straßen angelegt.

## Übersicht der Straßen und Plätze
Die nachfolgende Tabelle gibt eine Übersicht über die vorhandenen Straßen und Plätze im Ortsteil sowie einige dazugehörige Informationen.
- Name/Lage: aktuelle Bezeichnung der Straße oder des Platzes. Über den Link Lage kann die Straße oder der Platz auf verschiedenen Kartendiensten angezeigt werden. Die Geoposition gibt die Lage der ungefähren Mitte der Straßenlänge an.
- Im amtlichen Straßenverzeichnis nicht aufgeführte Verkehrswege sind mit * gekennzeichnet.
- Ehemalige oder nicht mehr gültige Straßennamen sind kursiv gesetzt. Für bedeutende ehemalige Straßen oder historische Straßennamen ist gegebenenfalls eine gesonderte Liste vorhanden.
- Länge/Maße in Metern:
Die in der Übersicht enthaltenen Längenangaben sind  gerundete Übersichtswerte, die in Google Earth mit dem dortigen Maßstab ermittelt wurden. Sie dienen Vergleichszwecken und werden, sofern amtliche Werte bekannt sind, ausgetauscht und gesondert gekennzeichnet.
Bei Plätzen sind die Maße in der Form a × b für rechteckige Anlagen und für (ungefähr) dreieckige Anlagen als a × b × c mit a als längster Seite angegeben.
Sofern die Straße auch in benachbarte Ortsteile weiterführt, gibt der Zusatz ‚im Ortsteil‘ an, wie lang der Straßenabschnitt innerhalb des Ortsteils dieses Artikels ist.
- Namensherkunft: Ursprung oder Bezug des Namens.
- Anmerkungen: weitere Informationen über anliegende Baudenkmale oder Institutionen, die Geschichte der Straße und historische Bezeichnungen.
- Bild: Foto der Straße oder eines anliegenden Objektes.

| Name/Lage                            | Länge/Maße (in Metern)                     | Namensherkunft | Datum der Benennung                      | Anmerkungen | Bild |
| ------------------------------------ | ------------------------------------------ | --- | ---------------------------------------- | --- | --- |
| Abbestraße (Lage)                    | 0310                                       | Ernst Abbe (1840–1905), Physiker und Sozialreformer | 30. März 1950                            | Der vorherige Name von 1888 bis 1950 war Werner-Siemens-Straße. Die Straße verbindet das Einsteinufer (Landwehrkanal) mit der Fraunhoferstraße. Sie liegt in einem Viertel, in dem die Straßen die Namen von Wissenschaftlern tragen. Ein großer Teil der ruhigen Straße wird von der Physikalisch-Technischen Bundesanstalt eingenommen. An deren Standort ist die Straße nur für Fußgänger oder Radfahrer passierbar. Am nordöstlichen Ende befindet sich die Universität der Künste. Nur im nordwestlichen Teil der Straße stehen einige Wohnhäuser mit Gewerbehöfen. | Abbestraße |
| Adenauerplatz (Lage)                 | 0090 × 30 (Dreieckform)                    | Konrad Adenauer (1876–1967), erster Bundeskanzler der Bundesrepublik Deutschland                                                                                                 | 21. Juni 1973                            | Der Platz entstand Anfang der 1970er Jahre durch die Verschwenkung der Wilmersdorfer Straße zur Lewishamstraße im Rahmen der Untertunnelung des Kurfürstendamms beim Bau des U-Bahnhofs Adenauerplatz. Er befindet sich an der Kreuzung Kurfürstendamm, Brandenburgische, Lewisham- und Wilmersdorfer Straße. | Café am Adenauerplatz |
| Alt-Lietzow (Lage)                   | 0530                                       | Lietzow, ehemalige Ortslage auf dem Gebiet des heutigen Charlottenburg | 18. Okt. 1937                            | Der vorherige Name war vor 1824 Lützower Weg und im Ortskern Lützow. Die ruhige Straße bildet am östlichen Ende einen Platz, auf dem die Evangelische Kirche Alt-Lietzow sowie ein Kriegerdenkmal stehen. In dieser Straße befindet sich auch die katholische Pfarrgemeinde Herz Jesu – Dekanat Charlottenburg-Wilmersdorf (Nummer 23). Außerdem gibt es die denkmalgeschützte historische Feuerwache, die zwischen Winterstein- und Guerickestraße steht und inzwischen als Berliner Zentrale des Malteser Hilfsdienstes dient. Auf dem westlichen Teil der Straße befinden sich ein Eingang zum Rathaus Charlottenburg und das Standesamt Charlottenburg. | Standesamt Charlottenburg-Wilmersdorf · Malteser Stützpunkt                                                               |
| Am Bahnhof Westend (Lage)            | 0300                                       | Bahnhof Westend | 24. Jan. 1895                            | Die Straße verläuft U-förmig westwärts von der Sophie-Charlotten-Straße. Die Grundstückszählung ist unkonventionell: Am südlichen Straßenabschnitt eine Hufeisennummerierung, an der Nordseite die Grundstücke 1 (Wohnhaus), 2 (Eckhaus mit drei Aufgängen) und gegenüberliegende Straßenseite 3 (Gewerbegebäude, zu „Parexel-City“), 4, 5 (Wohnhäuser), die Eckhäuser sind Sophie-Charlotten-Straße 23 und 24. Der nördliche Abschnitt mit den Grundstücken 10 und 11 (Parexelgebäude als Nr. 10 geführt), gegenüber die Rampe des Spandauer Damms zur Spandauer-Damm-Brücke. An der Bahnhofsseite der Straße westlich mit Nummer 15 steht das knapp 100 Meter lange Gebäude von Parexel mit drei Treppenhäusern, Grundstück 13 ist der vormalige Bahnhofsvorplatz mit vier Bäumen und Parkplätzen, das ursprüngliche Bahnhofsgebäude wird als Bürogebäude genutzt und hat die Grundstücksbezeichnung Spandauer Damm 89. Diesen gegenüber liegen die Wohnhäuser 6, 7, 8 und der Aufgang 2/III von Eckhaus 2, hinzu kommt auf dem nördlichen Eckgrundstück (Nr. 9) ein weiteres Bürogebäude von Parexel, das mit 10/11 verbunden ist. Diese Straßenlage ist bereits 1893 – allerdings ohne Straßennamen – im Stadtplan aufgenommen. Im Charlottenburger Bebauungsplan war dieser Straßenzug als Straße 31a Abt. V/3 und Straße 32 Abt. V/3 trassiert. Im Adressbuch 1900 sind die Grundstücke fortlaufend nummeriert, deshalb liegen die Wohnhäuser 1 (mit 14 Mietern) und 2 (Eckhaus mit 37 Mietern) von der Sophie-Charlotten-Straße (rechte Seite), im Straßenlauf gefolgt von Spandauer Berg und Bahnhof Westend, danach den drei Wohnhäusern auf 3–5 (ebenfalls mit je ungefähr 30 Mietern) wiederum zur Sophie-Charlotten-Straße hin. | Am Bahnhof Westend |
| Am Schillertheater (Lage)            | 0140                                       | Schillertheater | 1. Juli 1967                             | Der durch die Bebauung zwischen Schiller- und Goethestraße abgetrennte Teil der Grolmanstraße wurde in ‚Am Schillertheater‘ umbenannt. Die Straße liegt zwischen Bismarck- und Schiller- /Schlüterstraße. Zur Straße gehören die Häuser 2 und 4 an der Westseite, das gegenüberliegende Schillertheater selbst hat die Adresse Bismarckstraße 110. | Am Schillertheater |
| Am Spreebord (Lage)                  | 0560                                       | Spree, Fluss durch Berlin | 30. Apr. 1909 Spreebord bereits vor 1859 | Die Straße, zuerst Straße 20 der Abt. VI des Bebauungsplans, bildet die Zufahrt zum 1899/1900 nach Plänen von Georg Klingenberg erbauten Kraftwerk Charlottenburg. Sie liegt am Spreeufer nicht durchgehend zwischen Darwinstraße (1–3) und Sömmeringstraße (5–9). Bereits 1859 war sie im Adressbuch Berlins mit der postalischen Anschrift Spreebord ausgewiesen. Außerdem hieß der Verkehrsweg auch „jenseits der Spree“, Spreebordwiese oder Ueber die Spree, hier hatten sich Bootsbauer und Gewerbetreibende angesiedelt. Bei der Trassierung der Gegend zu beiden Seiten der Kaiserin-Augusta-Allee blieb der Streifen am Nordufer westlich vom Salzufer zuerst unbenannt, wurde aber im Verlauf angelegt. Die Straße Am Spreebord verband zur Zeit ihrer amtlichen Benennung das Habsburger Ufer mit der Sömmeringstraße. Der parallel zur Straße verlaufende Spreewanderweg verbindet den Biergarten an der Caprivibrücke mit dem Sommerbiergarten am Ende des Goslarer Ufers. | Kraftwerk Charlottenburg                                                                                                  |
| Am Westkreuz (Lage)                  | 0150                                       | Bahnhof Westkreuz | 19. Juli 1955                            | Der erste Name war Straße G 23. Die Sackgasse ist die Zufahrt zum Bahnhof Westkreuz und geht von der Halenseestraße an der Ortsteilgrenze zu Westend und dem Ostrand des Autobahndreiecks Funkturm ab. Der Brücke über eine zweigleisige Bahnführung der Ringbahn (vom Norden) zur Wannseer Strecke folgt der Bahnhofsvorplatz vor dem im Ortsteil liegenden Bahnhof Westkreuz. Südlich vom Bahnhof grenzt dieser südwestliche Teil Charlottenburgs an Halensee und westlich der Ortsteil Grunewald. Diese Straßentrasse bestand schon, allerdings unbenannt, vor den Bauarbeiten zur Stadtautobahn und 1960 unter diesem Straßennamen gegenüber der ehemaligen AVUS-Nordkurve. | Zugang des Bahnhofs |
| Amtsgerichtsplatz (Lage)             | 0060 × 60 × 60 × 30 (Trapezform)           | Amtsgericht Charlottenburg | 30. Juli 1897                            | Der erste Name war Platz C, Abt. V des Bebauungsplans. Der 1859 entstandene Schmuckplatz vor dem Amtsgericht liegt an Suarez-, Holtzendorff-, Neue Kant- und Kantstraße. Im Adressbuch 1900 ist der Amtsgerichtsplatz ohne weitere Nummerierung an der Suarezstraße aufgeführt: mit dem Kgl. Amtsgericht, der Kgl. Gerichtskasse, dem Grundbuchamt, Rechtsanwaltszimmern und der Vormundschaftsabteilung. Bewohner des Gerichtsgebäudes waren im Jahr 1900 der Amtsgerichtsrat a. D. Ludwig von Przyjemski und der Gerichtsdiener Heinrich Rathge. | Amtsgericht Charlottenburg                                                                                                |
| Arcostraße (Lage)                    | 0190                                       | Georg Graf von Arco (1869–1940), Physiker, Mitbegründer von Telefunken | 30. März 1950                            | Ab 1897 lautete der Name Havelstraße, zuvor trassiert als Straße 1b, Abt. V/2 des Bebauungsplans. Die Straße liegt zwischen Alt-Lietzow (um 1900 Lützowerstraße) und Iburger Ufer (anfangs Uferstraße). Die Namensänderung 1950 erfolgte, weil Havelstraßen mehrfach im Groß-Berliner Stadtgebiet vorhanden waren. Die Namensgebung nach der Havel ergab sich wohl aus der parallelen Spreestraße. An der Arcostraße, einer ruhigen Wohnstraße mit Baumbestand, befinden sich in Richtung Spree links die Grundstücke 1–11 (ungerade, 11: Bezirksamt) und rechts Wohnhäuser 6–20 (gerade). An der südöstlichen Ecke (als Alt-Lietzow 11) befindet sich eine als Parkplatz genutzte Freifläche (Bombenschäden). 1943 stand auf Grundstück 1 (gehört zu Alt-Lietzow 11) ein Wohnhaus mit zwölf Wohnungen, rechtsseitig gefolgt von weiteren Wohnhäusern 2–9 (fortlaufend) zum Charlottenburger Ufer, auf 6/7 befindet sich zudem ein Lagerplatz. Viele der Wohnhäuser haben Quergebäude und Gartenhäuser. Die Arcostraße (Parkplätze entlang und schräg zur Fahrbahn) biegt in gleicher Straßenbreite nach rechts in das Iburger Ufer, am Spreeufer verläuft in einem Parkweg der Spreewanderweg und zum Ende dieser Straße steht die Skulptur Der Spreekieker. | Arcostraße |
| Augsburger Straße (Lage)             | 0640 im Ortsteil                           | Augsburg, Stadt in Bayern | 11. März 1887                            | Die ersten Namen waren Straße 29, Straße 29a und Straße 30. Sie liegt zwischen Passauer und Joachimsthaler Straße. Die später angelegte Lietzenburger Straße teilte den ursprünglichen Straßenverlauf. Der östliche Teil (zwischen Eisenacher und Passauer Straße) erhielt am 29. Oktober 1957 den Namen Fuggerstraße, die zu Schöneberg gehört. Nur die Hausnummern 19–43 (ungerade) und 20–44 (gerade) befinden sich in Charlottenburg. Die Augsburger Straße ist eine zentral gelegene Wohn- und Geschäftsstraße in der westlichen City mit großen Altbauwohnungen und zahlreichen Bauten aus den 1960er und 1970er Jahren. | Augsburger Straße am Los-Angeles-Platz                                                                                    |
| Behaimstraße (Lage)                  | 0250                                       | Martin Behaim (1459–1507), Händler und Anreger des ältesten erhaltenen Globus'                                                                                                   | 30. März 1950                            | Die Straße liegt zwischen Gierkezeile und Richard-Wagner-Straße. Der von 1786 bis 1950 gültige Name lautete Schulstraße. Auf der Karte von 1824 ist die Schulstraße bereits eingezeichnet. Sie verlief von der Kirchstraße über die Wilmersdorfer Straße bis zur Spreestraße und lag in unmittelbarer Nähe des Luisen-Pfarrhauses, das als Schule diente. Auf dem Grundstück 11 (ehemals Schulstraße 7) befand sich die Synagoge Charlottenburg, deren Reste 1957 abgerissen wurden. | Behaimstraße |
| Bismarckstraße (Lage)                | 1500                                       | Otto von Bismarck (1815–1898), Politiker und 1871 bis 1890 erster Reichskanzler des Deutschen Reiches                                                                            | 11. März 1867                            | Die früheren Namen waren Mühlenweg (18. Jh.–1828) und Mühlenstraße (1828–1867). Im Jahr 1765 war sie auf Plänen als eine breite Allee ohne Namen eingezeichnet. Im Stadtplan Berlins von 1874 waren die Bismarck- und die Verlängerte Bismarckstraße bis zur Schloßstraße namentlich angegeben. Der Teil westlich der Kaiser-Friedrich-Straße hieß zwischen den Jahren 1874 und 1893 zunächst Verlängerte Bismarckstraße. Die Verlängerung wurde nach 1893 in die Bismarckstraße einbezogen. Der Heimatkundler Borchert gab an, dass anlässlich der Reichsgründung in Verbindung mit dem Sieg über Frankreich 1871 die Bismarckstraße ihren Namen erhalten hatte. Die Bismarckstraße ist eine mehrspurige Magistrale in Ost-West-Richtung mit gesondertem Mittelstreifen. Sie verbindet die Straße des 17. Juni vom Ernst-Reuter-Platz an mit dem Kaiserdamm am Sophie-Charlotte-Platz und ist ein Abschnitt der Bundesstraße 5. Hier befinden sich die Deutsche Oper Berlin und das Schillertheater. | Bundesbankgebäude an der Bismarckstraße · Deutsche Oper                                                                   |
| Bleibtreustraße (Lage)               | 0860                                       | Georg Bleibtreu (1828–1892), Maler | 20. Aug. 1897                            | Der erste Name war Straße 12a, Abt. V des Bebauungsplans. Die Straße liegt in Hufeisennummerierung zwischen Pestalozzistraße und Lietzenburger Straße und geht dann in die Sächsische Straße über. | Bleibtreustraße |
| Bonhoefferufer (Lage)                | 0490                                       | Dietrich Bonhoeffer (1906–1945), lutherischer Theologe und Widerstandskämpfer gegen den Nationalsozialismus                                                                      | 30. März 1950                            | Der vorherige Name zwischen 1905 und 1950 war Königin-Luise-Straße, im Adressbuch Berlins von 1906 wurde die Straße erstmals ausgewiesen. Die Straße begleitet die Spree von Mierendorffstraße abgehend nach Osten (Nr. 2–5) bis zum Stichkanal gegenüber vom Österreichpark und westwärts zwischen Schloßbrücke und Tegeler Weg mit den Grundstücken 6–18 (gerade). | Bonhoefferufer |
| Brahestraße (Lage)                   | 0530                                       | Tycho Brahe (1546–1601), dänischer Astronom | 3. Aug. 1905                             | Der erste Name war Straße 37a, Abt. VI des Bebauungsplans. Sie liegt in Hufeisennummerierung 1–21 und zurück 22–39 zwischen Keplerstraße und Tegeler Weg. Ecke Herschel- bis Fabriciusstraße steht die Gustav-Adolf-Kirche. | Brahestraße |
| Brauhofstraße (Lage)                 | 0270                                       | Brauerei, die dort 1719 eingerichtet wurde | um 1719                                  | Der vorherige Name nach 1705 bis um 1719 war Querstraße. 1719 wurde auf einem vom König geschenkten Gelände für die brauberechtigten Bürger Charlottenburgs eine Brauerei eingerichtet, zu der die etwa zur gleichen Zeit angelegte Straße führte. Der Brauhof existierte bis 1788. Die Straße liegt zwischen Wintersteinstraße und Otto-Suhr-Allee. | Brauhofstraße |
| Breitscheidplatz (Lage)              | 0200 × 60                                  | Rudolf Breitscheid (1874–1944), Politiker und Widerstandskämpfer gegen den Nationalsozialismus                                                                                   | 31. Juli 1947                            | Die vorherigen Namen des vorher nicht benannten Schmuckplatzes (Abteilung IV) des Charlottenberger Bebauungsplans waren Gutenbergplatz (1889–1892) und Auguste-Victoria-Platz (1892–1947). Der Platz des Berliner Westzentrums um die Gedächtniskirche wird von Budapester, Hardenberg-, Kantstraße, Kurfürstendamm und Tauentzienstraße umschlossen. | Kaiser-Wilhelm-Gedächtniskirche                                                                                           |
| Budapester Straße (Lage)             | 0330 Im Ortsteil                           | Budapest, Hauptstadt von Ungarn | 22. Apr. 1925                            | 1925 wurde der Teil des Kurfürstendamms zwischen Breitscheidplatz und Landwehrkanal in Budapester Straße umbenannt. Am 5. Februar 1965 erhielt der Teil der Kurfürstenstraße vor dem Zoo-Eingang aufgrund des geänderten Straßenverlaufs ebenfalls den Namen Budapester Straße. Der östliche Teil der Straße verläuft in Tiergarten. Die Straße ist in Zick-Zack-Nummerierung in Verlängerung der Stülerstraße ab Corneliusbrücke (Katharina-Heinroth-Ufer) und dem Breitscheidplatz (Hardenberg- und Kantstraße) gelegen. Die Grundstücke 37–50 mit dem Bikini-Haus gehören zum Ortsteil. Als im Jahr 1925 die Straße zwischen Potsdamer Platz und Brandenburger Tor den Namen Friedrich-Ebert-Straße erhielt, wurde der von der Gedächtniskirche aus nordöstlich gelegene Teil des Kurfürstendamms im gleichen Jahr in Budapester Straße umbenannt. Am 5. Februar 1965 wurde ein Teilstück der Kurfürstenstraße zwischen Budapester Straße (Tiergarten) und Nürnberger Straße (Charlottenburg) ebenfalls in Budapester Straße umbenannt. Der V. Bezirk der ungarischen Hauptstadt Budapest ist seit 1998 Partnerbezirk des Bezirks Charlottenburg. | Budapester Straße · Bikinihaus nach Umbau                                                                                 |
| Carmerstraße (Lage)                  | 0270                                       | Johann Heinrich von Carmer (1720–1801), preußischer Großkanzler und Justizreformer                                                                                               | 30. Mai 1892                             | Sie war bereits in der Abt. V des Charlottenburger Bebauungsplans enthalten und verläuft heute als Einbahnstraße vom Savigny- zum Steinplatz. In der ruhigen Wohnstraße mit guter Altbausubstanz befinden sich „Die Dicke Wirtin“, ein Szene-Lokal der 68er-Bewegung und der Buchhändlerkeller. Am ehemaligen Wohnhaus der Anna und Otto von Gierke (Nr. 12) ist eine Berliner Gedenktafel angebracht. Im Haus Nr. 11 bewohnte Robert Biberti, Bassstimme im Berliner Ensemble Comedian Harmonists, von 1931 bis ca. Mitte der 1950er Jahre eine Wohnung mit acht Zimmern, inklusive Probenraum und Sekretariat. | Carmerstraße 2 · Dicke Wirtin                                                                                             |
| Carnotstraße (Lage)                  | 0140                                       | Nicolas Léonard Sadi Carnot (1796–1832), französischer Physiker und Ingenieur | 1. Jan. 1992                             | Im Bebauungsplan war sie als Straße 243 trassiert, hier befand sich ein Zugang zum „BVG Autobus-Bahnhof“. (Hauptadresse Helmholtzstraße 41) Im Adressbuch der 1930er und 1940er Jahre ist Straße mit der Plannummer 243 nicht aufgeführt. Die Carnotstraße liegt als Sackgasse von der Morsestraße abgehend in Richtung zum Spreebogen, hier haben sich in der Nähe des Fraunhofer-Institut für Produktionsanlagen und Konstruktionstechnik mehrere Technologiefirmen angesiedelt. | Carnotstraße 4–6 |
| Cauerstraße (Lage)                   | 0520                                       | Jacob Ludwig Cauer (1792–1834), Pädagoge | 23. Feb. 1887                            | Im Bebauungsplan, Abt. V/1, war sie bereits enthalten. Sie liegt in Hufeisennummerierung (1–19b, zurück 20–38) zwischen Otto-Suhr-Allee und Einsteinufer an der Dovebrücke. An der verkehrsreichen Wohnstraße stehen einige Altbauten und überwiegend Nachkriegsbauten. Einige der Häuser grenzen mit ihrer Rückfront an den Luisenfriedhof I oder sind durch einen breiten Grünstreifen vor Lärm geschützt. | Cauerstraße |
| Charlottenburger Ufer (Lage)         | 0440                                       | Charlottenburg, ehemaliger Berliner Bezirk | vor 1874                                 | Die Straße liegt am Südufer der Spree zwischen Schloßbrücke Luisenplatz und Wintersteinstraße. Die vorherigen Namen waren Uferstraße Tiergartenfeld (vor 1859 bis vor 1874) und in Teilen Reisstraße (um 1904). Das später ausgegliederte Iburger Ufer und das Einsteinufer waren Teile des Charlottenburger Ufers. Auf der Karte von 1874 war das Charlottenburger Ufer bereits vom Gartenufer bis zur noch nicht benannten Cauerstraße eingezeichnet. Auf der Karte von 1890 führte das Charlottenburger Ufer vom Spreeufer weg in den Verlauf der Reisstraße hinein und endete dort. Am 17. August 1899 wurde der nächste Abschnitt zur heutigen Schloßbrücke ebenfalls in Charlottenburger Ufer benannt. Die Weiterführung in Richtung Charlottenburger Schloss hieß um diese Zeit Uferstraße. Der Teil zwischen Iburger Ufer und Gartenufer wurde am 7. Juli 1955 Einsteinufer genannt. Der Name im Teilabschnitt des ehemaligen Charlottenburger Ufers – zwischen Arcostraße und Röntgenstraße – muss zwischen 1968 und 1970 entwidmet worden sein. Die Straßenteile erhielten die Nummern 226 und 227. Im Plan von 1971 war dieser Teilabschnitt unbenannt eingezeichnet. Am 6. März 1972 erhielt die Straße 226 und am 20. Juli 1977 die Straße 227 den Namen Iburger Ufer. Der Abschnitt zwischen der Wintersteinstraße und der Cauerstraße wurde am 6. März 1972 ebenfalls in Iburger Ufer umbenannt. Das Charlottenburger Ufer ist eine ruhige Wohnstraße mit Altbaubestand und einem direkten Blick auf die Spree und den gegenüberliegenden Österreichpark. | Charlottenburger Ufer |
| Christstraße (Lage)                  | 0430                                       | Marie (1813–1878) und Robert Christ (1813–1869), Charlottenburger Stadtrat und Mäzen                                                                                             | 13. Apr. 1884                            | Der vorherige Name war Braunsche Privatstraße (nach 1874–1885). Die Straße liegt in Hufeisennummerierung (1–20, zurück 21–43) zwischen Nehringstraße und Sophie-Charlotten-Straße im Klausenerplatz-Kiez. In der zentral, aber ruhig gelegenen Straße stehen in den 1970er Jahren renovierte großzügige Altbauten. | Christstraße |
| Clara-von-Simson-Straße (Lage)       | 0110                                       | Clara von Simson (1897–1983), Naturwissenschaftlerin und preußische Politikerin                                                                                                  | 15. Nov. 2007                            | Der erste Name war Straße 244. Die Straßenbenennung geht auf eine Initiative der FDP-Fraktion in der Bezirksverordnetenversammlung Charlottenburg-Wilmersdorf zurück, weil der Anteil von nach Frauen benannten Straßen erhöht werden soll. Die ruhige Straße mit Bürolagen am Spreeufer geht von der Pascalstraße als Stichstraße zum Spreebogen hin. Sie endet als Sackgasse an der Spree und ist durch den Bus an das öffentliche Verkehrsnetz angeschlossen. | Clara-Von-Simson-Straße                                                                                                   |
| Clausewitzstraße (Lage)              | 0160                                       | Carl von Clausewitz (1780–1831), preußischer General und Militärtheoretiker | 8. Juni 1906                             | Im Charlottenburger Bebauungsplan, Abt. V/1, war sie bereits als Straße 7c enthalten. Sie liegt zwischen Sybelstraße und Kurfürstendamm. | Clausewitzstraße am Kurfürstendamm                                                                                        |
| Dahlmannstraße (Lage)                | 0440                                       | Friedrich Christoph Dahlmann (1785–1860), Historiker und Staatsmann; bekannt als einer der „Göttinger Sieben“ und Mitverfasser der Paulskirchen-Verfassung von 1848              | 8. Dez. 1906                             | Der erste Name war Straße 8, Abt. V des Bebauungsplans. Sie liegt in Hufeisennummerierung zwischen Gervinusstraße und Kurfürstendamm über die Sybelstraße hinweg. | Dahlmannstraße am Kurfürstendamm                                                                                          |
| Damaschkestraße (Lage)               | 0500 Im Ortsteil                           | Adolf Damaschke (1865–1935), Pädagoge und Führer der Bodenreformbewegung im Deutschen Reich                                                                                      | 30. März 1950                            | Die Südwestseite der Straße (ungerade Hausnummern) gehört zu Halensee. Die Parzellen sind in Zick-Zack-Nummerierung festgelegt und liegen zwischen Kracauerplatz und (mit 2–6) als Sackgasse über die Roscherstraße (Lehniner Platz). Die Straße im Charlottenburger Bebauungsplan (Straße 19b, Abt. V) war auf Wilmersdorfer Gebiet schon 1892 als Küstriner Straße benannt worden. Für Charlottenburg ist die Küstriner Straße von 1908 bis 1950 angegeben. | Damaschkestraße von der Joachim-Friedrich-Straße aus gesehen                                                              |
| Danckelmannstraße (Lage)             | 0780                                       | Eberhard von Danckelman (1643–1722), Hauslehrer des ersten preußischen Königs, brandenburgischer Minister und preußischer Oberpräsident                                          | 13. Apr. 1855                            | Im Bebauungsplan, Abt. V, war sie bereits enthalten. Auf der Karte von 1884 war ihre Trasse ohne Bezeichnung eingetragen. Sie liegt zwischen Gardes-du-Corps-Straße und Kaiserdamm im Klausenerplatz-Kiez. Hier befinden sich viele Baudenkmale, wie das Gebäude der ehemaligen Engelhardt-Brauerei. Nr. 16 bildet den Zugang zum Ziegenhof, der hier seit Mitte der 1980er Jahre besteht. | Engelhardt-Brauerei in der Danckelmannstraße                                                                              |
| Darwinstraße (Lage)                  | 0260                                       | Charles Darwin (1809–1882), britischer Naturforscher | 2. Mai 1902                              | Der erste Name war Straße 19, Abt. VI des Charlottenburger Bebauungsplans. Sie liegt zwischen Quedlinburger Straße und Am Spreebord (Röntgenbrücke) im Gewerbegebiet nördlich der Spree. | Darwinstraße |
| Dernburgstraße (Lage)                | 0710                                       | Heinrich Dernburg (1829–1907), Rechtswissenschaftler, Politiker und Rektor der Friedrich-Wilhelms-Universität                                                                    | 3. Aug. 1905                             | Die Trasse der Straße der Abt. V des Bebauungsplanes war im Plan 1904 noch ohne Bezeichnung eingetragen. Im Nachweiser für die Berliner Straßen von 1905 wurde die am 3. August 1905 benannte Dernburgstraße erstmals ausgewiesen. Sie verläuft von der Neuen Kantstraße bis zur Suarezstraße am Südende des Lietzensees. Die Straße erhielt ihren Namen zu Ehren des Juristen und Politikers Heinrich Dernburg. Er war jüdischer Herkunft, wurde 1829 in Mainz geboren und starb 1907 in Charlottenburg. Darüber hinaus erhielt 1905 der Platz oberhalb der „Großen Kaskade“ den Namen Dernburgplatz. Wegen der jüdischen Herkunft Dernburgs wurden der Dernburgplatz und die Dernburgstraße am 15. Februar 1936 in Gustloffplatz und Gustloffstraße umbenannt. Am 31. Juli 1947 erhielt die Dernburgstraße ihren Namen zurück und der Gustloffplatz wurde in die Dernburgstraße einbezogen. Das Gebäude der ehemaligen Oberpostdirektion wird von T-Systems Business Services benutzt. | Dernburgstraße, Haus von Edmund Rumpler · Dernburgstraße am Lietzensee · Ehemalige Landespostdirektion                    |
| Dovestraße (Lage)                    | 0250                                       | Heinrich Wilhelm Dove (1803–1879), Physiker und Meteorologe | 24. Juni 1892                            | Als Straße ist sie im Bebauungsplan, Abt. V/2, bereits enthalten. Sie liegt in Verlängerung der Cauerstraße über die Dovebrücke zwischen Salzufer und setzt sich als Helmholtzstraße fort, nahe am Wasserstraßenkreuz. Die stark befahrene kurze Straße hat auf beiden Seiten hohe Bürogebäude, moderne Wohnhäuser stehen in der ruhigen zweiten Reihe und haben fast alle Wasserblick. | Dovestraße |
| Dresselstraße (Lage)                 | 0040                                       | Johann Christian Gottfried Dressel (1751–1824), Theologe und Chronist | 4. Nov. 1912                             | Diese Straße mit vier Hausnummern ist eine der kürzesten Berliner Straßen; sie war schon in Abt. V des Bebauungsplans Charlottenburgs aufgeführt. Sie liegt als Sackgasse zwischen Riehlstraße zum Dresselsteg, der als Fußgängerbrücke zwischen Dresselstraße und Rognitzstraße der Zugang zum S-Bahnhof Messe Nord/ZOB ist. Am Spiegelweg vor dem Stadtringgraben (S-Bahn und Autobahn) endet die Dresselstraße. Die innerstädtische Wohnstraße mit S-Bahn-Anschluss und A 100 in Sicht- und Hörweite ist ziemlich lärmintensiv. | Dresselstraße |
| Droysenstraße (Lage)                 | 0330                                       | Johann Gustav Droysen (1808–1884), Historiker | 8. Dez. 1906                             | Die Straße 15a der Abt. V des Bebauungsplans wurde 1906 angelegt und benannt. Sie liegt zwischen der Ortsteilgrenze an der Damaschkestraße und der Gervinusstraße, über die der Straßenlauf durch die Bahnunterführung zum Stuttgarter Platz und zur Windscheidstraße weiterführt. | Droysenstraße |
| Einsteinufer (Lage)                  | 0930                                       | Albert Einstein (1879–1955), Physiker | 7. Juli 1955                             | Bis 1955 war das Einsteinufer Teil vom Charlottenburger Ufer, es liegt am südlichen Ufer des Landwehrkanals gegenüber vom Salzufer zwischen Dovestraße und Straße des 17. Juni. Am Ufer befinden sich viele wissenschaftliche Institute der Technischen Universität und der Universität der Künste. Nur am westlichen Ende stehen einige Wohnhäuser mit Blick auf den Landwehrkanal. | Einsteinufer, Heinrich-Hertz-Institut                                                                                     |
| Eislebener Straße (Lage)             | 0270 Im Ortsteil                           | Lutherstadt Eisleben | 14. Feb. 1895                            | Der erste Name war Straße 31a, Abt. IV des Bebauungsplans. Die neue Namensgebung erinnert an Wirkungsstätten Martin Luthers. Die Straße in Hufeisennummerierung liegt zwischen Nürnberger und Rankestraße. Das Straßenland mit den Grundstücken 1–10 liegt im Ortsteil, 11–19a an der Südseite der Straße in Wilmersdorf. | Eislebener Straße |
| Else-Ury-Bogen (Lage)                | 080                                        | Else Ury (1877–1943), Schriftstellerin und Opfer des NS-Regimes | 7. Juli 1999                             | Der Bogen ist die Passage zwischen Savignyplatz und Knesebeckstraße, Zugang zum S-Bahnhof Savignyplatz. Die Namenswahl erfolgte im Zuge der Erhöhung des Anteils nach Frauen benannter Straßen. Die Passage, direkt am S-Bahnhof Savignyplatz gelegen, ist belebt und besitzt zahlreiche gastronomische Betriebe im Herzen der westlichen City. Auf der Südseite liegt die S-Bahn-Trasse. | Else-Ury-Bogen am S-Bahnhof Savignyplatz                                                                                  |
| Englische Straße (Lage)              | 0270                                       | Villen waren im britischen (neugotischen) Stil errichtet | vor 1847                                 | Im Bebauungsplan, Abt. V/2, war sie bereits enthalten. Sie liegt mit den Grundstücken 1–5 und 20–30 in Hufeisennummerierung zwischen Salzufer über Gutenberg- zur Wegelystraße und endet in einem Straßenstumpf mit einem weiterführenden Parkweg zum Spreeufer. Der Tiergartenring ist über die Trasse geführt. An der mäßig befahrenen und zentral gelegenen Straße gibt es nur ein Wohnhaus. Die östliche Seite grenzt an die Porzellanmanufaktur, die westliche Seite wird von Gebäuden und Parkplätzen der Daimler-Benz-AG dominiert. Im Norden endet die Straße als Sackgasse. Fußgänger und Radfahrer können von hier aus weiter zum Uferweg an der Spree. Durch die Lage in der Spreestadt Charlottenburg sind Neubauten meist Bürogebäude. | Bürogebäude in der Englischen Straße · Englische Straße 29 letztes verbliebenes Altbauhaus                                |
| Eosanderplatz * (Lage)               | 0010 × 10                                  | Eosander von Göthe (1669–1728), deutsch-schwedischer Baumeister |                                          | Als Eosanderplatz wird das parkartig erweiterte westliche Ende der Eosanderstraße bezeichnet, das durch einen Hausdurchgang getrennt direkt am Luisenplatz liegt. Die Bezeichnung ist amtlich so nicht verzeichnet. | Eosanderplatz |
| Eosanderstraße (Lage)                | 0400                                       | Eosander von Göthe (1669–1728), deutsch-schwedischer Baumeister | 27. Juli 1904                            | Im Bebauungsplan, Abt. V/2, war die Eosanderstraße bereits enthalten. Sie liegt in Hufeisennummerierung (1–18 und 19–36) im Bogen zwischen Otto-Suhr-Allee und Lohmeyerstraße, über die sie als Sackgasse auf dem Eosanderplatz vor dem Luisenplatz endet. | Eosanderstraße |
| Ernst-Bumm-Weg (Lage)                | 0100                                       | Ernst Bumm (1858–1925), Mediziner | 28. Jan. 1960                            | Der Weg wurde am 21. August 1958 zunächst als Zufahrtsstraße für die Bebauung angelegt und Bummweg benannt. Die Straße geht als Sackgasse von der Sophie-Charlotten-Straße ostwärts ab zum Wilhelmstift an der Schlosspark-Klinik. | Ernst-Bumm-Weg |
| Ernst-Reuter-Platz (Lage)            | 0220 (Durchmesser)                         | Ernst Reuter (1889–1953), Politiker und Regierender Bürgermeister von Berlin | 1. Okt. 1953                             | Der Platz hieß im 18. Jh. Umschweif, da hier sechs Wege, Straßen und Gassen zusammenliefen. Um 1830 kam die Bezeichnung Am Knie wegen der stark gekrümmten Straßenführung auf. Im Stadtplan Berlins von 1901 war die Bezeichnung „Knie“ bereits namentlich eingetragen, eine offizielle Benennung ist nicht angegeben. An der strahlenförmigen Kreuzung von Bismarck-, Berliner, Marchstraße, Kurfürsten-Allee und Hardenbergstraße bildete sich ein Knick. Der U-Bahnhof in die Hardenbergstraße hinein hieß entsprechend Bahnhof Knie. Der Platz ist einer der Hauptknotenpunkte des Straßenverkehrs in Berlin auf der Ost-West-Achse. Mittels einer Unterführung ist das Rondell zu erreichen, wo sich eine Grünfläche mit Liegewiese und eine Brunnenanlage mit Ruhebänken befinden. Um den Platz stehen diverse Büro- und Universitätsgebäude, eines davon ist das 1960 fertiggestellte Telefunken-Hochhaus. Im 20. Obergeschoss betreibt das Studentenwerk Berlin eine öffentlich zugängliche Cafeteria. | Ernst-Reuter-Platz mit der Einmündung der Otto-Suhr-Allee und dem Telefunken-Hochhaus · Fontänen am Ernst-Reuter-Platz    |
| Erwin-Barth-Platz (Lage)             | 0080 × 110 × 140 (Dreieckform)             | Erwin Barth (1880–1933), Gartendirektor Charlottenburgs | 28. Nov. 2005                            | Der vorher unbenannte Platz wurde zum 125. Geburtstag Erwin Barths eröffnet. Er ist eine Grünanlage am Nordende des Lietzenseeparks und wird von Kaiserdamm und Sophie-Charlotte-Straße begrenzt. Das nördliche Ende der Wundtstraße zum Witzlebenplatz wurde dazu für den Fahrzeugverkehr gesperrt und der Straßenverkehr zum Kaiserdamm in die Sophie-Charlotten-Straße geleitet. Der nordwestliche Abschnitt der Wundtstraße war ohne zugeordnete Grundstücke. Die ehemalige Straße wurde umgestaltet und in den Platz integriert. | Erwin-Barth-Platz |
| Fabriciusstraße (Lage)               | 0250                                       | Johannes Fabricius (1587–1617), Astronom | 17. Mai 1930                             | Die Straße liegt zwischen Kamminer Straße und Brahestraße. Die Nordseite ist mit fünfgeschossigen Wohnhäusern der 1930er Jahre auf den Grundstücken 2–32 (gerade) bebaut, im Abschnitt östlich der Herschelstraße sind auch die Grundstücke 1–13 bebaut. Der westliche Abschnitt der Fabriciusstraße führt im Bogen um die Gustav-Adolf-Kirche (Ecke Herschel-/Brahestraße), zu der ein kleiner Park und das Eckhaus Herschelstraße 14 sowie Fabriciusstraße 31 gehören. Die zweispurige Straße hat breite Gehwege mit Bäumen und Gehwegparkplätze für Autos, im westlichen Abschnitt quer und im östlichen längs zur Fahrbahn. | Fabriciusstraße |
| Fasanenstraße (Lage)                 | 0800 (im Ortsteil)                         | Friedrich II. ließ 1755 die Fasanerie anlegen | vor 1874                                 | Die Straße liegt in Hufeisennummerierung zwischen Müller-Breslau-Straße und Hohenzollerndamm und kreuzt dabei Lietzenburger Straße, Kurfürstendamm, Kant- und Hardenbergstraße. Ein Teil der Straße mit den Grundstücken 33–65 liegt in Wilmersdorf. Die Zentralbibliothek der TU und UdK Berlin befindet sich zwischen Müller-Breslau-Straße und Hertzallee. Hier steht seit Herbst 2011 für rund drei Jahre ein Effizienzhaus des Bundesministeriums für Verkehr, Bau und Stadtentwicklung (siehe unteres Foto). Im Stadtplan Berlins von 1857 ist die Trasse ein unbezeichneter Weg, 1874 verlief sie in gerader Linie von der Hardenbergstraße zum noch nicht benannten Nikolsburger Platz der Carstenn-Figur. 1876 reichte sie nur noch zur Grunewaldstraße und zwischen 1890 und 1896 trug der Wilmersdorfer Teil den Namen Gravelotter Straße. Der Abschnitt bis zum Gartenufer, auf dem sich ehemals das Hippodrom befand, muss zwischen 1936 und 1940 benannt worden sein. Erwähnenswert ist die liberale Synagoge in dieser Straße, die 1938 in Brand gesteckt 1958 vollends abgerissen wurde, das Literaturhaus Berlin und die Villa Grisebach. | Hotel Kempinski in der Fasanenstraße · Literaturhaus                                                                      |
| Franklinstraße (Lage)                | 0520                                       | Benjamin Franklin (1706–1790), nordamerikanischer Universalgelehrter und Politiker                                                                                               | 30. Mai 1892                             | Die im Bebauungsplan Abt. V/2 enthaltene Straße liegt zwischen Salzufer (Marchbrücke) und Helmholtzstraße. Hier wurden (schon vor 1900) mehrere Straßen (nördlich der Berliner Straße und auf beiden Seiten des Landwehrkanals) nach Naturwissenschaftlern benannt. Neben einigen Wohnhäusern gibt es an der ausgebauten Straße überwiegend Gewerbeansiedlungen. An der Ecke Salzufer hat die Technische Universität die Fakultät für Informatik und Elektrotechnik in einem 1896–1898 von Martin de la Sauce für Siemens & Halske errichteten Fabrikgebäude. Die Grundstücke der Straße wurden vorwiegend gewerblich genutzt, seit dem Ende des 20. Jahrhunderts ist die Autoindustrie auf frei gewordenem Gelände vertreten, so haben Porsche, Chrysler, Audi und VW große Verkaufsstellen. | Franklinstraße · Ehemaliges Gebäude der Siemens-Schuckert-Werke                                                           |
| Fraunhoferstraße (Lage)              | 0450                                       | Joseph von Fraunhofer (1787–1826), Physiker | 17. Aug. 1899                            | Der erste Name war Straße 5, Abt. V/2 des Bebauungsplans. Sie liegt in Hufeisennummerierung zwischen March- und Cauerstraße nördlich parallel der ehemaligen Berliner Straße im Bereich der nach Naturwissenschaftlern benannten Straßen. Am westlichen Ende der Straße stehen einige Wohnhäuser. Im östlichen Teil der Straße stehen auf der Südseite moderne Verwaltungsgebäude, die Nordseite grenzt hier an die Physikalisch-Technische Bundesanstalt. Es gibt einen Fußgängerdurchgang zur Otto-Suhr-Allee und zum Ernst-Reuter-Platz. | PTB in der Fraunhoferstraße                                                                                               |
| Friedbergstraße (Lage)               | 0450                                       | Heinrich von Friedberg (1813–1895), Jurist und Politiker | 30. Juli 1897                            | Entsprechend dem Bebauungsplan Abt. V angelegt, verläuft die Friedbergstraße mit mehrgeschossigen Gebäuden zwischen Leonhardt- und Suarezstraße. Sie besitzt an dieser Seite statt der Ausfahrt nur einen verkehrsberuhigten Wendeplatz und ist deshalb ab Holtzendorffstraße eine Sackgasse. Von 1938 bis 1947 hieß der Verkehrsweg Steffeckstraße. | Friedbergstraße |
| Fritschestraße (Lage)                | 0480                                       | Hans Fritsche (1832–1898), Kommunalpolitiker und Jurist | 27. Aug. 1905                            | Die Trasse im Bebauungsplan Abt. V war als Straße 14a, 14b und 14c vermerkt. Die Straße liegt zwischen Kantstraße und Hebbelstraße. Wegen der Verkehrsberuhigung im westlichen Abschnitt ist sie über die Zillestraße hinweg als Sackgasse ausgewiesen. Dort liegt der Sportplatz des ‚FC Brandenburg 03 Berlin e. V.‘, nördlicher der Schustehruspark. Die Straße in Hufeisennummerierung als ruhige Stadtstraße kreuzt über die verkehrsreiche Bismarckstraße. | Fritschestraße · Fritschestraße 27–28                                                                                     |
| Gallesteig (Lage)                    | 0080                                       | Johann Gottfried Galle (1812–1910), Astronom | 23. Nov. 1931                            | Der erste Name war Straße 42, sie liegt zwischen Olbers- und Lambertstraße in Fortsetzung des Fußgängertunnels vom S- und Regionalbahnhof Jungfernheide, der zum Nachbarortsteil gehört. In der Umgebung sind weitere Straßen nach Astronomen benannt. Die Grundstücke 2–8 (gerade) auf der östlichen Straßenseite sind mit Wohnhäusern bebaut, gegenüber liegen die KGA ‚Kalowswerder‘ und ein Spielplatz. | Gallesteig |
| Galvanistraße (Lage)                 | 0320                                       | Luigi Galvani (1737–1798), italienischer Arzt und Pionier der Biophysik | 17. Aug. 1899                            | Sie ist im Bebauungsplan, Abt. V/2, enthalten. Sie liegt südlich der Mündung des Landwehrkanals in die Spree im Bogen zwischen Guericke- und Cauerstraße in einem Gebiet (nördlich der Otto-Suhr-Allee) mit Straßennamen nach Naturwissenschaftlern. Auf der Karte von 1893 ist die Trasse um die Albertinen-Hütte verzeichnet, aber unbenannt und geht an der Spree ins Charlottenburger Ufer. Im Berliner Adressbuch von 1900 ist die Galvanistraße erstmals ausgewiesen. Am 7. Juli 1955 wurde die Verlängerung zum Ufer (Grundstücke Nr. 47 und 48) in Galvanistraße benannt. Die ruhige Wohnstraße ist überwiegend mit Altbauten bestanden. | Galvanistraße |
| Gardes-du-Corps-Straße (Lage)        | 0210                                       | Garde du Corps, Regiment der preußischen Armee | 11. März 1887                            | Die Straße liegt zwischen Sophie-Charlotten-Straße, Klausenerplatz und (Danckelmannstraße). 1893 war sie die südliche Parallelstraße der Spandauer Straße am Friedrich-Karl-Platz westlich der Schloßstraße am Westrand der Stadt Charlottenburg. Nahe Bahnhof Westend am Klausenerplatz befand sich der Reitplatz der Charlottenburger Schwadronen des Gardekavallerie-Regiments Gardes du Corps. Er lag direkt an der Gardes-du-Corps-Straße, die die Kavallerie vermutlich benutzte, um zum Übungsplatz zu gelangen. Die Bebauung der Straße mit attraktiven Stadtvillen entspricht der Lage in der Nähe des Schlosses Charlottenburg. | Gardes-du-Corps-Straße |
| Gaußstraße (Lage)                    | 0470                                       | Carl Friedrich Gauß (1777–1855), Mathematiker und Naturwissenschaftler | 30. Mai 1892                             | Die im Bebauungsplan Abt. VI enthaltene Straße (Ortslage Kalowswerder) liegt zwischen Goslarer Ufer (Sickingenbrücke über den Charlottenburger Verbindungskanal) und Lise-Meitner-Straße. Im Jahr 1893 ist die Städtische Gasanstalt II nördlich zur Hamburger Eisenbahn anliegend die einzige Bebauung in dieser Gegend. Im Jahr 1921 besteht neben dieser Gasanstalt südlich der Straße noch Grünland, später entwickelten sich hier die KGA ‚Habsburger Ufer‘ und ‚Gerickeshof/ Gaußstraße‘. | Ehemaliges Gasreservoir in der Gaußstraße                                                                                 |
| George-Grosz-Platz (Lage)            | 0050 × 50 × 40 (Dreieckform)               | George Grosz (1893–1959), deutsch-amerikanischer Maler, Grafiker und Karikaturist                                                                                                | 26. Juli 1983                            | Der Platz liegt am Kurfürstendamm zur Schlüterstraße hin. Am 6. Juli 2010 wurde der Stadtplatz nach einem ersten Umbau der Öffentlichkeit wieder übergeben. Weitere vom Bezirksamt Charlottenburg im Zusammenhang mit der 125-Jahr-Feier des Kurfürstendamms stehende Umbauarbeiten, die 100.000 Euro gekostet hatten, führten zur Schließung der bis dahin bestehenden Stichstraße an der nordöstlichen Häuserfront des Platzes und zu einem vergrößerten Fußgängerbereich. Am 7. Dezember 2012 wurde der Platz wiederum der Öffentlichkeit übergeben. Die Unternehmerin Heidi Hetzer hatte zu dieser Gelegenheit eine Gedenksäule, die über Leben und Werk des namensgebenden Künstlers informiert und ein großes Edelstahl-Namensschild (Name des Platzes hier ohne Bindestriche) gesponsert. | George-Grosz-Platz; 2010 · George-Grosz-Platz mit Namensschild von Heidi Hetzer                                           |
| Gervinusstraße (Lage)                | 0790                                       | Georg Gottfried Gervinus (1805–1871), Historiker und nationalliberaler Politiker                                                                                                 | 1. Jan. 1907                             | Gemäß Bebauungsplans als Straße 17b, Abt. V angelegt, verläuft die Gerviniusstraße zwischen Wilmersdorfer Straße und Holtzendorffstraße (Kracauerplatz). Sie wird durch die Lewishamstraße geteilt, wo die Straßenführung von West her zur Mommsenstraße zeigt. Am Kracauerplatz geht sie noch vor der Ortsteilgrenze in die Heilbronner Straße über. | Gervinusstraße |
| Gierkeplatz (Lage)                   | 0100 (Durchmesser)                         | Anna von Gierke (1874–1943), Sozialpädagogin, Politikerin und Opfer des Nationalsozialismus                                                                                      | 30. März 1950                            | Der vorherige Name von 1716 bis 1950 war Kirchplatz, wobei die Umbenennung erfolgte, da es durch die Bildung von Groß-Berlin mehrere gleichnamige Plätze gab. Er liegt an der Kreuzung Schustehrusstraße und Gierkezeile mit einem zentralen grünen Rondell um die Luisenkirche und umkreisenden Fahrbahnen. | Luisenkirche am Gierkeplatz                                                                                               |
| Gierkezeile (Lage)                   | 0540                                       | Anna von Gierke (1874–1943), Sozialpädagogin, Politikerin und Opfer des Nationalsozialismus                                                                                      | 30. März 1950                            | Die ruhig gelegene Straße wird durch den Gierkeplatz unterbrochen, sie liegt zwischen Otto-Suhr-Allee und Spielhagenstraße. Die vorherigen Namen waren Brettergasse (18. Jh. bis vor 1824) und Kirchstraße (vor 1824 bis 1950). In der Straße stehen großzügige Altbauten und einige geschichtsträchtige Gebäude. In der Gierkezeile 5–11, an der Ecke zur Zillestraße steht das denkmalgeschützte ehemalige städtische Krankenhaus. Es wurde zwischen 1865 und 1867 nach Plänen von Gustav Knoblauch errichtet. Das erste Schulhaus von Charlottenburg von 1739 steht in der Gierkezeile 39. | Gierkezeile am Gierkeplatz                                                                                                |
| Giesebrechtstraße (Lage)             | 0380                                       | Wilhelm von Giesebrecht (1814–1889), Historiker | 20. Aug. 1904                            | Die Trasse der Straße ist auf der Karte von 1893 noch nicht angelegt, und im Stadtplan Berlins von 1901 ist die Trasse ohne Bezeichnung eingetragen. Im Bebauungsplan Abt. V/1 war sie bereits enthalten. Sie verläuft im Bereich des Meyerinckplatzes zwischen Kurfürstendamm am Olivaer Platz und Wilmersdorfer Straße. Im Haus Nummer 4 befand sich von 1936 bis Ende des Jahres 2011 das Kino ‚Kurbel‘, das aus wirtschaftlichen Gründen geschlossen wurde. Am 25. April eröffnete in den früheren Kinosälen der Biomarkt ‚Alnatura‘. Die meisten Anwohner sind mit dieser Entwicklung nicht einverstanden und so gründeten Engagierte den Verein ‚Bürger für das Quartier Meyerinckplatz‘. Er will vor Allem den Biomarkt wegen seiner unangepassten Größe und des zu erwartenden Lieferverkehrs herausklagen. | Giesebrechtstraße am Meyerinckplatz · Berlin-Charlottenburg Giesebrechtstraße Alnatura                                    |
| Goethepark (Lage)                    | 0100 × 20                                  | Johann Wolfgang von Goethe (1749–1832), Dichter | 1903                                     | Der Stadtpark liegt innerhalb des Häuserblocks Schiller-, Kaiser-Friedrich-, Pestalozzi- und dem Fußgängerbereich der Wilmersdorfer Straße. Der Schmuckplatz ist auf der Karte von 1906 als Goetheparkstraße und als Verlängerte Goethestraße eingezeichnet, wobei keine Bebauung an West- und Ostseite bestand. Im Adressbuch des gleichen Jahres ist der Goethepark zwischen Wilmersdorfer und Kaiser-Friedrich-Straße mit bebauten Grundstücken der Berlin-Schöneberger Baugesellschaft AG aufgeführt. | Goethepark an der Kaiser-Friedrich-Straße                                                                                 |
| Goethestraße (Lage)                  | 1290                                       | Johann Wolfgang von Goethe (1749–1832), Dichter | 28. Nov. 1872                            | Sie liegt zentral in Charlottenburg, ihre Parzellen sind in Hufeisennummerierung (1–41 und 42–87a) parallel zwischen Pestalozzi- und Schillerstraße aufgeteilt. Die Goethestraße erstreckt sich zwischen Steinplatz (Hardenbergstraße) und Wilmersdorfer Straße, an der sich der Goethepark fortsetzt. Da keine Ausfahrt zur Wilmersdorfer Straße besteht, ist sie verkehrsberuhigt ab Krumme Straße eine Sackgasse. Im Bebauungsplan der Abt. V/1 war sie enthalten, 1874 ging sie von der (heutigen) Hardenberg- bis Leibnizstraße, 1884 bis zur Wilmersdorfer Straße. In der Karte von 1893 ist der spätere Verlauf schon enthalten, einschließlich des wohl noch unbebauten und unbenannten Platzes für die Trinitatiskirche sowie das Postamt II. Sie ist eine ruhige, gut erschlossene, baumbestandene Wohnstraße mit überwiegend Altbauten. | Postamt in der Goethestraße                                                                                               |
| Goslarer Platz (Lage)                | 0120 × 80                                  | Goslar Stadt in Niedersachsen | 13. Apr. 1909                            | Der erste Name des Platzes laut Bebauungsplans war Platz F, Abt. VI. Er liegt mit den Grundstücken 1–9 an Kaiserin-Augusta-Allee, Nordhauser, Klaustaler Straße und Goslarer Ufer (Charlottenburger Verbindungskanal über die Ortsteilgrenze). Dabei sind die Grundstücke in Verlängerung von Nordhauser und Klaustaler Straße dem Platz zugeordnet. Im Süden ein Spielplatz, ist der Nordteil eine Parkanlage um eine Rasenfläche mit Blumenrabatten. Im Jahr 1893 waren die umgebenden Straßen trassiert, aber unbebaut und unbenannt, der Platz war schon vorgesehen. Die Häuser um den Platz entstanden überwiegend in den 1920er und 1930er Jahren und bieten Ausblicke zum Charlottenburger Verbindungskanal. | Goslarer Platz |
| Goslarer Ufer (Lage)                 | 1010                                       | Goslar Stadt in Niedersachsen | 15. März 1939                            | Die Uferstraße verläuft entlang des 1875 angelegten Charlottenburger Verbindungskanals. Sie liegt zwischen Gaußstraße und über die Quedlinburger Straße als Sackgasse zur Spree. Der ursprüngliche Name seit um 1892 war bis 1939 Habsburger Ufer und wurde bei einer antiroyalistischen Umbenennung an die umgebenden Straßennamen angepasst. Entlang des grünen Ufers stehen Bürogebäude und der Autoverkehr ist mäßig. An der Südspitze gibt es eine Aussichtsplattform mit Blick auf das Wasserstraßenkreuz. Landwehrkanal und Charlottenburger Verbindungskanal münden hier in die Spree, daneben ist in den Sommermonaten eine Strandbar. | Goslarer Ufer |
| Götz-Friedrich-Platz (Lage)          | 0040 × 30                                  | Götz Friedrich (1930–2000), Regisseur und Theaterleiter | 14. Juni 2008                            | Dieser Stadtplatz liegt östlich der Deutschen Oper an der Nordseite der Bismarckstraße Ecke Krumme Straße und erhielt seinen Namen nach dem Generalintendanten (1981–2000) der Deutschen Oper Berlin, Götz Friedrich. Zum Schmuck erhielt der Platz einen Springbrunnen und eine Skulptur von Günther Uecker, die auf Friedrich Bezug nimmt. Der Platz bildet das Gegenstück zu dem an der Südseite gelegenen parkartigen Shakespeareplatz. | Charlottenburg Götz-Friedrich-Platz                                                                                       |
| Grolmanstraße (Lage)                 | 0620                                       | Karl von Grolman (1777–1843), General, Richter und Staatsrat in Preußen | 1874                                     | Der Verkehrsweg, nach Bebauungsplan Abt. V/1 im 19. Jahrhundert angelegt, verläuft schräg zum umgebenden Raster zwischen Uhlandstraße (Nähe Kurfürstendamm) und Goethestraße in Hufeisennummerierung (14–35 und 38-–59) und wird durch den Savignyplatz (Kantstraße) unterbrochen. Um 1884 wurde sie bis zum Kurfürstendamm verlängert. Die Verlängerung bis zur Berliner Straße erhielt am 1. Januar 1907 die Bezeichnung Neue Grolmanstraße. Auf der Karte 1921 findet sich die Grolmannstraße mit ihrem Verlauf am Savignyplatz durchgehend zwischen Kurfürstendamm und Bismarckstraße, nördlich der Bismarckstraße die Neue Grolmannstraße. Der Teil zwischen Schiller- und Goethestraße wurde nach Mitte der 1950er Jahre stillgelegt, der abgetrennte Teil zwischen Schillerstraße und Bismarckstraße am 1. Juli 1967 in Am Schillertheater umbenannt. Zur gleichen Zeit, am 1. Juli 1967, erhielt die Neue Grolmannstraße den Namen Marie-Elisabeth-Lüders-Straße. Die Grolmannstraße ist eine Wohn- und Geschäftsstraße mit Hotels, Kneipen und Restaurants und eine begehrte Wohnlage. An der Straße stehen neben Altbauten mit Stuckfassaden auch Nachkriegs- und Neubauten. | Zwiebelfisch in der Grolmanstraße                                                                                         |
| Grünfeld-Ecke (Lage)                 | 0050 × 40 (Dreieckform)                    | Zur Erinnerung an die Familie Grünfeld, die hier das Textilkaufhaus Grünfeld betrieb                                                                                             | 24. Aug. 1936                            | Der ursprünglich nur als Kreuzungspunkt von Augsburger, Joachimsthaler Straße und Kurfürstendamm angelegte Ort wurde am 24. August 1936 als eigener Platz ausgewiesen. Er entwickelte sich zu einer der belebtesten Berliner Kreuzungen direkt am Kurfürstendamm; ein Hingucker ist eine Werbetafel in Form eines überdimensionierten Flachbildschirms (Stand im Jahr 2014). Von früheren Zeiten zeugt die denkmalgeschützte Verkehrskanzel von 1955, von wo aus der Kreuzungsverkehr bis 1962 gelenkt wurde. Unter der Kanzel steht ein ebenfalls denkmalgeschützter Kiosk, von dem aus getrennte Treppen weiter nach unten zur öffentlichen Toilette oder zum U-Bahnhof Kurfürstendamm führen. Das Bezirksamt Charlottenburg-Wilmersdorf hat in seiner Sitzung am 20. Mai 2014 die Korrektur der Schreibweise in Joachimsthaler Straße und Joachimsthaler Platz (jeweils mit „h“) beschlossen, deren Umbenennung erfolgte am 15. September 2014. Am 8. November 2023 fand die Umbenennung des Platzes in „Grünfeld-Ecke“ statt. Sie soll an das Grünfeld-Kaufhaus erinnern, das den Platz seit seiner Eröffnung im Jahr 1926 prägte, sodass die Ecke im Volksmund bald Grünfeld-Eck hieß. Eigentümer war die jüdische Familie Grünfeld. | Ehemaliges Allianz-Hochhaus am Joachimsthaler Platz · Kiosk mit Verkehrskanzel · Kaufhaus Grünfeld ca. 1935 · Gedenktafel |
| Guerickestraße (Lage)                | 0700                                       | Otto von Guericke (1602–1686), Politiker, Jurist, Naturwissenschaftler, Physiker, Tierarzt und Erfinder                                                                          | 17. Aug. 1899                            | Der erste Name war Straße 4, Abt. V/2 des Bebauungsplans. Die ruhige Wohnstraße mit Alt- und Nachkriegsbauten verläuft zwischen Alt-Lietzow und Marchstraße. Ecke Cauerstraße liegt der Luisenkirchhof I und daneben die Evangelische Schule Charlottenburg, Ecke Marchstraße die PTB, die bereits vor 1893 errichtet worden war, und die Botschaft des Königreichs Nepal. An der nördlichen Straßenseite befand sich um das Jahr 1900 die Gasanstalt, nach Westen folgend die Glashütte und die Albertinenhütte. Die umgebenden Straßen nördlich der Otto-Suhr-Allee sind ebenfalls nach Naturwissenschaftlern benannt. | Guerickestraße |
| Gutenbergstraße (Lage)               | 0550                                       | Johannes Gutenberg (um 1400–1468), Erfinder des europäischen Buchdrucks mit beweglichen Metall-Lettern                                                                           | 30. Juli 1897                            | Der erste Name war Straße 16a, Abt. V/2 des Bebauungsplans. Sie liegt zwischen Englischer und Franklinstraße. 1893 und bis in die 1960er Jahre gibt es lediglich eine Stichstraße von der Englischen Straße nach Westen, die in Fabrikgelände führt (Chemische Fabrik Heyl und Co., Berliner AG für Eisenguss und Maschinenfabrikation, Wagenbauanstalt). Im Jahr 1921 ist auf dem Stadtplan eine Trasse eingezeichnet. Die Straße liegt im Entwicklungsgebiet Spreestadt Charlottenburg und ist Mitte der 2010er Jahre mit Autohäusern und Büros bestanden. Geplant war zunächst eine Bürostadt, jedoch entstehen wegen der gewachsenen Wohnraum-Nachfrage nördlich der Gutenbergstraße auch Eigentums- und Mietwohnungen. | Gutenbergstraße |
| Hallerstraße (Lage)                  | 0160                                       | Albrecht von Haller (1708–1777), Schweizer Mediziner, Botaniker und Wissenschaftspublizist                                                                                       | 3. Aug. 1905                             | Einst Feuchtland im Spreebogen war der Verkehrsweg zunächst ein Teil der Straße 14a, Abt. V/2 des Bebauungsplans. Das trassierte Straßenraster nördlich der Helmholtzstraße von 1893 unterscheidet sich von seinem späteren tatsächlichen Verlauf. 1921 ist sie zwischen Spreeufer (Straße 14) über die Morsestraße zur Pascalstraße eingezeichnet, 1961 befand sich auf dem westlichen Abschnitt der BVG-Autobushof. Die Hallerstraße liegt in Hufeisennummerierung (1–6 und 23–28) verbindend zwischen Pascal- und Morsestraße. Diese ruhige Straße besitzt auf der Südseite eine gemischte Wohnbebauung und auf der Nordseite befinden sich Bürogebäude. | Hallerstraße |
| Hannah-Karminski-Straße (Lage)       | 0110                                       | Hannah Karminski (1897–1943), Erzieherin, Protagonistin des Jüdischen Frauenbundes und Sozialarbeiterin bei der Reichsvereinigung der Juden in Deutschland; Opfer des NS-Regimes | 1. Okt. 2002                             | Die Straße liegt zwischen Salzufer und als Sackgasse über die Gutenbergstraße, letztlich zwischen Spreebogen und Landwehrkanal. Die Straße wurde im Rahmen der Erschließung der „Spreestadt“ angelegt. Südlich mit Gewerbegebäuden bebaut, lag der Nordteil 2014 noch brach. Die Straße wird im nördlichen Bereich noch entwickelt. Es gibt nur Büro- und Verkaufsgebäude. Im südlichen Bereich endet sie zwischen den Autohäusern von Mercedes-Benz und Lamborghini, an der Ecke zum Salzufer ist die Berliner Niederlassung von Harley-Davidson, die jährlich hier ein Fest (nicht nur für Motorradfahrer) veranstaltet. | Harley-Davidson-Niederlassung in der Hannah-Karminski-Straße                                                              |
| Harald-Juhnke-Platz (Lage)           |                                            | Harald Juhnke (1929–2005), Berliner Schauspieler | 1. Sep. 2025                             | Der Platz ist vom Kurfürstendamm, der Verlängerung der Grolmanstraße und der Uhlandstraße umgeben. | Harald-Juhnke-Platz |
| Hardenbergplatz (Lage)               | 0280 × 70                                  | Karl August von Hardenberg (1750–1822), preußischer Staatsmann | 14. Feb. 1958                            | Er ist der Vorplatz des Fernbahnhofs Zoologischer Garten. Vor der Benennung als Platz war er seit 1887 Teil der Joachimsthaler Straße mit Straßenbahnanschluss. Am Ostrand des Platzes liegt die Bezirksgrenze zu Mitte, Ortsteil Tiergarten mit den Einrichtungen des Zoologischen Gartens und dem Wirtschaftseingang. Am 14. Februar 1958 wurde die Joachimst(h)aler Straße in Charlottenburg zwischen Hardenbergstraße und Hertzallee in Hardenbergplatz umbenannt. Eine Teilfläche am Nordende des Hardenbergplatzes ist am 15. Mai 1987 als öffentliche Straße eingezogen und dem Zoologischen Garten zur Nutzung übergeben worden. Der belebte Platz ist Ausgangs- und Endpunkt vieler Buslinien und Parkplatz für den Bahnhof Zoologischer Garten. An der Nordseite führt ein Fußweg in den Großen Tiergarten und zum Schleusenkrug, eine Gaststätte an der Unterschleuse des Landwehrkanals. – Das Löwentor (Eingang zum Zoologischen Garten) befindet sich an der Nordostseite des Platzes. | Hardenbergplatz mit Blick auf den Bahnhof Zoo                                                                             |
| Hardenbergstraße (Lage)              | 1100                                       | Karl August von Hardenberg (1750–1822), preußischer Staatsmann | 1865                                     | Im Stadtplan Berlins von 1860 war der Weg entsprechend der Verbindung nach Lützow als Lützower Weg enthalten. Er setzte den Tauentzien zum (Am) Knie fort. Die Hauptstraße der Kategorie II mit drei Fahrspuren in jeder Richtung und einem Mittelstreifen verbindet Kant-/Budapester Straße (Nordwestecke Breitscheidplatz) und Ernst-Reuter-Platz. Entlang dieser Straße befinden sich das Renaissance-Theater, der Steinplatz, das Amerikahaus, Bahnhof Zoo, das Oberverwaltungsgericht Berlin-Brandenburg, die UdK und TU-Institute mit der Mensa. Auf der westlichen Straßenseite stehen repräsentative Altbauten mit Läden, Cafés und Hotels, vorwiegend als Büro genutzte Häuser und kaum Wohngebäude. In der Nähe des Amerikahauses erinnert eine Steinskulptur an das Schicksal von Cemal Kemal Altun. | UdK-Gebäude in der Hardenbergstraße                                                                                       |
| Harlingeroder Weg (Lage)             | 0120                                       | Harlingerode, Teil von Bad Harzburg im Landkreis Goslar im Süden Niedersachsens                                                                                                  | 17. Mai 1930                             | Im Bebauungsplan war sie in Abt. IV bereits enthalten, 1921 ist hier Grünfläche angegeben. Sie liegt zwischen Wernigeroder und Ilsenburger Straße im Gebiet, das nach Straßen von Harzorten benannt ist. | Harlingeroder Weg |
| Haubachstraße (Lage)                 | 0470                                       | Theodor Haubach (1896–1945), Journalist, Politiker (SPD) und Widerstandskämpfer                                                                                                  | 31. Juli 1947                            | Die Straße besitzt Zick-Zack-Nummerierung und liegt baumbestanden zwischen Richard-Wagner-Straße und Hebbelstraße. Bereits vor 1824 verlief hier die Grünstraße. Nach einer Umbenennung im Jahr 1934 in Kauffmannstraße bekam die Straße 1947 bei der Entnazifizierung den heutigen Namen nach einem Gegner des Nationalsozialismus. Die Straße ist ruhig gelegenen mit großzügigen Altbauten und einigen geschichtsträchtigen Gebäuden. In der Haubachstraße 8 ist ein Bürgerhaus aus dem 18. Jahrhundert erhalten. wie sie für die Umgebung der Haubachstraße bis ins späte 19. Jahrhundert typisch waren. | Haubachstraße Ecke Wilmersdorfer Straße                                                                                   |
| Hebbelstraße (Lage)                  | 0350                                       | Friedrich Hebbel (1813–1863), Schriftsteller | 27. Aug. 1905                            | Sie liegt zwischen Kaiser-Friedrich-Straße und Schloßstraße, dabei ist sie westwärts zwischen Haubach- und Schloßstraße ein verkehrsberuhigter Grünstreifen mit Weg und Zugang zu Grundstück 13 und 14 an der Ecke Zillestraße ist. Die Verkehrsführung des östlichen Abschnitts (Grundstücke 1–4) geht in die Haubachstraße ab. Dieser Grünzug ergänzt den Schustehrus-Park im Süden. Das Clubgebäude auf Grundstück 8 an der Ecke Fritschestraße gehört zum FC Brandenburg 03, gegenüber (Parzelle 6) befindet sich ein Sport- und Spielplatz Ecke Otto-Grüneberg-Weg (vorher: Am Park). Im Bebauungsplan war die Straße 12d, Abt. V bereits enthalten, auf der Karte von 1904 die Trasse noch ohne Bezeichnung eingetragen. 1893 ist noch das Fließgewässer (Abfluss des Lietzensees zur Spree durch diese Feuchtfläche („Grüne Wiese“)) eingezeichnet, diese Situation bedingt wohl auch die schräge Trassierung im Vergleich zu dem umgebenden rechtwinkligen Raster für Charlottenburg. | Hebbelstraße |
| Heisenbergstraße (Lage)              | 0160                                       | Werner Heisenberg (1901–1976), Physiker und Nobelpreisträger. | 1. Okt. 1985                             | Die ruhige Wohnstraße, als Straße A, Straße B und Straße 10a der Abt. V/2 des Bebauungsplans angelegt, führt als Sackgasse östlich von der Pascalstraße ab, mit einem Wendeplatz an der Grünfläche am Südufer des Spreebogens. Zuerst hieß sie Straße 247 in der Kleingartenanlage, 1985 wurde sie als öffentliches Straßenland gewidmet. Die heutige Führung der Straßen im Spreebogen unterscheidet sich von der im Bebauungsplan trassierten. 1869 ist nördlich der Helmholtzstraße eine Feuchtfläche im Nordbogen der Spreeschlinge vermerkt, der dann für 1893 die trassierte Führung mit unbenannten Straßen folgt. 1921 sind Pascal-, Morsestraße und Uferstraße 10 und 14, und der Querstraßenzug von Straße 10a und Straße 10b (etwa im Verlauf der Hallerstraße) erkennbar. 1926 wird für Straße 14 (Westufer) die Kohlrauschstraße genannt, Straße 10a und 10b verbinden als Warburgstraße (bis 1954 Arrheniusweg nur im östlichen Abschnitt) die Gotzkowskybrücke zur Seelinger-Brücke über die Spree mit der Wiebestraße. Nord- und Ostufer sind in den 1920er Jahren trassiert (Straße 10), aber auch als Grünland vermerkt, auf dem später die Gartenanlagen entstanden. Die Karten der 1950er und 1960er Jahre zeigen Bebauung unterschiedlicher Nutzung, stimmen aber nicht mit der heutigen Straßenführung überein. An der Südseite steht ein Wohnblock der Internationalen Bauausstellung 1987, an der Nordseite liegt ein Planungsgebiet und die Kleingartenanlage ‚Pascal‘. Für Fußgänger gibt es eine Grünverbindung zur Gotzkowskybrücke und zum Spreeufer. | Heisenbergstraße |
| Helmholtzstraße (Lage)               | 0530                                       | Hermann von Helmholtz (1821–1894), Physiologe und Physiker | 30. Mai 1892                             | Im Bebauungsplan war sie in Abt. V/2 bereits enthalten. Sie liegt in Hufeisennummerierung (1–18 und 19–43) in Verlängerung der Dovestraße (am ehemaligen Stichkanal der Mörtelwerke, trassierte Kreuzung mit der Uferstraße) und der Ortsteilgrenze an der Gotzkowskybrücke. In der Denkmalliste vermerkt sind Nr. 2–9 Glühlampen- und „Blockwerk“ von Siemens & Halske (1898 Martin de la Sauce; bis 1911 Erweiterungen von Karl Janisch), ab 1922 Osram Werk S. Der Lage entsprechend ist sie eine Durchgangsstraße mit Wohn- und Gewerbebauten, darin Cafés, kleine Läden und ein großer Gewerbehof. Kurz vor der Gotzkowskybrücke führt ein Wanderweg zur Spreekurve, der an der Dovestraße wieder auf die Hauptverkehrsstraße trifft. In der Helmholtzstraße 60 lag der im Jahr 1929 gebaute Omnibus-Betriebshof der BVG, der im Jahr 2001 geschlossen wurde. | Ehemaliges Osram-Glaswerk in der Helmholtzstraße                                                                          |
| Herbartstraße (Lage)                 | 0500                                       | Johann Friedrich Herbart (1776–1841), Philosoph, Psychologe und Pädagoge | 27. Aug. 1905                            | Der erste Name war Straße G6, Abt. V des Charlottenburger Bebauungsplans. 1893 war noch keine Straße festgelegt, auf der Karte von 1904 ist die Trasse ohne Bezeichnung eingetragen. Im Jahr 1921 reichte sie über die Neue Kantstraße zum Königsweg. Die Herbartstraße liegt zwischen Dernburgstraße über Neue Kantstraße und Wundtstraße am westlichen Parkrand des Lietzensees entlang und ist in dieser Richtung eine Einbahnstraße. Die westliche Bebauung (15–28 fortlaufend) steht dem Park an der Ostseite der Straße gegenüber, auf dieser Straßenseite befindet sich die Kirche am Lietzensee (Parzellen 4–6). Auf dem Grundstück Nr. 26 steht ein Baukomplex der Jüdischen Gemeinde, der 1981 als ‚Jeanette-Wolff-Seniorenzentrum‘ und ‚Leo-Baeck-Altenwohnheim‘ eröffnet wurde. Er enthält eine liberale Synagoge. | Herbartstraße |
| Herbert-Lewin-Platz (Lage)           | 0020 × 20                                  | Herbert Lewin (1899–1982), Mediziner und Präsident des Zentralrates der Juden in Deutschland                                                                                     | 4. Okt. 2004                             | Der vorher unbenannte Platz im KPM-Quartier an der Wegelystraße liegt vor dem Sitz von Bundesärztekammer, der Kassenärztlichen Bundesvereinigung und dem gemeinsamen Bundesausschuss in Berlin; er wurde zu Ehren des Mediziners benannt. | Herbert-Lewin-Platz mit KBV und Bundesärztekammer                                                                         |
| Herderstraße (Lage)                  | 0210                                       | Johann Gottfried Herder (1744–1803), Dichter | 25. Apr. 1885                            | Nach Bebauungsplan Abt. V/1 angelegt, ist die Herderstraße auf dem Stadtplan von 1884 namentlich von der Goethe- zur Schillerstraße eingezeichnet. Sie liegt im Charlottenburger Kerngebiet zwischen Schiller- und Goethestraße. Die östlich der Leibnizstraße liegenden Straßen sind vorzugsweise nach Personen der Weimarer Klassik benannt. | Herderstraße |
| Herschelstraße (Lage)                | 0340                                       | Wilhelm Herschel (1738–1822), deutsch-britischer Astronom | 27. Aug. 1905                            | Zuerst war sie die Straße 4a, Abt. VI des Bebauungsplans. Gegenüber vom Schlossgarten über die Spree und den Tegeler Weg hinweg war die Straße 1893 bei Bebauungsbeginn in der Umgegend noch nicht trassiert, auf der Karte von 1904 ist sie trassiert, aber ohne Bezeichnung eingetragen. Sie liegt zwischen Osnabrücker und Olbersstraße über Brahe- und Fabriciusstraße hinweg in einer Gegend, in der sich die Straßennamen bevorzugt auf Astronomen beziehen. An der Straße steht die Gustav-Adolf-Kirche. | Herschelstraße Kirchengemeinde Gustav-Adolf                                                                               |
| Hertzallee (Lage)                    | 0330 Im Ortsteil                           | Heinrich Hertz (1857–1894), Physiker | 30. März 1950                            | Die Straße liegt am Nordende des Bahnhofs Zoo zwischen Hardenbergplatz und Fasanenstraße am Rand des Zoologischen Gartens. 1950 wurde die Kurfürstenallee in Hertzallee umbenannt, 1961 erhielt der Straßenteil am Busbahnhof in Tiergarten ebenfalls den Namen Hertzallee. Anfangs verlief die Kurfürstenallee vom (Am) Knie über die Fasanen- bis zur Jebensstraße. Am 19. Mai 1964 wurde der gesamte nordwestliche Teil Hertzallee, der durch das Gelände der TU verläuft, entwidmet. | Hertzallee |
| Heubnerweg (Lage)                    | 0220                                       | Otto Heubner (1843–1926), Kinderarzt | 17. Sep. 1938                            | Die Straße wurde 1918 als Frankstraße benannt. Hier befand sich das Kaiserin-Auguste-Viktoria-Säuglingsheim, Heubner war Direktor der Kinderklinik der Charité. Der Weg liegt zwischen Mollwitz- und Pulsstraße und erschließt die Schlosspark-Klinik sowie einige Forschungseinrichtungen westlich vom Schlossgarten. | Ehemaliges Kinderkrankenhaus                                                                                              |
| Hindemithplatz (Lage)                | 0050 × 50 × 20                             | Paul Hindemith (1895–1963), Komponist | 19. Okt. 1995                            | Der Stadtplatz liegt an der Ecke Wilmersdorfer/Mommsenstraße, südlich grenzt er an die Giesebrechtstraße. Die zuführenden Straßen sind an beiden Gehwegen baumbestanden. | St.-Georg-Brunnen |
| Holtzendorffstraße (Lage)            | 0470                                       | Franz von Holtzendorff (1829–1889), Strafrechtler und Hochschullehrer | 30. Juli 1897                            | Die Straße ist als Straße 19a, Abt. V des Charlottenburger Bebauungsplans trassiert. Sie liegt zwischen Kantstraße/ Amtsgerichtsplatz und Kracauerplatz, dessen vorheriger Name Holtzendorffplatz war. Sie wurde vormals von der Straßenbahn durchfahren, später einer Omnibuslinie. | Holtzendorffstraße |
| Horstweg (Lage)                      | 0620                                       | Horst; Heßelhorst, eine kleine Anhöhe am Lietzensee | vor 1874                                 | Der Weg führte zu einer bereits 1581 als Heßelhorst erwähnten Anhöhe über dem sumpfigen Gelände nördlich des Lietzensees und wurde als Straße der Abt. V des Bebauungsplans aufgenommen. Auf der Karte 1893 ist der Horstweg zwischen Sophie-Charlotte-Platz und Königsweg bezeichnet. Die nach Westen weiterführende Trasse trug noch keinen Namen. In den 1920er Jahren setzte eine umfangreiche Bebauung ein, die vom Beamten-Wohnungs-Verein zu Berlin beauftragt und finanziert wurde. Der Horstweg liegt zwischen Schloßstraße am Sophie-Charlotte-Platz und Sophie-Charlotten-Straße über Wundt- und Danckelmannstraße führend. | Horstweg |
| Iburger Ufer (Lage)                  | 0400                                       | Bad Iburg, Stadt im Landkreis Osnabrück in Niedersachsen | 6. März 1972                             | Zunächst ein Abschnitt vom Charlottenburger Ufer, wurden im späteren Bebauungsplan die Straße 226 zwischen Arcostraße und Lüdtgeweg sowie Straße 227 zwischen Lüdtgeweg und Röntgenstraße trassiert, angelegt und in der Folge so beibehalten. Auf der Karte von 1971 war der Teilabschnitt (Straße 226) unbenannt eingezeichnet. Am 20. Juli 1977 erhielt die Straße 227 mit sofortiger Wirkung ebenfalls den Namen Iburger Ufer. Bad Iburg wurde 1980 Partnerstadt des Bezirks Charlottenburg, in Iburg gibt es dafür einen „Charlottenburger Ring“. | Iburger Ufer |
| Ilsenburger Straße (Lage)            | 0540                                       | Ilsenburg, Kleinstadt in Sachsen-Anhalt | 6. Mai 1909                              | Sie liegt in Hufeisennummerierung (9–17, 32–40) zwischen Quedlinburger Straße und als Sackgasse über die Kaiserin-Augusta-Straße zum Schwarzen Weg. Zuerst war der Verkehrsweg Teil der Straße 18, Abt. VII des Bebauungsplans. Anfangs verlief sie nur zwischen Quedlinburger Straße und Nordhauser Straße, ab 1920 wurde sie bis zum (heutigen) Schwarzen Weg verlängert. Nach der Karte von 1921 führte sie im Nordteil durch Grünland zur Kreuzung von Straße 13 und (der damals durchgehenden) Olbersstraße, 1926 ist die Trasse der Olbersstraße im Stadtplan noch eingetragen, aber nun unbenannt, dafür ist die Bebauung der Ilsenburger Straße fortgeschritten. In den 1920er Jahren hatte sich in dieser Straße zwischen mehreren Mietswohnhäusern die Städtische Müllabfuhr auf einem Grundstück eingerichtet. | Ilsenburger Straße |
| Jeanne-Mammen-Bogen (Lage)           | 0130                                       | Jeanne Mammen (1890–1976), Malerin und Zeichnerin | 7. Juli 1999                             | Der Stadtbahnbogen ist als Passage ausgeführt und liegt zwischen Grolman- und Uhlandstraße. Bis 1999 war dieser Teil östlich der Grolmanstraße unbenannt. Die Benennung beruht auf dem Willen der BVV Charlottenburg-Wilmersdorf, vorzugsweise den Anteil von nach Frauen benannten Straßen und Plätzen zu erhöhen. | Jeanne-Mammen-Bogen an der Stadtbahn                                                                                      |
| Jebensstraße (Lage)                  | 0250                                       | Wilhelm Jebens (1830–1907), Jurist und Kommunalpolitiker | 4. Nov. 1912                             | Sie ist im Charlottenburger Bebauungsplan Abt. V/1 bereits enthalten. Die Jebensstraße liegt an der Westseite des Bahnhofs Zoo zwischen Hardenbergstraße und Hertzallee. Hier befinden sich das Oberverwaltungsgericht Berlin-Brandenburg, das Museum für Fotografie, das Bundesamt für Bauwesen und Raumordnung und die Bundesanstalt für Immobilienaufgaben. Im Adressbuch des Jahres 1915 wurde sie erstmals ausgewiesen, hier befand sich beispielsweise die Kameradschaftl. Vereinigung d. Offizierskorps d. Landw. Inspektion Berlin (Parzelle 2). Die innerstädtische Einbahnstraße liegt mit der Südseite an der Bahnlinie und dem Bahnhof Zoologischer Garten, an der Nordseite stehen Verwaltungsgebäude. | Jebensstraße |
| Joachimsthaler Straße (Lage)         | 0640 (im Ortsteil)                         | Joachimsthalsches Gymnasium, das sich in der damaligen Kaiserstraße befand | 23. Feb. 1887                            | Die Straße, zuerst Straße 20, Abt. V/1 im Bebauungsplan, mit den Parzellen 1 bis 43 in Hufeisennummerierung liegt zwischen Hardenbergstraße (Hardenbergplatz) und Schaperstraße; der Abschnitt südlich der Lietzenburger Straße (Friedrich-Holländer-Platz) gehört dagegen zum Ortsteil in Wilmersdorf. Ursprünglich verband sie die Wilmersdorfer Schaperstraße mit der Hardenbergstraße (bis um 1890 so in Karten enthalten). Im Stadtplan Berlins von 1893 endet sie an der Kurfürstenallee. Am 14. Februar 1958 wurde der Teil des Bahnhofsvorplatzes zwischen Hardenbergstraße und Hertzallee in Hardenbergplatz umbenannt. Im Jahr 2014 erfolgte die Korrektur des Straßennamens, der sich etliche Jahre ohne th schrieb. Sie ist eine laute verkehrsreiche Geschäftsstraße mit Hotels und Kaufhäusern. Das über Berlin hinaus bekannte „Café Kranzler“ befand sich direkt an der Kreuzung mit dem Ku'damm. Inzwischen dominieren Einkaufspassagen das Straßenbild. An der Ecke Kantstraße stand bis Ende 2014 das nachgenutzte ehemalige Ebbinghaus-Gebäude, das im Zuge der Neugestaltung ab Frühjahr 2015 abgerissen und durch einen freundlichen Neubau ersetzt wird. | Blick über die Joachimsthaler Straße zum Kurfürstendamm und Bahnhof Zoo · Charlottenburg Joachimsthaler Straße            |
| Kaiser-Friedrich-Straße (Lage)       | 1590                                       | Friedrich III. (1831–1888), König von Preußen und „99-Tage-Kaiser“ des Jahres 1888                                                                                               | 24. Juni 1892                            | Im Bebauungsplan unter Abt. V war sie trassiert und wurde 1889–1891 zum Bahnhof Charlottenburg angelegt, der 1882 als Stadtbahnhof eröffnet worden war. Sie liegt in Hufeisennummerierung (Westseite nach Süden 1–54a und zurück 56–106) zwischen der Kreuzung Spandauer Damm/Otto-Suhr-Allee (Luisenplatz) und dem Stuttgarter Platz im Süden, dem Bahnhofsvorplatz. Sie geht am Stuttgarter Platz in die Lewishamstraße über, Letztere war 1893 trassiert, aber noch nicht benannt. Im Unterschied zur Karte von 1893 mit dem Beginn an der Berliner Straße ist im Adressbuch 1893 die Kaiser Friedrichstraße angegeben mit Nr. 1 und 101 an der Scharrenstraße, sowie 50 und 51 am Stuttgarter Platz. Auf den Grundstücken waren 1893 bereits elf Wohnhäuser mit ein bis zwölf Haushaltsvorständen fertig gestellt. Auch in Rixdorf/Neukölln und Treptow gab es von 1893 bis 1938 eine Kaiser-Friedrich-Straße, die heutige Sonnenallee. | Kaiser-Friedrich-Straße                                                                                                   |
| Kaiserdamm (Lage)                    | 0860 im Ortsteil                           | Kaiser Wilhelm II. (1859–1941), letzter Deutscher Kaiser und König von Preußen                                                                                                   | 8. Dez. 1906                             | Der Kaiserdamm, als Planstraßen Straße 7b und Straße 33, Abt. V des Bebauungsplans angelegt, führt als Hauptstraße der Kategorie I die Bundesstraßen B 2 und B 5. Im Ortsteil verläuft der Kaiserdamm zwischen Schloßstraße und Westrand der Kaiserdammbrücke. Oberhalb der Rognitzstraße nach Westen zum Theodor-Heuss-Platz liegt er in Westend. Die Bebauung mit Wohnhäusern begann unmittelbar nach der Fertigstellung des Verkehrswegs und sollte nach der kaiserlichen Verordnung repräsentativ sein. Namhafte Architekten hatten deshalb hier ihre Pläne verwirklicht, unter anderem Hans Scharoun und Georg Jacobowitz mit einem Apartmenthaus für eine Textilhandelsgesellschaft. Ursprünglich endete der Kaiserdamm am Bahnhof Heerstraße. Am 30. März 1950 wurde der Teil des Kaiserdamms, der von der Ahornallee zur Preußenallee führte, vom Bahnhof zum neugestalteten Theodor-Heuss-Platz in die Heerstraße einbezogen. Eine kurzzeitige Umbenennung in Adenauerdamm wurde am 15. Januar 1968 rückgängig gemacht. Die Wohnflächen der Ein- und Zwei-Zimmer-Appartements sind optimal aufgeteilt. Gedenktafeln und Stolpersteine erinnern an einstige Bewohner: Erich Maria Remarque, Alfred Döblin, Ferdinand Bruckner und August Horch wohnten am Kaiserdamm. | Kaiserdamm, Blick zum Ernst-Reuter-Platz · Polizeidirektion · Geschaäftshaus von Jürgen Sawade                            |
| Kaiserin-Augusta-Allee (Lage)        | 0590 (im Ortsteil)                         | Augusta von Sachsen-Weimar-Eisenach (1811–1890), deutsche Kaiserin und Königin von Preußen                                                                                       | 22. Mai 1877                             | Die verkehrsreiche Durchgangsstraße liegt zwischen Mierendorffplatz (Lise-Meitner-/ Sömmeringstraße) und Beusselstraße und ist Teil des Straßenrings A. Zum Ortsteil gehören die Grundstücke 31–95 bis Goslarer Ufer. Hier vor der Kaiserin-Augusta-Brücke über den Charlottenburger Verbindungskanal befindet sich die Bezirksgrenze zu Mitte und der östliche Straßenteil liegt im Ortsteil Moabit. Im Bebauungsplan war die Straße in Abt. VI enthalten. Diese Trasse des Spandauer Heerwegs ist seit dem 13. Jh. der älteste Weg von Spandau nach Berlin, der im heutigen Moabit weiterführte. Nach dem Zweiten Weltkrieg trug sie zeitweilig den Namen Ernst-Thälmann-Straße. In Moabit (Grundstücke 114–120) wurde am 19. März 1976 ein Abschnitt in Kaiserin-Augusta-Allee einbezogen. Der Teil dieser Allee zwischen Tegeler Weg und Gustav-Adolf-Platz wurde am 30. März 1950 in Mierendorffstraße umbenannt. In dieser Straße mit viel erhaltener Altbausubstanz gibt es kleine Läden und Gaststätten in der Erdgeschosszone. | Kaiserin-Augusta-Allee |
| Kamminer Straße (Lage)               | 0640                                       | Kammin, auch Cammin, Stadt in der ehemaligen Provinz Pommern, seit 1945 in Polen, polnisch Kamień Pomorski                                                                       | 8. Dez. 1906                             | Sie liegt in fortlaufender Grundstücksnummerierung (1–19, 20–38) zwischen Tegeler Weg und Olbersstraße über die Osnabrücker Straße hinweg. Sie war bereits in Abt. V des Charlottenburger Bebauungsplans als Straße 4 enthalten. | Kamminer Straße Gottfried-Keller-Oberschule                                                                               |
| Kantstraße (Lage)                    | 2640                                       | Immanuel Kant (1724–1804), Philosoph im Zeitalter der Aufklärung | 23. Feb. 1887                            | Die Kantstraße (Postleitzahlen 10623, 10625, 10627) liegt zwischen Hardenbergstraße (Breitscheidplatz) und Suarezstraße (Amtsgerichtsplatz). Sie wurde als Straße 9, Abt. V/1 und Abt. V des Bebauungsplans trassiert und angelegt. Im Berliner Straßensystem gehört sie zu den übergeordneten Straßenverbindungen. Im Adressbuch von 1888 ist die Kantstraße mit bereits fertigen Mietswohnhäusern an der Leibnizstraße aufgeführt. Sie ist eine verkehrsreiche Einkaufs- und Wohnstraße, teilweise mit Altbausubstanz. Hier gibt es neben unzähligen Restaurants und Cafés das Theater des Westens, die Vagantenbühne, den Delphi Filmpalast und den Musikclub Quasimodo. An der Kreuzung mit der Knesebeckstraße weitet sich die Kantstraße zum Savignyplatz. | „Paris Bar“ in der Kantstraße · Kantgaragen · Theater des Westens                                                         |
| Karl-August-Platz (Lage)             | 0120 × 120                                 | Karl August von Sachsen-Weimar-Eisenach (1757–1828), Herzog und Großherzog von Sachsen-Weimar-Eisenach                                                                           | 30. Juli 1897                            | Der grüne Platz um die Trinitatis-Kirche von 1896 wird begrenzt von Goethe-, Weimarer, Pestalozzi- und Krummer Straße. Der Name des Bebauungsplans war Platz A, Abt. V und V/1 und ist auf der Karte von 1893 frei zwischen den benannten Straßen, aber selbst noch ohne Namen. Nach Adressbuch 1890 gehören die Wohnhäuser um den Platz (soweit vorhanden) zu den begrenzenden Straßen, der Platz ist zur Goethestraße mit dem Kirchenneubau angegeben. Jeden Mittwoch und Sonnabend findet hier ein Wochenmarkt statt. | Trinitatis-Kirche · Markt auf dem Karl-August-Platz                                                                       |
| Keplerstraße (Lage)                  | 0240                                       | Johannes Kepler (1571–1630), Mathematiker und Astronom | 30. Mai 1892                             | Im Bebauungsplan Abt. VI war sie bereits enthalten. Mit den Grundstücken 1–13a (ungerade, teilweise geteilt mit mehreren Wohnhäusern in die Tiefe) und 2–12 (gerade) liegt die Keplerstraße zwischen Brahe- und Olbersstraße, zwischen nach Astronomen benannten Straßen. Die Grundstücke an der direkten Verlängerung nach Süden am Mierendorffplatz sind diesem zugeordnet. Auf der Karte von 1893 ist sie zwischen dem unbenannten Platz am Knick der Kaiserin-Augusta-Allee über die Gaußstraße bis an die Hamburger Bahn eingezeichnet. Die Keplerstraße gilt als ruhige Wohnstraße, die mit öffentlichen Verkehrsmitteln günstig erreichbar ist. | Keplerstraße |
| Kläre-Bloch-Platz (Lage)             | 0025 × 15 (Dreieckform)                    | Kläre Bloch (1908–1988), Kontoristin und Widerstandskämpferin gegen den Nationalsozialismus                                                                                      | 3. Sep. 2004                             | Der kleine Platz ohne Grundstückszuordnung liegt zwischen Knobelsdorff- und Wundtstraße und entstand im Rahmen der Verkehrsberuhigung in dieser Gegend und der Neutrassierung der Wundtstraße. Die Namensgebung geht eine auf Initiative des Kiezbündnisses Klausenerplatz zurück und entspricht dem Beschluss der BVV Charlottenburg-Wilmersdorf zur Erhöhung des Frauenanteils in Straßennamen. | Kläre-Bloch-Platz |
| Klausenerplatz (Lage)                | 0150 × 130                                 | Erich Klausener (1885–1934), Katholikenführer, Staatsbeamter und Opfer des Nationalsozialismus                                                                                   | 30. März 1950                            | Die Platzanlage, vor 1894 als begrünte Freifläche entstanden und zunächst Reitplatz genannt, liegt südlich am Spandauer Damm; die Gardes-du-Corps- und Danckelmannstraße gehen mit den Grundstücken in den Platz über. Dem Klausenerplatz sind die umgebenden Grundstücke 1–23 zugeordnet, die Ostseite des Platzes ist eine Zufahrtsstraße zu den Wohnhäusern 1–6. In den Jahren 1921/1922 gestaltete Erwin Barth die Fläche zu einem Schmuckplatz um. 1887 wurde er in Friedrich-Karl-Platz umbenannt. Die Umbenennung 1950 erfolgte einerseits, um die Anzahl der gleichnamigen Plätze durch die Bildung von Groß-Berlin zu verringern, andererseits waren Bezeichnungen nach den Hohenzollern zu dieser Zeit unerwünscht. | Klausenerplatz mit St.-Kamillius-Kirche                                                                                   |
| Klaustaler Straße (Lage)             | 0150                                       | Clausthal-Zellerfeld, Bergstadt im Landkreis Goslar in Niedersachsen | 13. Apr. 1909                            | Sie liegt zwischen Quedlinburger und Nordhauser Straße (Goslarer Platz) und war in dieser Trasse als Straße 19 der Abt. VI des Bebauungsplans bereits enthalten und im Adressbuch 1910 als Klausthaler Straße (mit th) unbebaut von der Kaiserin-Augusta-Allee angehend aufgeführt. Die umgebenden Straßen des Quartiers tragen ebenfalls Namen nach Orten im Harz. | Klaustaler Straße |
| Knesebeckstraße (Lage)               | 1080                                       | Karl Friedrich von dem Knesebeck (1768–1848), preußischer Generalfeldmarschall                                                                                                   | 7. Mai 1866                              | Im Bebauungsplan, Abt. V/1, war sie bereits enthalten. Die Straße liegt mit Hufeisennummerierung (1 bis 100) zwischen Hardenbergstraße und Lietzenburger Straße und wird vom Savignyplatz unterbrochen. Sie führt über den Kurfürstendamm hinweg und liegt im rechtwinkligen Raster der Charlottenburger Bebauungspläne. Im Jahr 1890 ging die Knesebeckstraße nur vom Kurfürstendamm zur Hardenbergstraße, 1892 wurde der Teil zur Lietzenburger Straße einbezogen. In der Wohnstraße stehen Hotels, Kneipen und Restaurants in Altbauten mit gut erhaltenen und sanierten Stuckfassaden sowie Nachkriegs- und Neubauten. Es gibt einen Fußgängerdurchgang zur Fasanenstraße und parallel zur Straße einen Durchgang zur Kantstraße. | Knesebeckstraße |
| Knobelsdorffstraße (Lage)            | 0670 (im Ortsteil)                         | Georg Wenzeslaus von Knobelsdorff (1699–1753), preußischer Baumeister, Maler und Architekt                                                                                       | um 1887                                  | Sie liegt zwischen Schloßstraße und Soorstraße, in Orientierungsnummerierung mit Nr. 1–121 (ungerade links, nördlich), 2–122 (gerade rechts Südseite). Im Ortsteil befinden sich die Grundstücke 1–63 (wechselseitig) zwischen Schloßstraße und Knobelsdorffbrücke, die die Ringbahn und Stadtautobahn überbrückt. Die Knobelsdorffstraße westlich der Autobahnauffahrten gehört zu Westend. Im Stadtplan Berlins von 1884 war ihre Trasse ohne Bezeichnung eingetragen, nach Bebauungsplan entstand sie als Straße 28, Abt. V, auf der Karte von 1893 war sie bis zur Sophie-Charlotte-Straße namentlich eingezeichnet. Am 8. Dezember 1906 wurde ihre Verlängerung, Straße 27, einbezogen. Am 13. Dezember 1977 wurde das Teilstück der Knobelsdorffstraße 1–9 entwidmet. Die Trasse bestand im 18. Jahrhundert als Feldweg, auf der Karte von 1824 ist hier namentlich parallel zur Potsdamer Straße die Feldstraße eingezeichnet, sie war kurz und verlief ungefähr von der damals als Trasse noch nicht existierenden Danckelmannstraße zur Schloßstraße. Das „Charlottenburger Feld“ war ein Terrain, das auf der Karte von 1874 eingezeichnet ist, es umfasste ein Gebiet von der späteren Seelingstraße bis hinunter zum Königsweg. | Knobelsdorffstraße |
| Kohlrauschstraße (Lage)              | 0180                                       | Friedrich Kohlrausch (1840–1910), Physiker, Präsident der Physikalisch-Technischen Reichsanstalt                                                                                 | 16. Mai 1938                             | Die Kohlrauschstraße liegt zwischen Fraunhofer- und Guerickestraße im Gebiet nördlich der Otto-Suhr-Allee und der Spree, wo Straßennamen nach Naturwissenschaftlern überwiegen. Die Straße 6a, Abt. V/2 des Bebauungsplans ist im Stadtplan Berlins von 1901 als Trasse, aber noch ohne Bezeichnung eingetragen, das Adressbuch Berlins von 1903 wies hier die Hertzstraße erstmals aus. Die Hertzstraße wurde 1938 mit weiteren Straßen auf Grund der jüdischen Abstammung von Hertz in Kohlrauschstraße umbenannt, deren Namensgeber war im gleichen Fachgebiet wie Hertz tätig. Für Heinrich Hertz wurde 1950 die Kurfürstenallee umbenannt. Die Kohlrauschstraße mit Alt- und Nachkriegsbauten ist im nördlichen Teil für den Autoverkehr durch eine Schranke gesperrt und nur für Fußgänger passierbar. Fußgänger können durch begrünte Innenhöfe zur Cauerstraße durchgehen. Die Südostseite der Straße grenzt in ihrer gesamten Länge an die Physikalisch-Technische Bundesanstalt. Die ursprüngliche Kohlrauschstraße, Straße 14, Abt. V2 des Bebauungsplans, lag vom Spreebogenufer über Dove-/Helmholtzstraße zum Gießplatz nördlich von den Siemens-Schuckertwerken (Franklinstraße 25–27a). Durch Baumaßnahmen im Bereich Salzufer, Dove-, Helmholtz-, Franklinstraße entfiel diese Straße um 1932. Im Adressbuch 1929 ist sie in NW 87 als unbebaut an der Morsestraße verzeichnet, 1934 ohne jegliche Zusätze eingetragen. | Kohlrauschstraße PTB |
| Kracauerplatz (Lage)                 | 0080 × 40                                  | Siegfried Kracauer (1889–1966), Publizist und Elisabeth Kracauer (1893–1972) Bibliothekarin                                                                                      | 10. Juni 2010                            | Der trassierte Platz in der Abt. V des Bebauungsplans wurde am 4. September 1910 als Holtzendorffplatz benannt. Am 9. Juli 2009 beschloss die Bezirksverordnetenversammlung auf Anregung der Initiative ‚Ehrung Siegfried Kracauer‘, den Platz in Kracauerplatz umzubenennen. Der Kracauerplatz gehört zum Ortsteil, das Bahngelände am Nordrand und die Grundstücke am Südteil gehören zu Halensee. Von Osten her münden die Gervinus-, Sybel- und (an der Ortsteilgrenze entlang) die Damaschkestraße, von Westen aus Halensee mündet die Heilbronner Straße. Die Familie Kracauer wohnte in der Sybelstraße. „Damals wie heute liegt da nämlich ein unwirtlicher grauer, ungestalteter Straßenraum, weniger Platz als Brache, umtobt vom Verkehr und hastenden Passanten.“ | Kracauerplatz |
| Krumme Straße (Lage)                 | 1270                                       | gekrümmter Straßenverlauf | vor 1824                                 | Die Straße liegt zwischen Stuttgarter Platz und Otto-Suhr-Allee. Auf Karten von 1857 trug der Abschnitt zwischen Wallstraße und Berliner Straße (1–9b,10b–19) bereits diesen Namen und 1874 reichte er bis zur Bismarckstraße (1–18,19–39). Eine Verlängerung erfolgte 1891/1892 (Abt. V des Bebauungsplans) und seit 1893 besteht der heutige Verlauf. Zugeordnet sind die Grundstücke sind 1–49 und zurück 50–93 in Hufeisennummerierung. Südlich der Kantstraße ist die Krumme Straße eine laute und verkehrsreiche Geschäftsstraße mit Wohnhäusern, zur Bismarckstraße hin eher eine ruhige Wohnstraße mit einigen Gewerbeeinheiten, zwischen Bismarckstraße und Otto-Suhr-Allee wieder eine enge Wohn- und Geschäftsstraße. Im Haus Krumme Straße 66/67 wurde am 2. Juni 1967 der Student Benno Ohnesorg erschossen. | Krumme Straße · Krumme Straße 66 · Stadtbad Charlottenburg                                                                |
| Kucharskistraße (Lage)               | 0120                                       | Walter Kucharski (1887–1958), Ingenieur und Rektor der TU Berlin | 19. Aug. 1986                            | Die Straße geht von der Pascalstraße zur Spree ab, wo sie als Sackgasse endet. In der Straße liegen das Fraunhofer-Institut und ein Institut der TU Berlin. Die Trasse dieser Straße wurde auf Brachland bei der Bebauung in den 1980er Jahren neu angelegt. Die Straßen nördlich der Helmholtzstraße in den Spreebögen liegen auf altem Feuchtgebiet, was eine längere grüne Nutzung und späte Bebauung bedingte. In der ruhigen Straße stehen begehrte Bürogebäude am Spreeufer. | Kucharskistraße |
| Kuno-Fischer-Platz (Lage)            | 0070 × 50 (halbkreisförmig)                | Kuno Fischer (1824–1907), Philosoph und Anhänger des Neukantianismus | 4. Nov. 1912                             | Dieser Platz wurde nach dem Bebauungsplan Abt. V freigehalten und trassiert. Er liegt westlich der Kuno-Fischer-Straße am Ostufer des Lietzensees. Im Jahr 1905 wurden Mietshäuser direkt am Ostufer des Lietzensees gebaut. Die Bebauungspläne sparten dabei drei Grünflächen aus: der Witzleben-, der Kuno-Fischer- und der Dernburgplatz, weil ein Beschluss des Charlottenburger Stadtrates im Jahr 1910 die totale Bebauung des West- und Nordufers verhinderte. Diese Aufteilung des Ufergeländes ist erhalten geblieben. Die Gartenanlage am Lietzensee wurde nach Plänen des Gartenbauarchitekten Erwin Barth gestaltet. Nachdem die Knappschaft-Berufsgenossenschaft dort ihr Verwaltungsgebäude errichtete, wurde die Anlage komplett umgestaltet. Inzwischen ist eine Mediengesellschaft in die historischen Räume gezogen. | Kuno-Fischer-Platz hinter dem Medienhaus                                                                                  |
| Kuno-Fischer-Straße (Lage)           | 0350                                       | Kuno Fischer (1824–1907), Philosoph und Anhänger des Neukantianismus | 3. Aug. 1905                             | In Abt. V des Bebauungsplans ist ohne die durchgehende Kantstraße bereits eine Uferstraße am Ostufer des Lietzensees trassiert, das Westufer ist als Forstfläche bis an den Königsweg vermerkt. Die Kuno-Fischer-Straße war ein Teil der Straße 18b. Hier befand sich vom 18. Januar 1951 bis zur Einrichtung des Notaufnahmelagers Marienfelde im August 1953 die Zentrale Meldestelle für Ostflüchtlinge. Sie ist eine ruhige Straße mit einem freien Zugang zum See am Kuno-Fischer-Platz. An der Ecke zur Kantstraße steht die Peter-Ustinov-Schule. | Medienhaus in der Kuno-Fischer-Straße · Meldestelle in der Kuno-Fischer-Straße                                            |
| Kurfürstendamm (Lage)                | 2280 (im Ortsteil)                         | Verbindung für die Kurfürsten zwischen dem Berliner Stadtschloss und dem Jagdschloss Grunewald                                                                                   | um 1830                                  | Der Kurfürstendamm, angelegt als Straße 32 und Straße 34 der Abt. IV im Bebauungsplan, (umgangssprachlich „Kudamm“) liegt im Ortsteil zwischen dem Breitscheidplatz (Südwestecke) und dem Lehniner Platz, dabei grenzt die Südseite zwischen Letzterem und der Südseite des Olivaer Platzes (Ausfahrt Lietzenburger Straße) an Wilmersdorf. Der weitere nach Westen zum Rathenauplatz führende Abschnitt liegt in Halensee. Um 1830 erhielt er seinen Namen, in der damals üblichen Schreibweise Churfürsten Damm, seit 15. August 1874 Kurfürstendamm. Er führte vom Grunewald kommend über den damaligen Auguste-Victoria-Platz zum Lützowufer und der Corneliusbrücke im Tiergarten. Bis 1875 durfte dieser Damm nicht offiziell „Straße“ genannt werden, weil er unfestigt war. Nach einer Eingabe an Kaiser Wilhelm I. wurde der Ausbau zur Straße und die Bebauung ab 1889 durch die Kurfürstendamm-Gesellschaft beschleunigt. Für ihre Bemühungen konnte diese Gesellschaft 234 Hektar Gelände im Grunewald vom Fiskus für die Anlage einer Villenkolonie erwerben. Um 1900 begann eine rege Bautätigkeit, die den Kurfürstendamm schrittweise zur beliebten Prachtstraße werden ließ. Weil 1925 wurde die bisherige Budapester Straße am Potsdamer Platz in Friedrich-Ebert-Straße umbenannt, worden war, der Name Budapester Straße in Berlin jedoch erhalten bleiben sollte, kam ein anderer Straßenlauf in Betracht. So erhielt der östliche Abschnitt des Kurfürstendamms in Tiergarten (ein kleiner Teil in Charlottenburg) den Namen Budapester Straße, wodurch sich der Kurfürstendamm entsprechend verkürzte. | Kurfürstendamm · Maison de France · Hotel Kempinski                                                                       |
| Lambertstraße (Lage)                 | 0140                                       | Johann Heinrich Lambert (1728–1777), Naturwissenschaftler, Schöpfer der Lambert-Projektion                                                                                       | 4. Sep. 1910                             | Sie liegt zwischen Gallesteig und Scheinerweg, nördlich der Olbersstraße befindet sie sich im Gebiet mit Straßennamen nach Astronomen. Im Charlottenburger Bebauungsplan war der Verkehrsweg als Straße 6a trassiert. Wegen der Bahnlinie liegt die Ortsteilgrenze zu Charlottenburg-Nord an der nördlichen Straßenseite hinter dem Grundstück 6, der KGA ‚Lambertstraße‘. Von den Wohnhäusern an der Südseite sind die Nummern 1 und 3 an der Ecke Scheinerweg der Lambertstraße zugeordnet. | Lambertstraße |
| Lehniner Platz Lage                  | 0070 × 70 × 60 (Dreieckform)               | Lehnin, Gemeinde in Brandenburg | vor 1893                                 | Der Lehniner Platz ist ein Stadtplatz mit Bäumen am Rand und Sitzbänken, er liegt an der Nordseite des Kurfürstendamms und erhält seine Form durch die Verlängerung der Roscherstraße im Westen und die verkehrsberuhigte Damaschkestraße, die von Nordwesten mündet. Der Westrand des Platzes grenzt an Westend, deshalb befindet sich das einzige zugeordnete Haus Nr. 2 in diesem Nachbarortsteil, wie auch das Eckhaus Kurfürstendamm 90 am Platz. Die Gebäude am Nordostrand gehören zur Damaschkestraße (2–6, gerade) und Kurfürstendamm 153 (Schaubühne) und 155 (ein Flachbau in die Tiefe) im Süden gehören zu Wilmersdorf. Die Häuser Kurfürstendamm 75, 76 im Norden stehen im Ortsteil, schließen aber nur an das Platzdreieck zur Dahlmannstraße hin an. Entsprechend einem Architektenwettbewerb zur Neugestaltung des Platzes wurde dieser am 14. Juni 2012 wieder eröffnet. | Lehniner Platz Überblick · Lehniner Platz nach Neugestaltung                                                              |
| Leibnizstraße (Lage)                 | 1560                                       | Gottfried Wilhelm Leibniz (1646–1716), Universalgelehrter | 28. Juni 1869                            | Sie liegt in der Trasse einer Straße der Abt. V/1 des Charlottenburger Bebauungsplans. In der Leibnizstraße 10 befindet sich die Berliner Filiale der Deutschen Bundesbank, auf dem Grundstück Nr. 65 steht das MetaHaus, ein ehemaliges Kraftwerk, das nach seinem aktuellen Nutzer, einem Designstudio, benannt ist (siehe oberes Foto). Die Straße verläuft zwischen Otto-Suhr-Allee (gegenüber der Cauerstraße) und Kurfürstendamm (Höhe Olivaer Platz), mit 1–54 zum Kurfürstendamm und zurück 55–111 in fortlaufender Nummerierung. Auf der Karte von 1830 war in dieser Trasse der nach Wilmersdorf führende Priesterweg eingezeichnet. In Charlottenburg ging dieser Weg in den Churfürstendamm hinein und war bis zu dessen Regulierung im Jahr 1863 ein kleiner Abschnitt davon. Von 1863 bis 1869 war diese Straße in Charlottenburg ohne Namen. | Meta Haus in der Leibnizstraße · Bundesbankgebäude an der Bismarckstraße · Kreuzung Kurfürstendamm/Leibnizstraße          |
| Leonhardtstraße (Lage)               | 0280                                       | Adolph Leonhardt (1815–1880), Jurist und preußischer Justizminister | 30. Juli 1897                            | Sie liegt zwischen Stuttgarter Platz und Holtzendorffstraße. Im Bebauungsplans ist die Trasse als Straße 16b, Abt. V verzeichnet. Es ist eine ruhige Wohnstraße mit einigen Gewerbeeinheiten, Altbausubstanz ist vorherrschend. | Leonhardtstraße am Stuttgarter Platz                                                                                      |
| Lewishamstraße (Lage)                | 0570                                       | Lewisham, Stadtbezirk von London, Partnerbezirk von Charlottenburg | 14. Feb. 1972                            | Im Bebauungsplan ist die Straße 218 in Verlängerung der Kaiser-Friedrich-Straße eingetragen. Sie verbindet den Stuttgarter Platz durch die Bahnstrecke östlich am Bahnhof Charlottenburg hindurch mit dem Adenauerplatz (Kurfürstendamm). Lewisham ist seit 1968 Partnerbezirk von Charlottenburg; auf Beschluss des Bezirks wurden den Partnerschaften des Bezirks Charlottenburg Straßen gewidmet. Die Straße mit zweimal drei Fahrspuren, Mittelstreifen und breiten Gehwegen führt zum Autotunnel unter dem Adenauerplatz zur kreuzungsfreien Querung des Kurfürstendamms. | Lewishamstraße |
| Lietzenburger Straße (Lage)          | 0980 (im Ortsteil)                         | Lietzenburg, ursprünglicher Name für das Schloss Charlottenburg | vor 1890                                 | Die Lietzenburger Straße, trassiert gemäß dem Charlottenburger Bebauungsplan der Abt. V/1, gehört mit dem Straßenland und der Nordseite (48–108 gerade) zwischen der Schlüterstraße und der Rankestraße, dem Ende am damaligen Rankeplatz zum Ortsteil, die Südseite liegt in diesem Bereich in Wilmersdorf. Der weitere Abschnitt nach Osten über die Nürnberger Straße zur Ettaler Straße gehört komplett zu Wilmersdorf und von der Passauer Straße an wird die Bezirksgrenze zu Tempelhof-Schöneberg gewechselt und die Straße gehört zum Ortsteil Schöneberg. Im Jahr 1890 findet sich in Stadtkarten die Bezeichnung Lietzenburger Straße von der Kostnitzer Straße in Wilmersdorf bis zur Rankestraße. Anfang der 1960er Jahre erfolgte eine wesentliche Umgestaltung der Lietzenburger Straße als Umgehung im Zentrum West. Dabei wurde am 1. September 1963 die Achenbachstraße in Wilmersdorf in die Lietzenburger Straße einbezogen und der Bereich zwischen Wieland- und Schlüterstraße wurde zum Olivaer Platz umbenannt. Der östlich bis zur Kleiststraße anschließende als Südtangente bezeichnete Straßenzug (in Schöneberg) wurde der Lietzenburger Straße zugefügt. Entsprechend dieser Umgehungs-Funktion gehört sie zu den übergeordneten Straßenverbindungen und ist entsprechend auf 24 bis 35 Meter Breite zwischen den Grundstücken ausgebaut, verkehrsreich und weniger repräsentativ bebaut als der Kurfürstendamm. Die Wohnbauten sind meist gut erhaltene Altbauten, mit Nachkriegsbauten und Neubauten gemischt. Bürohäuser, Hotels und Wohnhäuser mit Gewerbe wechseln sich ab. | Lietzenburger Straße Ecke Knesebeckstraße                                                                                 |
| Lietzenseeufer (Lage)                | 0350                                       | Lietzensee, an dessen Ufer die Straße entlangführt | 3. Aug. 1905                             | Zunächst war die Uferstraße ein Teil der Straße 18, Abt. V des Bebauungsplans am Ostufer des Lietzensees. Mit der Durchleitung der Kantstraße in der Mitte des Lietzensees gilt diese Bezeichnung für die nördliche Straße zwischen Neuer Kantstraße und Witzlebenstraße. Der südliche Bereich erhielt die Bezeichnung Kuno-Fischer-Straße von der Neuen Kantstraße. Die Straße Lietzenseeufer krümmt sich entsprechend dem See und ist am südlichen Abschnitt mit einer fünfgeschossigen Stadtvilla (Nr. 10), einem sechsgeschossigem Hotelbau (Nr. 11) und eijner Pension (Postadresse Neue Kantstraße 14) bis ans Ufer bebaut. Auf der dem See abgewandten Straßenseite mit stehen sechsgeschossige Altneubauten, so bleibt der 20 Meter breite Uferstreifen als Grünfläche mit Bäumen und Büschen und dem Beiweg von Bebauung frei. Die Uferstraße ist eine ruhige Wohnstraße mit hochwertigem Altbaubestand und überwiegend freiem Blick auf den Lietzensee und den gegenüberliegenden Lietzenseepark. Zur Kantstraße besteht eine Fußgängerverbindung. | Am Lietzenseeufer |
| Lise-Meitner-Straße (Lage)           | 0510 (im Ortsteil)                         | Lise Meitner (1878–1968), österreichisch-schwedische Physikerin | 1. Mai 1970                              | Die Lise-Meitner-Straße liegt zwischen Kaiserin-Augusta-Allee am Mierendorffplatz und der Bahnstrecke (Hamburger Bahn und Ringbahn) im Ortsteil, durch die Bahnbrücke bis zum Westhafenkanal setzt sie sich in Charlottenburg-Nord fort. Auf der Karte von 1960 liegt im südlichen Abschnitt die Westbegrenzung einer Kleingartenanlage parallel zur Keplerstraße zwischen Mierendorffplatz und Schwarzem Weg. Von Gaußstraße bis Am Bahnhof Jungfernheide liegt die Straße 43 (am Gaswerk Charlottenburg) in dieser Trasse, die sich zum Neuen Verbindungskanal fortsetzt. Im folgenden Bebauungsplan war die Straße 211 neu trassiert und am 1. Juni 1971 wurde die Verlängerung zum Westhafenkanal, Straße 213 im Ortsteil Charlottenburg-Nord, einbezogen. Die Wohn- und Industriestraße mit Kleingartenanlagen im Charlottenburger Norden endet für Autos als Sackgasse im Norden mit einer Buswendeschleife am Goerdelersteg, über den Fußgänger und Radfahrer zu den zahllosen Kleingartenanlagen auf der anderen Autobahnseite gelangen. | Lise-Meitner-Straße |
| Lohmeyerstraße (Lage)                | 0410                                       | Julius Lohmeyer (1835–1903), Schriftsteller | 1904                                     | Die Straße liegt zwischen Kaiser-Friedrich-Straße und Charlottenburger Ufer (1–15 und 16–27 fortlaufend). Ein Abschnitt der Lohmeyerstraße erhielt diesen Namen bereits im Jahr 1904. Am 8. Dezember 1906 wurde deren Verlängerung, die Straße 12k, einbezogen. | Lohmeyerstraße |
| Los-Angeles-Platz (Lage)             | 0140 × 60                                  | Los Angeles, amerikanische Partnerstadt Berlins | 3. Juni 1982                             | Der zentral gelegene Platz hat nur einen Anlieger, das Hotel Steigenberger und verläuft zwischen Ranke-, Augsburger und Marburger Straße. Er ist seit 1996 als Los-Angeles-Platz 1 in Privatbesitz und beherbergt ein Parkhaus, das oberirdisch begrünt und als Park mit Bäumen, einem Spielplatz, Rosenbögen und Sitzbänken gestaltet ist. | Stean Rankestraße, Augsburger Straße und Marburger Straße                                                                 |
| Loschmidtstraße (Lage)               | 0280                                       | Johann Josef Loschmidt (1821–1895), österreichischer Physiker und Chemiker | 31. Juli 1947                            | Die Straße liegt zwischen Otto-Suhr-Allee und Alt-Lietzow. Der Straßenverlauf existierte bereits vor 1824 als Rosinenstraße. Mit der „Arisierung der Straßennamen“ wurde sie 1937 bis 1947 als Gatschkestraße benannt. Die erneute Umbenennung zur Entnazifizierung 1947 orientierte sich an den nördlich der Otto-Suhr-Allee liegenden nach Naturwissenschaftlern benannten Straßen. Die Rosinenstraße war auf der Karte von 1824 namentlich eingezeichnet. Ursprünglich wurde durch diese alte Straße das Vieh vom Dorf Lützow zur Weide getrieben – darunter auch Ziegen und Schafe – deren Hinterlassenschaft die Anwohner umschreibend als „Rosinen“ bezeichneten. | Loschmidt-Oberschule |
| Lotte-Lenya-Bogen (Lage)             | 0120                                       | Lotte Lenya (1898–1981), österreichisch-amerikanische Schauspielerin und Sängerin                                                                                                | 7. Juli 1999                             | Der Weg verläuft an den Stadtbahnbögen entlang zwischen Fasanen- und Kantstraße. Die Benennung beruht auf der Absichtserklärung der BVV Charlottenburg, den Anteil der nach Frauen benannten Straßenzüge zu erhöhen. | Lotte-Lenya-Bogen an der Stadtbahn                                                                                        |
| Lüdtgeweg (Lage)                     | 0200                                       | Robert Lüdtge (1845–1880), Physiker und Erfinder | 11. März 1937                            | Die Straße, nach Bebauungsplan im 19. Jh. als Straße 1a der Abt. V angelegt, verläuft zwischen Alt-Lietzow und Iburger Ufer. Die ersten Namen waren Charlottenburger Ufer (1890–1904) und Reisstraße (1904–1937). Auf der Karte von 1890 führte das Charlottenburger Ufer vom Spreeufer weg in den Verlauf der Reisstraße hinein und endete dort. An der ruhigen innenstädtischen Wohnstraße mit guter Verkehrsanbindung liegt am südwestlichen Ende die Berliner Zentrale der Malteser-Hilfsorganisation. Der nördliche Teil der Straße ist reiner Fußgängerbereich. | Lütgeweg |
| Luisenplatz (Lage)                   | 0210                                       | Luise von Mecklenburg-Strelitz (1776–1810), Königin von Preußen | 31. Juli 1806                            | Die Straßenverbindung zwischen Schlossbrücke und Spandauer Damm trägt den Namen des westlich vor dem Knobelsdorffflügel des Charlottenburger Schlosses anschließenden Platzes. Bis etwa 1950 hieß auch der südlich an den Platz grenzende Teil des Spandauer Damms bis zur Schloßstraße Luisenplatz. Aber auch 1961 ist der Luisenplatz vor dem Schloss als Verbindungsstück zwischen Spandauer Damm und Otto-Suhr-Allee bis ans Schloss hinan in Karten namentlich eingetragen, die Straße zur Schloßbrücke hin ist namenlos. Ein Grundstück, „Luisenplatz 3“, ist postalisch relevant. Der Luisenplatz bezeichnet sowohl die Grünanlage vor dem Schlossflügel als auch die leicht abschüssige Straße daneben zwischen Spandauer Damm /Otto-Suhr-Allee in Verlängerung der Kaiser-Friedrich-Straße und Schloßbrücke bis zum Spreeufer. | Luisenplatz neben dem Schloss Charlottenburg                                                                              |
| Marburger Straße (Lage)              | 0280                                       | Marburg, Kreisstadt des Landkreises Marburg-Biedenkopf in Hessen | nach 1893                                | Der Verkehrsweg wurde als Straße 33a, Abt. IV des Bebauungsplans der Stadt Charlottenburg angelegt. Die Straße verläuft zwischen Tauentzien- und Augsburger Straße und wurde zur Erinnerung an das Marburger Religionsgespräch zwischen Martin Luther und Huldrych Zwingli benannt unter Bezugnahme auf den Augsburger Frieden. In der Seitenstraße der Tauentzienstraße gibt es zahlreiche Kneipen und Restaurants. | Marburger Straße |
| Marchstraße (Lage)                   | 0470                                       | Ernst March (1798–1847), Tonwarenfabrikant | 29. Juli 1863                            | Die Straße liegt zwischen Ernst-Reuter-Platz und Marchbrücke am Einsteinufer, über die Brücke folgt die Franklinstraße. Der Straßenname passt sich der Umgebung mit Bezeichnungen nach Naturwissenschaftlern an. Auf dem Gelände der Technischen Hochschule Charlottenburg befand sich bis 1902 die Terrakotta-Fabrik von Ernst March & Söhne. Auf der Karte vom Oktober 1860 ist die Fabrik der Eigentümer March mit dem dazugehörenden Gelände eingezeichnet. Die Fabrik lieferte beispielsweise die Tür- und Fensterumrahmungen für das 1861 bis 1869 von Hermann Friedrich Waesemann in rotem Backstein errichtete Rote Rathaus. An dieser Straße stehen einige Gebäude der Technischen Universität und wissenschaftliche Institute, allerdings gibt es von hier nur Seiten- und Hintereingänge zu den Gebäuden, deren eigentliche Adressen sind Ernst-Reuter-Platz, Einsteinufer oder Abbestraße. | TU-Architekturgebäude an der Marchstraße · Marchstraße PTB                                                                |
| Margarete-Kühn-Straße (Lage)         | 0230                                       | Margarete Kühn (1902–1995), Kunsthistorikerin und erste Direktorin der West-Berliner Schlösserverwaltung                                                                         | 15. Feb. 2005                            | Die Benennung der Straße am 10. Todestag von Margarete Kühn würdigt ihr Engagement beim Wiederaufbau des nach dem Zweiten Weltkrieg schwer zerstörten Charlottenburger Schlosses. Der Verkehrsweg liegt zwischen Salzufer und Gutenbergstraße in der ‚Spreestadt Charlottenburg‘ – „Quartier am Salzufer“. Baustadtrat Klaus-Dieter Gröhler und der Direktor der Stiftung Preußische Schlösser und Gärten Berlin-Brandenburg, Burkhard Göres, nahmen die feierliche Enthüllung der Straßenschilder vor. Die Straße führt von der Spree zum Landwehrkanal und wird im nördlichen Bereich noch entwickelt, im südlichen Bereich endet sie zwischen Büro- und Gewerbegebäuden, die Spreepromenade ist unterbrochen. | Margarete-Kühn-Straße |
| Marie-Elisabeth-Lüders-Straße (Lage) | 0170                                       | Marie-Elisabeth Lüders (1878–1966), Politikerin und Frauenrechtlerin | 1. Juli 1967                             | Die Straße liegt zwischen Otto-Suhr-Allee und Bismarckstraße gegenüber von Am Schillertheater. Dieser Straßenzug in Verlängerung der Grolmanstraße wurde als Straße der Abt. V/2 des Bebauungsplans trassiert und am 1. Januar 1907 Neue Grolmanstraße genannt. | Marie-Elisabeth-Lüders-Straße                                                                                             |
| Meinekestraße (Lage)                 | 0310 (im Ortsteil)                         | August Meineke (1790–1870), Altphilologe, Direktor des Joachimsthalschen Gymnasiums                                                                                              | 17. Aug. 1899                            | Die Straße verläuft zwischen Kurfürstendamm und Schaperstraße in Hufeisennummerierung mit 1–14 und zurück 15–27. Im Ortsteil liegen 1–11 und 18–27 (fortlaufend) bis zum Südrand der Lietzenburger, der folgende Teil zur Schaperstraße liegt in Wilmersdorf. Die Straße endet am ehemaligen Gymnasium, dessen Direktor Meineke war. Die Straße ist eine Wohn- und Geschäftsadresse in der westlichen Innenstadt mit mehreren Hotels, Restaurants und exquisiten Läden in der Seitenstraße des Kurfürstendamms. In den „hochherrschaftlichen“ Altbauten befinden sich Anwaltskanzleien und teure Wohnungen. | Meinekestraße |
| Meyerinckplatz (Lage)                | 0050 × 20                                  | Hubert von Meyerinck (1896–1971), Schauspieler | 21. Aug. 1994                            | Der begrünte Stadtplatz liegt mit der Ostseite an der Giesebrechtstraße, unterbricht die Sybelstraße und von Süden mündet die Clausewitzstraße. Der Platz ist keine Postadresse. Am Platz (Adresse Giesebrechtstraße) befand sich das Kino „Kurbel“. | Meyerinckplatz an der Grolmanstraße                                                                                       |
| Mierendorffplatz (Lage)              | 0120 × 80 und 0120 × 60 × 80 (Dreieckform) | Carlo Mierendorff (1897–1943), Politiker und Journalist und Widerstandskämpfer                                                                                                   | 30. März 1950                            | Die Kaiserin-Augusta-Allee teilt den Platz in einen nördlichen und südlichen Teil. Der nördliche Bereich ist ein rechteckiger grüner Schmuckplatz (mit dem U-Bahnhof Mierendorffplatz), zwischen 1912 und 1913 mit Rosengarten, Springbrunnen und Spielplatz angelegt. Der südliche Bereich ist ein dreieckiger Platz, dessen Freifläche als Marktplatz genutzt wird. Die Mierendorffstraße endet am Dreieck und der folgende Straßenbereich ist der Mierendorffplatz 2–16 (gerade). Nach Westen hin beginnt an der Platzmitte die Osnabrücker Straße in der Trasse der Kaiserin-Augusta-Allee. Am Südende beginnt nach Osten die Nordhauser Straße und nach Westen mit der Mariä-Himmelfahrt-Kirche auf Grundstück 1 die Mindener Straße. Die Wohnhäuser sind meist Altbauten. Der Platz A, Abt. VI des Bebauungsplans wurde 1897 angelegt und als Gustav-Adolf-Platz bezeichnet. 1950 erfolgte dessen Umbenennung, da es mehrere gleichnamige Plätze seit der Bildung von Groß-Berlin in der Stadt gab. Anlässlich des 40. Todestages von Mierendorff 1983 wurde am Haus Mierendorffstraße 30 eine Gedenktafel angebracht. | Mierendorffplatz Nordseite · Brunnen am Mierendorffplatz · Wochenmarkt                                                    |
| Mierendorffstraße (Lage)             | 0290                                       | Carlo Mierendorff (1897–1943), Politiker und Journalist und Widerstandskämpfer                                                                                                   | 30. März 1950                            | 1877 wurde die Straße als westlicher Teil der Kaiserin-Augusta-Allee vom Tegeler Weg zum damaligen Gustav-Adolf-Platz angelegt. Bei mehreren gleichzeitigen Umbenennungen im März 1950 erhielt dieser Abschnitt den Namen Mierendorffstraße. An der ruhigen Wohnstraße mit guter Altbausubstanz und einigen Gewerbeeinheiten befindet sich die Mierendorff-Grundschule. | Mierendorffstraße |
| Mindener Straße (Lage)               | 0380                                       | Minden Kreisstadt im Regierungsbezirk Detmold in Nordrhein-Westfalen | 8. Dez. 1906                             | Die Straße liegt zwischen Mierendorffstraße am Südende des Mierendorffplatzes und dem Tegeler Weg. Sie entstand aus der Zusammenführung der Straße 36 (Abt. VI) und Straße 36a des Bebauungsplans, die zwischen Kaiserin-Augusta-Allee zum Tegler Weg trassiert waren. Im Plan von 1893 besteht eine namenlose Verbindung von der Kaiserin-Augusta-Allee über Tauroggener Straße zur damals noch unbenannten Kamminer Straße ohne Verbindung zum Tegeler Weg. An der Wohnstraße mit mäßiger Verkehrsbelastung befinden sich Altbauten und einige Gewerbeeinheiten. Am Ostende der Straße steht die Ephrämkirche, ein Syrisch-orthodoxes Gotteshaus. | Mindener Straße |
| Mollwitzstraße (Lage)                | 0210                                       | Schlacht bei Mollwitz am 10. April 1741 mit einem Sieg der Preußen über die Österreicher                                                                                         | 30. Juli 1897                            | Die Mollwitzstraße, in den 1870er Jahren entsprechend dem Charlottenburger Bebauungsplan (Abt. V) angelegt, verläuft auf dem späteren Krankenhausgelände (dazu auch Pulsstraße) zwischen Sophie-Charlotten-Straße und Heubnerweg. Die Grundstücke 6–10 liegen an dieser Ecke nach rechts in die Flächentiefe zum Spandauer Damm hin neben der Schlosspark-Klinik, im Haus 6 befindet sich ein Seniorenwohnhaus. Direkt an der Straßensüdseite stehen ältere Flachbauten und ein bis achtgeschossiges Studentenwohnheim (Nr. 3–5). Von 1899 bis 1901 baute Paul Bratring das Siechenhaus mit dem Haupteingang von der Mollwitzstraße aus, die Gartenanlagen hatte Franz Späth geplant. Dem ersten Krankenhausbau folgten weitere medizinische Einrichtungen an der Sophie-Charlotten-Straße. Dieses Gebäude auf der linken, nördlichen Straßenseite ist als Sophie-Charlotten-Straße 115 ausgewiesen. Zur Verbesserung der Zufahrt zum Gebiet südlich wurde Ende der 1950er Jahre der Ernst-Bumm-Weg angelegt. Weitere Umgestaltungen zu einer Gartenresidenz sind vorgesehen. | Mollwitzstraße |
| Mommsenstraße (Lage)                 | 1190                                       | Theodor Mommsen (1817–1903), Historiker und Literatur-Nobelpreisträger 1902 | 12. Okt. 1897                            | Der Verkehrsweg, trassiert als Straße 1, Abt. V/1 des Bebauungsplans, liegt in Hufeisennummerierung zwischen Knesebeck- und Lewishamstraße (1–37, zurück 40–73). Vor der Umgestaltung am Bahnhof Charlottenburg verband sie den südlichen Bahnhofsvorplatz (Dahlmannstraße) über die Kaiser-Friedrich-Straße hinweg, gequert von Leibniz-, Wieland-, Schlüter-, Bleibtreu- und Knesebeckstraße. In der Karte 1893 ist die noch namenlose Trasse zwischen Wilmersdorfer und Knesebeckstraße enthalten, wobei an der Wilmersdorfer von Süden her ein 100 Meter breiter Streifen Wilmersdorfer Territorium über diese Trasse der Mommsenstraße reicht. Die Ortsgrenze dieses Streifens liegt nach Süden an der Ostseite der (noch in gerader Richtung zum Kurfürstendamm laufenden) Wilmersdorfer Straße. | Mommsenstraße an der Knesebackstraße · Gelbes Haus I                                                                      |
| Morsestraße (Lage)                   | 0180                                       | Samuel F. B. Morse (1791–1872), amerikanischer Erfinder des Morsecodes | 24. Apr. 1908                            | Die Morsestraße, gemäß Bebauungsplan Abt. V/2 trassiert, verläuft von der Helmholtzstraße nach Norden in das Gebiet des Spreebogens und geht in Höhe der Carnotstraße in die Pascalstraße über. Sie verlief ursprünglich von der Helmholtzstraße zur (unbenannten) Spreeuferstraße (Straße 14) und wurde zwischen 1934 und 1935 verkürzt. Im Adressbuch 1929 ist die Morsestraße unter Berlin NW 87 (NordWest, Postbezirk 87) eingetragen zwischen Helmholtz-, Haller- und Warburgstraße mit Müllerschem Grundstück, einer Stahlgießerei, Kohlenlager und Lagerplätzen und dem Grundstück der Allg. Berl. Omnibus-Akt.Ges. an der Helmholtzstraße. Der Omnibus-Betriebshof im Besitz der BVG (Hauptzufahrt Helmholtzstraße) und die Werkstatt waren noch bis 2001 in Nutzung. 1954 endete die Morsestraße am rechts abbiegenden Arrheniusweg. Die Straßenläufe in diesem Bereich wurden letztlich erst Mitte der 1980er Jahre mit der Bebauung endgültig gezogen. Die Morsestraße ist eine ruhige Innenstadtstraße mit Gewerbe- und Wohnhäusern. | Lindenberg Frischeparadies in der Morsestraße                                                                             |
| Müller-Breslau-Straße (Lage)         | 0110 (Im Ortsteil)                         | Heinrich Müller-Breslau (1851–1925), Bauingenieur und Rektor an der Technischen Hochschule Charlottenburg                                                                        | 1. Apr. 1967                             | Im Ortsteil liegt die Müller-Breslau-Straße mit den Grundstücken 8 und 10 und dem Straßenland von der Straße des 17. Juni bis zum Steg, der auf die Insel zum Gebäude der TU (Windkanal) führt. Das Ufer zum Landwehrkanal und östlich vom Steg mit den Gebäuden 11 und 12 (Föttinger-Institut) sowie 14 (Wirtschaftshof des Zoos) bis an die Bahnbrücke (S-Bahn gehört zu Tiergarten (Bezirk Mitte). Von 1849 bis 1967 trug die Straße den Namen Gartenufer. Das (Garten-)Ufer entstand beim Bau des Landwehrkanals, der Name bezieht sich auf den Zoologischen Garten. Das gegenüberliegende Ufer im Tiergarten hieß Tiergartenufer. Das Gartenufer (in Fortsetzung des Charlottenburger Ufers ggü. Salzufer) erstreckte sich vom damaligen Kurfürstendamm zur Berliner Straße). Der Abschnitt in Tiergarten zwischen der S-Bahn und Lichtensteinallee wurde am 28. April 1954 als öffentlicher Weg zu Gunsten des Zoologischen Gartens eingezogen. Der östliche Teil trug im bebauten Bereich den Namen Lützowufer, der noch vor 1921 zur Lichtensteinbrücke ausgedehnt wurde. Dieser Abschnitt des Lützowufers wurde am 4. Juli 1994 in Katharina-Heinroth-Ufer umbenannt, der westliche Teil erhielt am 1. April 1967 den Namen Müller-Breslau-Straße. Das Adressbuch 1929 weist für das Gartenufer unter anderem folgende Einrichtungen aus: Techn. Hochschule, Tiergartenwasserwerk, Wasserturm, Unterschleuse, Versuchsanstalt für Strömungsmaschinen, Versuchsanst. f. Wasserbau und Schiffsbau, Polizeiwachthaus VI, Beamtenwohnhaus der Reichswasserstraßenverwaltung. | Müller-Breslau-Straße am Landwehrkanal                                                                                    |
| Nehringstraße (Lage)                 | 0460                                       | Johann Arnold Nering (1659–1695), Baumeister | 30. Mai 1892                             | Die Straße liegt zwischen Neufert- und Knobelsdorffstraße in der Wundtstraße verlängert. Sie wurde als Straße 30, Abt. V/3 des Bebauungsplans trassiert. In dieser Trasse verlief vorher der Scheunenweg, Scheunen stehen etwas am Ortsrand. Dieser eher volkstümliche Name beinhaltet, dass keine eigentliche Umbenennung stattfand. In dieser verkehrsberuhigten Wohn- und Geschäftsstraße stehen großzügige Altbauten. | Nehringstraße |
| Neue Christstraße (Lage)             | 0160                                       | Robert Christ (1815–1869), Charlottenburger Kommunalpolitiker und Marie Christ (1813–1878), Mäzenin                                                                              | 13. Apr. 1909                            | Sie war im Bebauungsplan Abt. V/3 als Straße 30a enthalten, wodurch der Bezug zu Straße 30 (Nehringstraße) besteht. Diese begrenzt die Christstraße ab deren östlichen Ende, wobei die Neue Christstraße diese zur Schloßstraße verlängert. Die Karte von 1893 enthält die Christstraße und nach Osten Bebauung ohne Straßenlauf. Auch diese Straße ist verkehrsberuhigt und viele Altbauten sind erhalten. | Neue Christstraße |
| Neue Kantstraße (Lage)               | 0980 (Im Ortsteil)                         | Immanuel Kant (1724–1804), Philosoph im Zeitalter der Aufklärung | 27. Aug. 1905                            | Die Straße, im Bebauungsplan als Straße 9d, Abt. V/3 ausgewiesen, bildet die Verlängerung der Kantstraße stadtauswärts. Im Laufe der zeit wurde ihre Länge mehrfach geändert. Im Ortsteil verläuft die Neue Kantstraße zwischen Suarezstraße (Amtsgerichtsplatz) und der Ortsteilgrenze an der Ostpreußenbrücke. Der folgende Abschnitt wurde am 20. Oktober 1966 in die Neue Kantstraße einbezogen. Die Neue Kantstraße ist eine verkehrsreiche Wohn- und Geschäftsstraße mit kleinen Läden. An der Lietzenseebrücke im Westen der Straße führen eine Treppe und ein Parkweg hinunter zum namensgebenden See. Die durch den Brückenbau geteilte Straße wurde 1954 mittels eines Umgangs unter der Lietzenseebrücke wieder verbunden. | Neue Kantstraße |
| Neues Ufer (Lage)                    | 0160                                       | Uferstraße entlang des 1875 eröffneten Charlottenburger Verbindungskanals | 14. Sep. 1910                            | Der Uferweg, zuerst Straße 24, Abt. VI des Bebauungsplans, bildet das Ostufer des 1875 angelegten Charlottenburger Verbindungskanals. Im Ortsteil liegt nur der nördliche Abschnitt mit den Grundstücken 29 und 30, zwischen dem Bahngelände und der Sickingenstraße, wobei deren Kreuzung schon ausgenommen ist. Die Grundstücke Sickingenstraße 42–49 bedingen diese Ortsteilzugehörigkeit, während im weiteren die Ortsteilgrenze (Bezirksgrenze zu Mitte) am Westufer des Kanals liegt. Für 1954 beispielsweise ist diese übergreifende Bezirksgrenze (Charlottenburg/ Tiergarten) nicht eingetragen. Im Adressbuch 1943 ist das Neue Ufer zwischen Sickingenstraße und Nordufer dem Verwaltungsbezirk Charlottenburg zugeordnet, die Grundstücke 1–28 dem Verwaltungsbezirk II Tiergarten zugerechnet. Der weitaus größere Teil nach Süden hin sowie eine Weiterführung durch die Bahnlinie in den Berliner Großmarkt liegt in Moabit. Die Straße gehörte anfangs komplett zu Charlottenburg und verlief zwischen Wiebestraße, Kaiserin-Augusta-Allee, Klarenbach-, Hutten- und Sickingenstraße. | Neues Ufer |
| Neufertstraße (Lage)                 | 0210                                       | Hermann Neufert (1858–1935), Stadtschulrat der Stadt Charlottenburg | 30. März 1950                            | Die Neufertstraße liegt zwischen Schloßstraße und der Südostecke des Klausenerplatzes, über die Nehringstraße im Winkel hinweg. Der vorherige Name war Magazinstraße, den sie um 1802 erhielt. Im Jahre 1950 wurden auch andere Straßen in Berlin umbenannt, deren Namen seit der Bildung von Groß-Berlin mehrfach im Stadtgebiet bestanden. | Neufertstraße am Klausener Platz                                                                                          |
| Niebuhrstraße (Lage)                 | 0850                                       | Barthold Georg Niebuhr (1776–1831), Historiker | 2. Mai 1902                              | Die Niebuhrstraße, vor ihrer Benennung als Straße 17a und 17d der Abt. V1 und V3 im Bebauungsplan, liegt zwischen Bleibtreu- und Wilmersdorfer Straße in fortlaufender Nummerierung: 1–54a und andere Seite zurück 55–78. Sie verläuft parallel zur Strecke der Berlin-Hamburger Bahn (S-Bahnhof Savignyplatz und Charlottenburg). Die Straße wurde trassiert als Straße 17c, Abt. VN des Bebauungsplans. Im Plan von 1893 ist zunächst ein unbenannter Straßenzug zwischen Wilmersdorfer und Leibnizstraße in dieser Lage eingezeichnet. Mit der Aufnahme im Berliner Adressbuch 1905 war noch keinerlei Bebauung vorhanden. | Niebuhrstraße |
| Nithackstraße (Lage)                 | 0270                                       | Walther Nithack-Stahn (1866–1942), evangelischer Theologe, Schriftsteller | 30. März 1950                            | Die Nithackstraße liegt zwischen Schustehrusstraße und Spandauer Damm, parallel zwischen Schloßstraße und Kaiser-Friedrich-Straße. Die Grundstücke sind in Orientierungsnummerierung gekennzeichnet. Der vorherige Name seit um 1907 war Oranienstraße. Die Umbenennung im Jahre 1950 beruht auf der Anzahl gleichnamiger Straßen in Groß-Berlin. In der Straße befinden sich die Eosander-Schinkel-Grundschule (8–12) und an der Ecke Spandauer Damm (das Gebäude ist diesem zugeordnet) die Sammlung Scharf-Gerstenberg und „Antike Plastik“. In der ruhig gelegenen Straße stehen großzügige Altbauten. | Eosander- und Schinkel-Grundschule                                                                                        |
| Nonnendamm (Lage)                    | 0160 (Im Ortsteil)                         | Nonnen des 1239 gestifteten Benediktinerinnenklosters in Spandau | vor 1300                                 | Der Nonnendamm, im 13. Jahrhundert Teil der Handelsstraße Magdeburg–Spandau–Berlin nach Polen, wurde von den Nonnen eines bei Spandau gelegenen Klosters als Knüppeldamm angelegt. Die Straße erhielt am 2. April 1914 den Namen Nonnendammallee. Ein 580 Meter langer Abschnitt verlief bis zur Entwidmung am 1. November 1960 über das Werksgelände von Siemens. Der Lauf nördlich der Spree blieb nach dem Bau des Westhafenkanals erhalten, der Anschluss am Tegeler Weg verändert und mit der Fertigstellung der Neuen Schleuse Charlottenburg 2003 wurde der Straßenlauf durchbrochen. Im Ortsteil liegen die Grundstücke 1 und 11 neben der stillgelegten „Alten Schleuse Charlottenburg“, die übrigen Grundstücke sind den Ortsteilen Charlottenburg-Nord und Siemensstadt zugeordnet. Nach der Darstellung auf der amtlichen Karte Berlins 1:5000, ist die (nunmehr fiktive) Trasse an der Ortsteilgrenze von Charlottenburg in den Kanal hinein und die Führung in Charlottenburg-Nord durch den Kanal mit Anschluss an den Tegeler Weg verzeichnet. | Nonnendammabschnitt im Ortsteil · Straßen- und Grundstückslage Nonnendamm                                                 |
| Nordhauser Straße (Lage)             | 0770                                       | Nordhausen Kreisstadt in Thüringen | 13. Apr. 1909                            | Die Straße, als Straße 15a, Abt. VI des Bebauungsplans angelegt, verläuft zwischen Goslarer Platz, (Klaustaler Straße) und Mierendorffstraße am Südende des Mierendorffplatzes in Hufeisennummerierung bis zur Nummer 38a. und hieß anfangs Nordhausener Straße. Die verkürzte Schreibweise erfolgte vor 1930, denn in diesem Jahr 1930 weist das Adressbuch erstmals die Nordhauser Straße aus. | Nordhauser Straße |
| Nürnberger Straße (Lage)             | 0740 (im Ortsteil)                         | Nürnberg, Stadt in Bayern | 16. März 1888                            | Die Nürnberger Straße, 1874 gemäß Bebauungsplan als Straße 31, Abt. IV ausgeführt, ist eine Wohn- und Geschäftsstraße mit Altbauten, Kneipen, Restaurants und Geschäften. Die westlichen Grundstücke 1–28 und das Straßenland (einschließlich Gehwege) zwischen Kurfürstenstraße (ohne diese) und Eislebener Straße gehören zum Ortsteil Charlottenburg. Die östliche Straßenseite (49–69, zwischen Kurfürstendamm und Augsburger Straße) ist Schöneberg zugeordnet. Damit liegt die Bezirksgrenze Charlottenburg-Wilmersdorf zu Tempelhof-Schöneberg an den südöstlichen Grundstücksgrenzen. Der südliche anschließende Bereich liegt in Wilmersdorf (Grundstücke 29–34 und 38–46). Die Ortsgrenze zwischen Charlottenburg und Wilmersdorf lag 1893 über die angelegten und benannten Straßenzüge hinweg. Das markanteste Gebäude ist das zwischen 1928 und 1931 erbaute (ehemalige) „Haus Nürnberg“, eine der Vergnügungsstätten Berlins mit Tanz- und Theatersälen, inzwischen Hotel. Am südlichen Ende der Straße befinden sich das Parkhaus und der Eingang zu den Thermen des Europa-Centers. | Ostseite der Nürnberger Straße                                                                                            |
| Olbersstraße (Lage)                  | 0700                                       | Heinrich Wilhelm Olbers (1758–1840), Astronom | 4. Sep. 1910                             | Die Straße, nach Bebauungsplan als Straße 6, Abt. VI angelegt, verläuft zwischen Tegeler Weg und Lise-Meitner-Straße, sie ist umgeben von Straßen mit Namen nach Astronomen. Die Nummerierung der Grundstücke ist rechts gerade und links ungerade. Durch ihre Lage wird die Olbersstraße gemeinsam mit der fortsetzenden Gaußstraße im Berliner Straßennetz als Ergänzungsstraße (Kategorie IV) geführt. Die 1893 in dieser Gegend der Stadt Charlottenburg bereits benannten und teilweise bebauten Straßen wurden später in ihrem Lauf noch verändert. Erst um 1910 setzte eine intensive Bautätigkeit ein. | Olbersstraße |
| Olivaer Platz (Lage)                 | 0240 × 50                                  | Friedensvertrag von Oliva von 1660 in Pommerellen geschlossen | um 1892                                  | Der erste Name war Platz B, Abt. V/1 des Bebauungsplans. Am 1. September 1963 wurde der Abschnitt der Lietzenburger Straße zwischen Wieland- und Schlüterstraße in den Olivaer Platz integriert, im Zusammenhang mit der Verkehrsplanung nach dem Mauerbau und der Süd-Umfahrung des Zentrums West. Zum Ortsteil gehören die Grundstücke 11–16 zwischen der Ausfahrt zum Kurfürstendamm und Schlüterstraße. Der südliche grüne Schmuckplatz mit den Parzellen 1–10, 17, 18 liegt in Wilmersdorf. Die Ortsteilgrenze (zum Zeitpunkt der Neugestaltung Bezirksgrenze zwischen Charlottenburg und Wilmersdorf) führt in Ost-West-Richtung über den Platz. Im Jahr 1893 mündeten auf den Olivaer Platz im Uhrzeigersinn die Lietzenburger, Königsberger, Württembergische, Bayerische, Bregenzer, Kostnitzer und Xantener Straße, während die östliche (ggü. Wielandstraße) und westliche Zufahrt (ggü. Leibnizstraße) zum Kurfürstendamm unbenannt blieben. Von den 1920er bis in die 1960er Jahre lag die Grenze zwischen Charlottenburg und Wilmersdorf am Nordrand des Platzes, die Wielandstraße mündete über den Kurfürstendamm hinweg und begrenzte den Platz. | Olivaer Platz |
| Osnabrücker Straße (Lage)            | 0430                                       | Osnabrück, kreisfreie Großstadt in Niedersachsen | 30. Mai 1892                             | Die Osnabrücker Straße wurde gemäß der Abt. VI des Bebauungsplans trassiert und angelegt. Sie verbindet den Mierendorffplatz mit dem Tegeler Weg. Die Wohnstraße hat viel Altbausubstanz und einige Gewerbeeinheiten, die Verkehrsbelastung ist mäßig. Die Grundstücke sind von 1 bis 31 in Hufeisennummerierung gekennzeichnet. Am Westende der Straße befindet sich das Berliner Landgericht für zivile Angelegenheiten. | Osnabrücker Straße |
| Otto-Dibelius-Straße (Lage)          | 0250                                       | Otto Dibelius (1880–1967), evangelischer Theologe, Bischof der Evangelischen Kirche Berlin-Brandenburg                                                                           | 15. März 2005                            | Die im 21. Jahrhundert angelegte Straße befindet sich in der Spreestadt Charlottenburg (Quartier am Salzufer) zwischen Salzufer am Landwehrkanal und Gutenbergstraße und führt als Sackgasse weiter zum Spreeufer. Die feierliche Enthüllung der Straßenschilder fand am 2. Mai 2005 im Beisein von Bischof Wolfgang Huber, Altbischof Martin Kruse und Baustadtrat Klaus-Dieter Gröhler statt. Im nördlichen Bereich ist sie noch nicht komplett bebaut (Stand im Jahr 2014), im südlichen Bereich endet sie zwischen Bürogebäuden. Wohngebäude sind hier nicht vorhanden. Die Spreepromenade ist noch unterbrochen. | Otto-Dibelius-Straße |
| Otto-Grüneberg-Weg (Lage)            | 0180                                       | Otto Grüneberg (1908–1931), Antifaschist und Opfer des Nationalsozialismus | 9. Nov. 1989                             | Die verkehrsberuhigte Straße liegt zwischen Schloßstraße und (als Sackgasse) Hebbelstraße. Dies ist ein Rest des Feuchtgebiets im Abfluss vom Lietzensee. Der vorherige Name der vor 1914 angelegten Straße war Am Parkplatz. Das Adressbuch des Jahres 1943 nennt diese Straße mit der Grundstücksbelegung 1 (Sophie-Charlotte-Schule) und 1b mit Lagerplätzen und Garagen. An dem schmalen Otto-Grünberg-Weg liegt der Eingang zum Heimatmuseum Charlottenburg. Weitere Wohnbauten stehen hier nicht und der Weg endet an der Hebbelstraße für Autos als Sackgasse, Fußgänger und Radfahrer kommen weiter. An dieser Stelle gibt es einen Zugang zum Schustehruspark. | Villa Oppenheim im Otto-Grünberg-Weg                                                                                      |
| Otto-Ludwig-Straße (Lage)            | 0040                                       | Otto Ludwig (1813–1865), Schriftsteller | 8. Dez. 1906                             | Im Bebauungsplan war sie in Abt. V/1 enthalten. Die Straße liegt zwischen Grolman- und Knesebeckstraße an den Stadtbahnbögen. Im Adressbuch 1943 heißt es zu dieser Straße: linke Seite – Grundstücke gehören zu Grolmann und Knesebeckstraße, rechte Seite – S-Bahn. | Otto-Ludwig-Straße am Stadtbahnbogen                                                                                      |
| Otto-Suhr-Allee (Lage)               | 1630                                       | Otto Suhr (1894–1957), Politiker und Regierender Bürgermeister von Berlin | 3. Sep. 1957                             | Sie führte als Berliner Straße vom Knie zum Luisenplatz am Schloss Charlottenburg, wo sie in den Spandauer Damm übergeht. Der süostführende Abschnitt bis Am Knie erhielt 1957, unmittelbar nach dem Tod von Otto Suhr, seinen Namen. In der Berliner Straße 1 befand sich das „Pädagogium“. An der Otto-Suhr Allee steht das Rathaus Charlottenburg, gegenüber befindet sich die im Jahr 1799 gegründete Apotheke, per Kabinettsorder seit 1830 „Privilegierte Hof-Apotheke Anno 1799“. Gegenüber vom Rathaus gibt es eine Gedenksäule für den Sexualwissenschaftler Magnus Hirschfeld, der hier von 1896 bis 1910 lebte. Die Otto-Suhr-Allee ist eine stark befahrene laute Durchgangsstraße mit zwei Fahrstreifen in jeder Richtung, mit Alt- und Neubauten als Wohn- und Geschäftshäuser. | Rathaus Charlottenburg · Hofapotheke                                                                                      |
| Pascalstraße (Lage)                  | 0360                                       | Blaise Pascal (1623–1662), Naturwissenschaftler und Literat | 8. März 1905                             | Der Verkehrsweg, zuerst Straße C, Abt. V/2 des Bebauungsplans, liegt im Nordbogen (westlich der Gotzkowskybrücke) der Spreeschleife. Im früher bebauten Bereich zwischen Helmholtzstraße und Heisenbergstraße ist sie eine ruhige Wohnstraße mit Alt- und Neubauten, dazu das Fraunhofer-Institut für Konstruktionsanlagen und Produktionstechnik und diverse Bürogebäude. Die Straße verläuft nordwärts von der Helmholtzstraße und der entfernter liegenden Uferform der Spreeschleife folgend im Bogen, wonach sie an der Carnotstraße in die Morsestraße übergeht. Das Gebiet nördlich der Helmholtzstraße im Spreebogen war ein Feuchtgebiet, das erst in den 1980er Jahren mit Wohnhäusern ausgestattet wurde. Die nach der Karte von 1893 aufgenommenen Trassen von der Helmholtzstraße zu einer Spreeuferstraße (Grünstreifen als Straße 10) entsprechen der Morse- und der Pascalstraße und bestätigen sich auf der Karte von 1921. Am 25. Februar 1983 wurde ein Teilstück (die Flurstücke 212/3 und 208/6) der Pascalstraße entwidmet. | Pascalstraße |
| Pestalozzistraße (Lage)              | 1690                                       | Johann Heinrich Pestalozzi (1746–1827), Schweizer Pädagoge | 1887                                     | Gemäß Bebauungsplan Abt. V und V/1 entstanden Trassen. Im Jahr 1893 reichte die Straße bis zur Leibnizstraße, 1896 zur Schlüterstraße, am 24. April 1908 wurde der Teil aus V/1 (zwischen Leibniz- und Grolmanstraße) einbezogen. Auf Grund von verkehrsberuhigenden Maßnahmen an der Wilmersdorfer Straße wird die Pestalozzistraße in zwei gegenläufige Sackgassen geteilt: Grundstücke 1–32 und 77–106 von Grolmanstraße (Bleibtreu-, Schlüter-, Wieland-, Leibniz-, Weimarer Straße, Karl-August-Platz) über Krumme Straße westwärts und mit 33–76a von Suarezstraße ostwärts (Windscheid- Fritschestraße) über Kaiser-Friedrich-Straße jeweils an die Wilmersdorfer Straße. Sie ist eine ruhige baumbestandene Wohnstraße, teilweise mit prächtigen Altbauten, aber auch Neu- und Nachkriegsbauten mit wenigen Gewerbeeinheiten. In Höhe der Wielandstraße steht die Synagoge Pestalozzistraße. | Synagoge in der Pestalozzistraße                                                                                          |
| Philippistraße (Lage)                | 0160                                       | Rudolph Amandus Philippi (1808–1904), deutsch-chilenischer Zoologe und Botaniker                                                                                                 | 8. Dez. 1906                             | Die Philippistraße, zuerst Straße 33b, Abt. V des Bebauungsplans, liegt in West-Ost-Richtung zwischen Sophie-Charlotten- und Saldernstraße, nahe der Ausfahrt Kaiserdamm-Nord der Stadtautobahn. Auf einem Stadtplan 1907 ist die Straße noch nicht trassiert, jedoch das Gebiet bis an die Sophie-Charlotten-Straße und insbesondere westlich der Ringbahn für die „Neue Westend Akt. Gesell. für Grundstücks Verwertung“ eingetragen. Im Jahr 1915 waren bereits zahlreiche Mietshäuser fertig gestellt und bezogen, in denen bis zu 20 besser gestellte Familien wohnten. | Philippistraße |
| Pulsstraße (Lage)                    | 0230                                       | Johann Friedrich Puls (1822–1895) und Karoline Puls († 1908), Charlottenburger Mäzene                                                                                            | 1915                                     | Die Straße verläuft zwischen Sophie-Charlotten-Straße und Heubnerweg durch das vormalige Krankenhausgelände der Puls-Klinik. Im Stadtplan Berlins von 1915 war die Pulsstraße bereits namentlich eingezeichnet. In der Straße befindet sich das Altersheim der ‚Puls-Stiftung‘. An der Nordseite liegen die Grundstücke 1 (unbebaut), 5/7 und dahinter 9/11 zum Schlossgarten hin (Seniorenwohnhaus am Schlossgarten), sowie Ecke Heubnerweg die 13, an der Südseite gehören alle Gebäude zum Grundstück 4, der ehemaligen Geburtsklinik Charlottenburg. | Pulsstraße |
| Quedlinburger Straße (Lage)          | 0650                                       | Quedlinburg Stadt in Sachsen-Anhalt | 13. Apr. 1909                            | Der Verkehrsweg, angelegt als Straße 15, Abt. VI des Bebauungsplans von Charlottenburg, verläuft zwischen Goslarer Ufer und Sömmeringstraße und in dieser Richtung sind die Grundstücke rechts gerade und links ungerade nummeriert. Südlich der Straße befindet sich das ehemalige Kraftwerk Charlottenburg zur Straße Am Spreebord hin. An der Straße bestehen Wohnhäuser und Gewerbeeinrichtungen im Wechsel. | Quedlinburger Straße |
| Rankestraße (Lage)                   | 0490                                       | Leopold von Ranke (1795–1886), Historiker | 16. März 1888                            | Die Rankestraße, von 1874 bis 1888 Kaiserstraße, durchläuft ein Gebiet, in dem die Ortsteile Wilmersdorf, Charlottenburg und Schöneberg (letzterer zum Bezirk Tempelhof-Schöneberg) aufeinandertreffen. Im Ortsteil verläuft sie zwischen Breitscheidplatz und Tauentzienstraße über die Kreuzung mit der Lietzenburger Straße; sie ist eine Seitenstraße der Tauentzienstraße. Ein von einigen Bürohäusern begrenzter Teil der Straße setzt sich als schmaler kurzer Straßenzug südlich der Lietzenburger Straße zur Bundesallee fort und bildet dort mit der Joachimsthaler und der Lietzenburger Straße den Friedrich-Hollaender-Platz. Hier gibt es Kneipen und Restaurants, ein großes Hotel und den Nebeneingang zum Karstadt-Kaufhaus am Kurfürstendamm, aber nur wenige Wohnungen. An der Straße liegt der begrünte Los-Angeles-Platz, der ein unterirdisches Parkhaus besitzt und Grün in den Innenstadt-Beton bringt. Die Feuerwache der City West steht ebenfalls an der Straße. | Rankestraße |
| Richard-Wagner-Platz (Lage)          | 0070 × 20                                  | Richard Wagner (1813–1883), Komponist | 13. Dez. 1934                            | Der Platz, in dieser Lage vor 1859 als Wilhelmplatz eingerichtet, entwickelte sich zu einem belebten Platz mit vielseitigen Einkaufsmöglichkeiten und dem gleichnamigen U-Bahnhof. Er liegt an der Kreuzung der Otto-Suhr-Allee mit der Richard-Wagner-/ Wintersteinstraße, an der Nordostecke mündet Alt-Lietzow. Unweit befindet sich das Rathaus Charlottenburg. | Richard-Wagner-Platz |
| Richard-Wagner-Straße (Lage)         | 0600                                       | Richard Wagner (1813–1883), Komponist | 13. Dez. 1934                            | Die Straße liegt zwischen Bismarckstraße und Otto-Suhr-Allee. Schon vor 1824 befand sich in diesem Straßenzug die Spreestraße. Am 13. Dezember 1943 wurde ein Abschnitt der Spreestraße in Richard-Wagner-Straße umbenannt. Im Jahre 1950 erhielt der verbliebene Teil – Richard-Wagner-Platz bis Sömmeringstraße – die Bezeichnung Wintersteinstraße. Die Richard-Wagner-Straße besitzt zwei Fahrbahnen mit einem breiten Mittelstreifen, der als Mittelparkplatz genutzt wird, die Gehwege sind breit und mit Bäumen bestanden. Am Südende zur Bismarckstraße befindet sich an der Ostseite die Deutsche Oper. | Richard-Wagner-Straße hinter der Deutschen Oper                                                                           |
| Riehlstraße (Lage)                   | 0290                                       | Wilhelm Heinrich Riehl (1823–1897), Begründer der Volkskunde im 19. Jahrhundert                                                                                                  | 8. Dez. 1906                             | Die Wohnstraße war vor der Benennung als südlicher Teil der Straße 27a, Abt. V des Bebauungsplans trassiert. Sie liegt zwischen Kaiserdamm und Wundtstraße in Hufeisennummerierung (rechts 1–10 und links 11–19). Die Westseite grenzt über den Spiegelweg hinweg an die Stadtautobahn und die Ringbahn, über die Dresselstraße besteht direkter Zugang zum S-Bahnhof Messe-Nord. Der nahegelegene Lietzensee mit dem Lietzenseepark ist über eine steile Treppe auf der Ostseite der Straße zur direkt am Park gelegenen Wundtstraße zu erreichen. | Riehlstraße |
| Rönnestraße (Lage)                   | 0620                                       | Ludwig von Rönne (1804–1891), Jurist und Staatsrechtslehrer | 30. Juli 1897                            | Der erste Name war Straße 17a, Abt. V des Bebauungsplans. Die Rönnestraße liegt zwischen Windscheidstraße (Stuttgarter Platz) und der Suarezstraße (nahe dem Lietzensee). Die Südseite wird von der Bahnstrecke gebildet, an der Nordseite befinden sich (meist) fünfgeschossige Wohnhäuser, dabei wechseln Altbauten mit Altneubauten im Straßenbild. Westlich der Holtzendorffstraße liegt die Ortsteilgrenze zu Halensee an der Südseite der Straße. In Fortsetzung der Straße südlich der Dernburgstraße findet sich die Kleingartenkolonie ‚Rönnestraße‘, eine Bahnlandwirtschaft an der (abbiegenden) Ringbahn gegenüber vom Bahnhof Westkreuz. Auf der Rönnestraße liegt am Bahndamm entlang ein Stück des Inneren Parkrings. | Rönnestraße |
| Röntgenstraße (Lage)                 | 0210                                       | Wilhelm Conrad Röntgen (1845–1923), Physiker | 17. Aug. 1899                            | Die Straße, gemäß Bebauungsplan als Straße 2a, Abt. V/2 trassiert, liegt im Ortsbereich Lützow zwischen Guerickestraße/ Alt-Lietzow und der Röntgenbrücke am Iburger Ufer. Der Verkehrsweg befindet sich in einem Gebiet, in dem Straßen nach Naturwissenschaftlern benannt wurde. Er schließt dieses Gebiet mit der über die Spree weiterführenden Darwinstraße nach Westen ab. | Röntgenstraße |
| Roscherstraße (Lage)                 | 0220                                       | Wilhelm Roscher (1817–1894), Nationalökonom | 8. Dez. 1906                             | Vorher in der Trasse der Straße 8a der Abt. V des Bebauungsplanes, ist sie bereits als Roscherstraße bezeichnet. Sie liegt zwischen Sybelstraße und Damaschkestraße (Lehniner Platz). Diese Seitenstraße des Kurfürstendamm ist eine attraktive Wohnlage. Die vor dem Zweiten Weltkrieg bestehende geschlossene Hofbebauung (Gartenhäuser) wurde meist zerstört, so gibt es hier seit den 1960er Jahren mehrere Altneubauten, bei denen die Tiefe des Grundstücks unbebaut blieb. | Roscherstraße am Lehniner Platz                                                                                           |
| Rückertstraße (Lage)                 | 0150                                       | Friedrich Rückert (1788–1866), Dichter und Orientalist | 30. Mai 1892                             | Die Rückertstraße liegt zwischen Bismarckstraße und Schillerstraße. Im Bebauungsplan ist die Trasse als Straße 5a, Abt. V des Bebauungsplans im zentralen Bereich der Stadt Charlottenburg verzeichnet. Von den fünf Rückertstraßen in den Vororten, die bei der Bildung von Groß-Berlin in das Stadtgebiet kamen, besteht außer der Charlottenburger noch eine im Ortsteil Steglitz. | Rückertstraße |
| Saldernstraße (Lage)                 | 0210                                       | Alfred von Saldern-Damerow (1829–1904), preußischer Politiker, Polizeidirektor von Charlottenburg                                                                                | 8. Dez. 1906                             | Die schmale Wohnstraße ist nur auf der Ostseite bebaut. Die Ringbahn und der Stadtring (A 100) verlaufen in einem längeren tieferliegenden Abschnitt westlich parallel zu dieser Straße, mit Schallschutzwänden versehen. Trotzdem ist eine erhöhte Lärmbelastung der Anwohner zu verzeichnen. Die Straße liegt zwischen Kaiserdamm und Philippistraße, sie endet als Sackgasse an einem Autohaus. Vorher war die Straße der nördliche Teil der Straße 27a, Abt. V des Bebauungsplans. | Opel-Hetzer in der Saldernstraße                                                                                          |
| Salzufer (Lage)                      | 1000                                       | hier lag das Salzmagazin | vor 1874                                 | Die Straße liegt am nördlichen Ufer des Landwehrkanals zwischen Straße des 17. Juni und der Dovestraße. Im Adressbuch Berlins von 1859 ist als postalische Adresse Am Salzufer beim Speicher angemerkt, zwischen 1859 und 1874 wurde der Name in Salzufer verkürzt. Die Straße liegt am Nordufer des Landwehrkanals zwischen Charlottenburger Tor und Dovebrücke und hat nur mäßigen Autoverkehr. Das einseitig bebaute Ufer ist von Büro- und Fabrikationsgebäuden geprägt. Wohngebäude gibt es hier nicht. Das interessanteste Gebäude ist die Mercedes-Welt, die Niederlassung von Mercedes mit Luxuswagen und historischen Fahrzeugen der Marke. Das Salzmagazin war 1847/1848 hier am Landwehrkanal entstanden und wurde 1859 an den Schiffahrtskanal an der Spree verlagert, es diente dazu, das Salz der Halloren für die Stadt Charlottenburg zu speichern. | Mercedes-Benz-Vertretung am Salzufer                                                                                      |
| Savignyplatz (Lage)                  | 0140 × 100                                 | Friedrich Carl von Savigny (1779–1861), Jurist; Begründer der Historischen Rechtsschule                                                                                          | 23. März 1887                            | Er wurde als Platz C, Abt. V/1 des Bebauungsplans angelegt. Der rechteckige Platz ist mit Grünanlagen, Ruhebänken, Cafés und Restaurants um ihn herum ausgestattet. Er wird durch die Kantstraße unterbrochen und von Südost und Nordwest mündet die vom Platz unterbrochene Grolmanstraße, von Nordost mündet die Carmerstraße und in Nord-Süd-Achse wird die Knesebeckstraße unterbrochen. Am Platz stehen Altbauten, teilweise mit Stuckfassaden, er ist für die begehrte Wohnadresse der City-West in direkter Nähe die einzige größere Grünanlage. | Savignyplatz mit Bronzeskulpturen von August Kraus                                                                        |
| Scheinerweg (Lage)                   | 0140                                       | Christoph Scheiner (1573–1650), Jesuitenpater und Astronom | 12. März 1956                            | Der ursprüngliche Name des gesamten Straßenzuges vor 1900 war Tauroggener Straße bis an die Bahnstrecke, vorher eine Straße der Abt. VI des Bebauungsplanes. Zwischen 1921 und 1924 wurde die Straße 38, Abt. VI des Bebauungsplans bis zur Olbersstraße ebenso benannt. Mit der beabsichtigten Bebauung durch dreigeschossige Reihenwohnhäuser an der Lambertstraße wurde der neu benannte Weg (parallel zu Galle- und Struvesteig) 1956 aus der Tauroggener Straße ausgegliedert. Am 14. April 1956 wurde dieser Abschnitt in Anpassung an die umgebenden nach Astronomen benannten Straßen in Scheinerweg umbenannt und danach teilweise überbaut. Auf dem entwidmeten Straßenteil zwischen Olbers- und Brahestraße liegt der Sportplatz der hertha 06 und ein Jugendfreizeitheim. Der Weg befindet sich im Nordbereich des Ortsteils und verbindet den Olbersweg mit der Lambertstraße. | Scheinerweg |
| Schillerstraße (Lage)                | 1670                                       | Friedrich von Schiller (1759–1805), Dichter | 28. Nov. 1872                            | Sie liegt südlich parallel zur Bismarckstraße zwischen Hardenberg- und Windscheidstraße mit den Grundstücken 1–59 und zurück 60–128. Die ruhige Wohnstraße hat gute Altbausubstanz und auf beiden Seiten wachsen Bäume. 1874 verlief sie von der Hardenberg- bis Leibnizstraße, 1884 bis zur Wilmersdorfer Straße. | Schillerstraße |
| Schlesingerstraße (Lage)             | 0120                                       | Georg Schlesinger (1874–1949), Hochschullehrer an der Technischen Hochschule Charlottenburg                                                                                      | 1. Sep. 1986                             | Die Straße gehört zu den vom Ringbogen im Norden der Pascalstraße abgehenden Sackgassen zum Ufer am Spreebogen, die vorher als Kleingarten-Flächen genutzt wurden. An der Westseite steht das Fraunhofer-Institut, die Ostseite ist Planungsgebiet (Stand 2014). Die kleine Straße endet als Sackgasse mit Grünanlagen an der Spree. | Schlesingerstraße |
| Schloßstraße (Lage)                  | 0920                                       | Schloss Charlottenburg | Ende 18. Jh.                             | Um 1701/1702 bis Ende des 18. Jh. hieß der Verkehrsweg Große Allee, 1824 trug sie in einer Karte bereits die Bezeichnung Schloßstraße. Die Straße, eine der ältesten in Charlottenburg, liegt zwischen Spandauer Damm und Sophie-Charlotte-Platz (Bismarckstraße/ Kaiserdamm) in fortlaufender Nummerierung. Am 24. Juni 1892 wurde der Teil zwischen Knobelsdorff- und Bismarckstraße ebenso benannt. Die breite Allee ist bis Zillestraße mit einem als Wanderweg nutzbaren Grünstreifen in der Mitte ausgestattet, der auch den Verkehrslärm dämpft. Hier wird insbesondere an Wochenenden Boule gespielt. Das Heimatmuseum Charlottenburg-Wilmersdorf befindet sich in der Villa Oppenheim (Schloßstraße 55). Am nördlichen Ende sind das Bröhan-Museum, das Museum Berggruen und die Sammlung Scharf-Gerstenberg angesiedelt. Am 24. Juni 1892 wurde die Verlängerung der Schloßstraße zum Sophie-Charlotte-Platz einbezogen. In Schloßstraße 1 standen die „Caserne für die hier garnisonirende 7te und 8te Compagnie Garde-du-Corps“, in Schloßstraße 2 das „Rathhaus“. | Blick auf das Schloss Charlottenburg · Turnhalle von Hinrich Baller                                                       |
| Schlüterstraße (Lage)                | 1270                                       | Andreas Schlüter (1659/1660–1714), preußischer Architekt und Bildhauer | 22. Dez. 1879                            | Im Bebauungsplan, Abt. V/1, war sie bereits enthalten. Sie liegt zwischen Schillerstraße und Olivaer Platz Ecke Lietzenburger Straße und kreuzt Kantstraße sowie Kurfürstendamm. Die Grundstücke sind in Hufeisennummerierung durchgezählt. Die Schlüterstraße ist im Kerngebiet der Stadt Charlottenburg entstanden und liegt als Seitenstraße in der City West. Bei mäßiger Verkehrsbelastung befindet sie sich in attraktiver Wohnlage. Bebaut ist sie vorwiegend mit Altbauten und teilweise Stadtvillen. Neben den Geschäften, Cafés, Restaurants und Läden im Erdgeschoss sind viele Büroräume in den Häusern eingerichtet. In dem denkmalgeschützten Gebäude Schlüterstraße 45 hatte die Fotografin Yva ihr Atelier. Bis Ende November 2013 befand sich hier das Hotel Bogota. Das Verborgene Museum in der Schlüterstraße 70 stellt seit 1987 Werke ehemals bekannterer Künstlerinnen aus den Bereichen Malerei, Photographie, Bildhauerei und Architektur aus. Typische Orte sind die Kreuzungen mit den Hauptstraßen, wie der George-Grosz-Platz am Kurfürstendamm mit Szene-Cafés. Gedenktafeln für Georgi Dimitroff (Haus 21), Gustav Felix Flatow (Haus 49), Oskar Pastior (Haus 53) und Gerhart Hauptmann (Haus 78) zeugen von der Bedeutung der Straße. | Schlüterstraße Ecke Mommsenstraße                                                                                         |
| Schustehrusstraße (Lage)             | 0420                                       | Kurt Schustehrus (1856–1913) Politiker und Oberbürgermeister von Charlottenburg                                                                                                  | 30. März 1950                            | Die Straße führt von der Otto-Suhr-Allee (Richard-Wagner-Platz) zur Schloßstraße und wird durch den Gierkeplatz mit der Luisenkirche unterbrochen. Die Straße war nach 1711 als Deichstraße bereits angelegt und wurde vor 1824 Scharrenstraße genannt. In dieser Straße sind einige der ältesten Gebäude Charlottenburgs erhalten und stehen unter Denkmalschutz, unter anderem (Nr. 13) das älteste Charlottenburger Haus, das seit den 1990er Jahren ein Keramikmuseum beherbergt sowie die denkmalgeschützte „Schule am Schloss“. Am westlichen Ende liegt der Schustehruspark mit einer Fußgängerverbindung zur Hebbelstraße und zur Schloßstraße. | Schustehrusstraße · Sophie-Charlotte-Schule                                                                               |
| Schwarzer Weg (*) (Lage)             | 0540                                       | Weg in einfacher Ausführung | vor 1957                                 | Der im Nordteil zehn Meter straßenbreite Weg geht zwischen der Kaiserin-Augusta-Allee 31a und 33 nach Norden ab und führt zwischen den Häusern 31b–32a (an der Rückseite vom Goslarer Ufer) und der ‚KGA Habsburger Ufer‘ (Nr. 32) und dem BSR-Recyclinghof hindurch. Die Zufahrt des Recyclingshofs, die Ilsenburger Straße, endet am Schwarzen Weg. Im weiteren führt er durch die Kleingartenanlagen ‚Gerickeshof‘ (an beiden Seiten), ‚Habsburger Ufer‘ (links), ‚Habsburg-Gaußstraße‘ zum Grundstück Gaußstraße 10. Das Gelände der Kleingärten und des Recyclingshofs im Karree Kaiserin-Augusta-Allee/ Goslarer Ufer/ Gauß-/Keplerstraße ist nach 1921 erschlossen worden, auf einer Karte von 1946 noch nicht ausgeführt. 1932 ist der heutige Verlauf Gaußstraße/Kaiserin-Augusta-Allee (auch mit Krümmung) jedoch namenlos eingezeichnet. Die Trasse der (geplanten) Olbersstraße ist als Anschluss des Wegs zum Habsburger Ufer vorhanden, die Ilsenburger Straße stößt an diese Trasse. 1954 ist solche Trasse ohne Bezeichnung ebenfalls eingetragen, aber auch mit einer zur Gaußstraße durchführenden Wernigeroder Straße. Im Stadtplan Berlins von 1955 ist der Schwarze Weg mit seinem endgültigen Verlauf eingezeichnet; 1961 auch ohne den direkten Ast zum Goslarer Ufer. Eine reguläre Widmung hat wohl nicht stattgefunden, der Weg ist allerdings im Adressverzeichnis des Statistischen Amts Berlin-Brandenburg enthalten. Ebenso sind fünf weitere Schwarze Wege in Tegel (04071), Wilhelmstadt (05817), Mitte (43237), Schmöckwitz (43785) und Oberschöneweide (44711) im amtlichen Verzeichnis enthalten. | Schwarzer Weg Eingang Kaiserin-Augusta-Allee                                                                              |
| Seelingstraße (Lage)                 | 0580                                       | Heinrich Seeling (1852–1932), Architekt (Deutsche Oper), Stadtbaurat in Charlottenburg                                                                                           | 30. März 1950                            | Die Seelingstraße liegt zwischen Schloß- und Sophie-Charlotten-Straße im Klausenerplatz-Kiez. Sie war im 18. Jahrhundert ein Teil des bestehenden Weges von Potsdam nach Charlottenburg und entsprechend ab etwa 1824 als Potsdamer Straße bezeichnet. An dieser ruhig gelegenen Wohn- und Geschäftsstraße stehen Altbauten, es gibt viele Restaurants und Cafés und auf dem breiten Bürgersteig besteht Gastbetrieb mit Stühlen und Tischen bei geeignetem Wetter. Die Straße ist verkehrsberuhigt. | Seelingstraße |
| Sesenheimer Straße (Lage)            | 0290                                       | Sessenheim (auch: Sesenheim), Ort im Elsass in dem Goethe als Student die 18-jährige Friederike Brion kennen lernte                                                              | 20. Aug. 1897                            | Sie war als Straße 6a, Abt. V des Bebauungsplans trassiert. Bis zum 13. Dezember 1934 war die Richard-Wagner-Straße Teil der Sesenheimer Straße, die bis da über die Bismarckstraße hinweg führte. Der Straßenlauf zwischen Goethestraße und Bismarckstraße ist eine ruhige Wohnstraße mit sozialem Wohnungsbau und wenigen Altbauten, es mangelt an Grünflächen. Im südlichen Bereich ist die Straße für den Autoverkehr unterbrochen und mit einem Spielplatz und Ruhebänken versehen. Die nördliche Ausfahrt zur Bismarckstraße ist mit einem fünfgeschossigen Quergebäude überbrückt. | Sesenheimer Straße Ecke Goethestraße                                                                                      |
| Shakespeareplatz (Lage)              | 0060 × 40                                  | William Shakespeare (1564–1616), britischer Schauspieler und Dramatiker | 25. Sep. 1987                            | Dieser kleine als Park gestaltete Platz liegt gegenüber der Deutschen Oper an der Südseite Bismarckstraße Ecke Krumme Straße. Die Platzanlage Bismarckstraße 89/90 und Krumme Straße 23–25 (der „Opernplatz“) bildet das Gegenstück zu dem an der Nordseite gelegenen Götz-Friedrich-Platz mit Stadtplatzcharakter. | Shakespeareplatz an der Bismarckstraße                                                                                    |
| Sickingenstraße (Lage)               | 0250 (im Ortsteil)                         | Franz von Sickingen (1481–1523), Reichsritter, Anführer der rheinischen und schwäbischen Ritterschaft                                                                            | 8. März 1894                             | Der erste Name war Straße 7, Abt. VI des Bebauungsplans. Hier stand der zur jenseits des Kanals gelegenen Gasanstalt Charlottenburg (Städtische Gaswerke II) gehörende Gasometer. Lediglich die Nordseite der Sickingenstraße zwischen der Ufnaustraße und der Sickingenbrücke liegt in Charlottenburg, der überwiegende Teil nach Osten zur Beusselstraße in Moabit. Das Charlottenburger Grundstück 42–49 ist bis an die Bahnstrecke eine Gewerbefläche. | Zu Charlottenburg gehörendes Grundstück                                                                                   |
| Sömmeringstraße (Lage)               | 0520                                       | Samuel Thomas Soemmerring (1755–1830), Anatom und Erfinder | 2. Mai 1902                              | Die Sömmeringstraße, zuerst Straße 17a, Abt. VI des Bebauungsplans, verläuft zwischen Caprivibrücke (Ecke Am Spreebord) und Kaiserin-Augusta-Allee (Südostecke des Mierendorfplatzes). Zwischen Sömmeringstraße, Spree und Bonhoefferufer befindet sich der am 12. Mai 2013 eröffnete Österreichpark. Die Mittel für die Anlage des Parks und drei Jahre Pflegearbeiten stammen von der nationalen Tourismusorganisation „Österreich Werbung Deutschland“ und den neun Landestourismusorganisationen. Die Sömmeringstraße ist eine breite verkehrsreiche Straße mit einer zum Parken genutzten Mittelinsel. Die Sömmering-Sporthalle und das Econtel-Hotel mit Fassadenbildern geschmückt, gehören zu den größten Gebäuden an der Straße. Hier verlaufen zwei der grünen Hauptwanderwege: Spreeweg und Tiergartenring. | Sömmeringstraße · Berlin-Charlottenburg Sömmeringstraße Sporthalle Charlottenburg                                         |
| Sophie-Charlotte-Platz (Lage)        | 0070 × 70                                  | Sophie Charlotte (1668–1705) erste Königin in Preußen, Namensgeberin von Charlottenburg                                                                                          | 30. Mai 1892                             | Der Platz, im Bebauungsplan Abt. V enthalten, liegt am Südende der Schloßstraße zum Kaiserdamm und wird im Norden vom Horstweg begrenzt. Das Grundstück Nr. 1 ist ihm zugeordnet, dessen Eckgebäude (Kaiserdamm 1 und Horstweg 42), einen Bereich des Landeskriminalamts und ein Polizeirevier beherbergt. Der Platz ist eine etwa quadratische Rasenfläche mit einem umlaufenden Weg mit Büschen und Bäumen und dem nördlichen Eingang zum um 1906 errichteten U-Bahnhof. Im Jahr 1893 lag der Platz an der Westseite der Schloßstraße, die hier den Mittelparkstreifen verliert, von Osten mündete die Bismarckstraße und vom Westen der (noch nicht benannte) Kaiserdamm und an der Nordwestecke der Horstweg. Von Süden mündete vom Stuttgarter Platz kommend die (noch) unbenannte Windscheidtstraße, etwas südwestlich die Verlängerte Schloßstraße (später Suarezstraße) und direkt aus Südwest eine unbenannte Straße, die in der Witzlebenstraße trassiert ist. | Sophie-Charlotte-Platz |
| Sophie-Charlotten-Straße (Lage)      | 1050                                       | Sophie Charlotte (1668–1705), erste Königin in Preußen, Namensgeberin von Charlottenburg                                                                                         | 25. Apr. 1885                            | Die Straße beginnt am Schlosspark Charlottenburg nördlich der Pulsstraße, überquert den Spandauer Damm, die Knobelsdorffstraße und den Kaiserdamm und endet an der Wundtstraße vor dem Lietzenseepark. Im Jahre 1885 erhielten der Schützenweg und der Fürstenbrunner Weg den Namen der preußischen Königin Sophie Charlotte. Im Stadtplan Berlins von 1893 war sie zwischen Höhe Pulsstraße und Königsweg eingezeichnet. Nach Norden ging die Straße weiter über die Eisenbahnanlagen im Bereich des Güterbahnhofs Charlottenburg zum Neuen Fürstenbrunn, an dem der Neue Luisen-Begräbnisplatz und das Gelände der Pferderennbahn lagen. Im Stadtplan Berlins von 1920 war die Sophie-Charlotten-Straße vom Königsweg über den Kaiserdamm, über die damalige Spandauer Straße/Spandauer Berg und weiter im Bogen um die Schlossanlage herum, ein Stück entlang der Hamburger Eisenbahn und der Alten Spree bis an die Spree eingezeichnet. Im Jahr 1932 endete die Straße im Norden des Güterbahnhofs an der heutigen Stelle. Die Sophie-Charlotten-Straße wurde zwischen 1885 und 1918 vermutlich in mehreren zeitlichen und örtlichen Abschnitten benannt. Am 30. Mai 1892 wurde der Teil über die Spandauer Straße hinweg nach der Königin benannt. Um 1918 erhielt dann das Teilstück bis zur Spree ebenfalls diesen Namen. – Vom Neuen Schützenhaus nach Norden zum heutigen Spandauer Damm und weiter als Fürstenbrunner Weg war 1884 ein Straßenzug eingezeichnet, in dieser Trasse lag ab 1885 die Sophie-Charlotten-Straße. Im Jahre 1885 erhielten Schützenweg und der Fürstenbrunner Weg den Namen der preußischen Königin Sophie Charlotte.                                                                                   | Sophie-Charlotten-Straße 88, Zilles Wohnhaus · Sophie-Charlotten-Straße                                                   |
| Spandauer Damm (Lage)                | 1000 (im Ortsteil)                         | Spandau, Berliner Bezirk | 30. März 1950                            | Der Name ergibt sich aus der historischen Verbindung zwischen Charlottenburg und Spandau. Vor 1767 bis nach 1777 hieß die Verbindung Weg nach Spandau und bis nach 1893 Straße von Spandau. Weitere historische Bezeichnungen waren Am Spandauer Berg (~1859–~1884), Spandauer Chaussee (um 1900) und Spandauer Berg sowie Spandauer Straße. Der Spandauer Berg ist ein leichter Anstieg im Straßenlauf westlich der Charlottenburger Ortsteilgrenze. Der westliche Abschnitt des Spandauer Damms liegt in Westend. Auf der Nordseite befinden sich Kleingärten und der „Park Ruhwald“ sowie die jüdische Kita ‚Gan Israel‘. Im Ortsteil liegt der Spandauer Damm mit den Grundstücken 1–89 (ungerade), 10–90 (gerade) zwischen dem Luisenplatz vor dem Charlottenburger Schloss und der Spandauer-Damm-Brücke über Auto- und Ringbahn. Die Straße setzt sich in Spandau mit den Grundstücken 274 und 280 fort. Die verkehrsreiche Straße ist im südlichen Bereich mit Nachkriegsbauten und Wohnblocks aus den 1970er Jahren bebaut und eine breite Mittelinsel teilt die Fahrspuren. Im Bereich vom Klausenerplatz grenzt das Schloss Charlottenburg an die Straße. Am Charlottenburger Ostende der Straße sind Wohn- und Geschäftshäuser, das Museum Berggruen und die Sammlung Scharf-Gerstenberg. Die Grundstücke 95–271 (ungerade) und 98–232 (gerade) bilden die nördliche Grenze zu Westend. Der Spandauer Damm liegt im Bereich des grünen Hauptwegs Innerer Parkring. | Spandauer Damm und Schloßstraße · Schloss Charlottenburg                                                                  |
| Spiegelweg (Lage)                    | 0190                                       | Leopold Julius Spiegel (1865–1927), Chemiker, Charlottenburger Stadtrat | 30. März 1950                            | Der Spiegelweg ist nur auf der Ostseite bebaut und lediglich vor der Häuserzeile befindet sich ein schmaler Fußweg, die westliche Straßenseite ist durch ein stabiles Metallgeländer begrenzt. Dahinter verlaufen in tieferer Lage die BAB 100 und die Ringbahn. Das Nordende des Weges führt auf den Dresselsteg, das Südende ist mit der Ostpreußenbrücke verbunden. | Spiegelweg an der Stadtautobahn                                                                                           |
| Spielhagenstraße (Lage)              | 0240                                       | Friedrich Spielhagen (1829–1911), Schriftsteller | 25. Mai 1902                             | Der erste Name war Straße 7a, Abt. V/3 des Bebauungsplans. Die Straße verbindet die Kaiser-Friedrich-Straße mit der Wilmersdorfer Straße in West-Ost-Führung und liegt nördlich parallel zur Bismarckstraße. Sie ist eine ruhige Straße mit Altbauten und Nachkriegsbauten, in denen auch Büroräume eingerichtet sind. | Spielhagenstraße |
| Stallstraße (Lage)                   | 0120                                       | früher hier gelegene Marställe des Gardes du Corps | vor 1824                                 | Sie liegt zwischen Nithack- und Schloßstraße gegenüber vom Schloss Charlottenburg. Friedrich der Große ließ an jener Stelle in Schlossnähe die Marställe für die Reitertruppen Gardes du Corps anlegen, was zum Namen Stallstraße führte. Sie liegt knapp 80 Meter südlich als Parallelstraße zum Spandauer Damm. Der östliche Stall ist erhalten geblieben und wird vom Ägyptischen Museum genutzt. Die Zahnärztekammer Berlin hat ihren Sitz in der Stallstraße 1. Die Grundstücke 1, 1a und 2 an der Südseite gehören zur Stallstraße, die Eckgrundstücke sind Schloßstraße 68 und Nithackstraße 17, die Gebäude der Nordseite sind Schloßstraße 69–69b. Im Adressbuch von 1900 ist die Stallstraße zwischen Orangen- und Schloßstraße aufgeführt, Grundstück 1 mit dem Königlichen Marstall gehört zu Luisenplatz 6. | Von Hinrich Baller entworfenes Wohnhaus in der Stallstraße                                                                |
| Steifensandstraße (Lage)             | 0150                                       | Richard Steifensand (1853–1907), Polizeipräsident von Charlottenburg | 19. Mai 1908                             | Der Verkehrsweg, nach Bebauungsplan als Straße 116, Abt. Vangelegt, verläuft zwischen Witzlebenplatz und Suarezstraße in geschwungener West-Ost-Führung. Im Jahr 1908 war bis Nummer 24 komplett parzelliert und zu großen Teilen auch schon bebaut. 1910 5371 | Steifensandstraße |
| Steinplatz (Lage)                    | 0100 × 70                                  | Heinrich Friedrich Karl vom und zum Stein (1757–1831), preußischer Beamter, Staatsmann und Reformer                                                                              | 13. Apr. 1885                            | Er war zuerst Platz D, Abt. V/1 des Bebauungsplans. Der Steinplatz grenzt südwestlich an die Hardenbergstraße und von Süden münden sternförmig Goethe-, Carmer- und Uhlandstraße, wobei um den Platz ein Einbahnstraßensystem besteht. Direkt an der stark befahrenen Hardenbergstraße hinter Büschen stehen Ruhebänke und eine Liegewiese. Auf dem Platz ehrt eine Büste den Freiherrn von Stein. An der Hardenbergstraße mahnt an der nordöstlichen Ecke des Platzes ein 1951 aufgestellter Gedenkstein an die Opfer des Stalinismus. Erst 1953 wurde am Südostende der Gedenkstein für die Opfer des Nationalsozialismus aufgestellt. | Steinplatz und UDK |
| Straße des 17. Juni (Lage)           | 0830 (im Ortsteil)                         | Aufstand des 17. Juni | 3. Nov. 1953                             | Die breite Paradestraße gehört zur Ost-West-Magistrale und ist sehr stark befahren. Im Ortsteil liegt das Straßenland zwischen Ernst-Reuter-Platz und der Ortsteilgrenze vor der S-Bahnbrücke am Bahnhof Tiergarten mit den Grundstücken 106–152 (gerade) und 115–145 (ungerade, Südseite). An der Süd- und teilweise der Nordseite stehen verschiedene Institute der TU Berlin und der UdK. Nummer 110–114 ist das Ernst-Reuter-Haus. Die übrigen Parzellen gehören entweder zum Hansaviertel oder zum Ortsteil Tiergarten. Historisch gehörte die Straßenlage zu einer Verbindung zwischen Berlin und Charlottenburg, zwischen dem Stadtschloss in Berlin und dem Charlottenburger Schloss und hieß bis 1953 nacheinander Allee nach Berlin und je nach Bearbeitungsrichtung Chaussee nach Charlottenburg und mit der Bebauung und zunehmendem Charakter der Stadtstraße später Berliner Straße. Anlässlich des niedergeschlagenen Volksaufstands im Juni 1953 wurde der Straßenzug zwischen Am Knie und dem Brandenburger Tor (damals Symbolort zwischen Ost- und Westberlin) umbenannt. An der Nordseite zwischen Charlottenburger Tor und dem S-Bahnhof Tiergarten findet an Wochenenden ein Kunst- und Flohmarkt statt. Der Nordwesten des Tiergartens grenzt an den Ortsteil, so dass der grüne Hauptweg des Tiergartenrings hier entlang verläuft. | TU-Hauptgebäude an der Straße des 17. Juni in Charlottenburg · Flohmarkt                                                  |
| Struvesteig (Lage)                   | 0110                                       | Hermann von Struve (1854–1920), deutsch-baltischer Astronom und Mathematiker | 11. März 1937                            | Der Struvesteig, als Straße 44 nach dem Bebauungsplans angelegt, verbindet die Lambertstraße und die Olbersstraße im nördlichen Bereich von Charlottenburg unweit vom U-, S- und Regionalbahnhof Jungfernheide, der bereits in Charlottenburg-Nord liegt. Die dreigeschossigen Reihenwohnhäuser werden durch die Parallelstraßen Gallesteig und Scheinerweg zur Siedlung ergänzt. Die Straßen in diesem Gebiet südlich der Hamburger Bahn und Ringbahn (bis Osnabrücker Straße) sind einheitlich nach Astronomen benannt. | Struvesteig |
| Stuttgarter Platz (Lage)             | 0240 × 95 (Dreieckform)                    | Stuttgart, Landeshauptstadt von Baden-Württemberg | 24. Juni 1892                            | Im Bebauungsplan, Abt. V, war der Platz bereits enthalten. Der Platz, in Berliner Kurzform als „Stutti“ bezeichnet, liegt an der Trasse der Stadtbahn zwischen Wilmersdorfer Straße und Windscheidstraße, mündende Straßen sind Kaiser-Friedrich-Straße, Roennestraße, Leonhardtstraße, Droysenstraße und beinahe die Lewishamstraße. Zu Beginn des 21. Jahrhunderts erfolgte eine Umgestaltung des Platzes, die unter anderem an der Südseite entlang der Bahn eine Parkanlage vorsieht. Im östlichen Bereich zwischen Krumme Straße und Kaiser-Friedrich-Straße gibt es Läden, die Billigwaren verkaufen, dann folgen die Rotlichtmeile und anschließend gediegene Altbausubstanz mit Straßencafés. Im Adressbuch 1893 ist der Stuttgarter Platz zwischen Wilmersdorferstraße und Straße 12 notiert, und ihm sind bereits mehrere Häuser sowie der Bahnhof zugeordnet. | Stuttgarter Platz und Windscheidstraße · Lokale am Stuttgarter Platz                                                      |
| Suarezstraße (Lage)                  | 1020                                       | Karl Gottlieb Suarez (1746–1798), preußischer Jurist und Justizreformer | 30. Juli 1897                            | Die Straße, als Straße 22, Abt. V des Bebauungsplans trassiert, liegt zwischen Kaiserdamm/Bismarckstraße (Sophie-Charlotte-Platz) und Dernburg-/ Rönnestraße in Hufeisennummerierung 1–34 (Westseite) und 35–64 (Ostseite). Dabei setzt die Dernburgstraße den Straßenverlauf nach Westen um den Lietzensee fort, die Rönnestraße ohne Ausfahrt (mit Wendeplatz) liegt an der Bahnlinie und entlang der Ortsteilgrenze. In den Jahren vor 1893 wurde die Verlängerte Schloßstraße eingerichtet, die den Zugang zu den Bauprojekten an der Ostseite des Lietzensees schuf, sie nahm am Sophie-Charlotten-Platz die Trasse der Schloßstraße auf und verlängerte sie am Bogen der Ringbahn entlang zum Bahngelände (das spätere Westkreuz) an die Grenze zu Grunewald und Halensee im Südwesten von Charlottenburg. Die Suarezstraße kreuzt die Kantstraße/ Neue Kantstraße am Amtsgerichtsplatz mit dem Amtsgericht Charlottenburg an der Ostseite der Straße. An der westlichen Straßenseite (Suarezstraße 8, 9) steht die „Feuerwache Suarez“. Am Südende befinden sich die Wohnhäuser 31–34 mit Zugang zum Südufer des Lietzensees. Im Südabschnitt sind zur Verkehrsberuhigung und der Vermeidung von Durchgangs- oder Umgehungsverkehr die Rönne- und die Friedbergstraße mit Leitplanken abgesperrt, ein teilweises Einbahnstraßensystem eingeführt, Straßeneinengungen und Kleinkopfsteinpflaster als Straßenbelag belassen. In der Suarezstraße befinden sich viele Antiquitätenläden. | Suarezstraße 1 · Neue Kantstraße Ecke Suarezstraße                                                                        |
| Sybelstraße (Lage)                   | 1140                                       | Heinrich von Sybel (1817–1895), Historiker | 27. Juli 1904                            | Die Sybelstraße, angelegt als Straße 9, Abt. V des Bebauungsplans, verläuft geradlinig in West-Ost-Führung zwischen Kracauerplatz und Leibnizstraße im Bereich zwischen Kurfürstendamm und Stadtbahn. An der Leibnizstraße führt sie auf den Walter-Benjamin-Platz, an der Kreuzung Giesebrechtstraße liegt der Meyerinckplatz, der den Straßenlauf unterbricht. Eine weitere Unterbrechung entsteht durch die Lewishamstraße, so liegen die Grundstücke 1–14 und 56–69 (fortlaufend) zwischen Leibnizstraße und Waitzstraße, 15–54 (fortlaufend) zwischen Kracauerplatz und Dahlmannstraße und von da zur Lewishamstraße als Sackgasse. Die schmale unscheinbare Wohnstraße ist mit Birkenpappeln (Populus simonii) bepflanzt, die zeitig im Jahr dichtes Laub austreiben. Die Häuser sind teils wilhelminische Gründerzeitbauten, teils auch Nachkriegsbauten, die in den durch den Krieg gerissenen Baulücken entstanden. Hier wohnten einst neben russischen Emigranten aus Revolutionszeiten überdurchschnittlich viele jüdische Ärzte, Gelehrte, Anwälte, Kaufleute, Künstler. Vor dem Haus Nummer 5 erinnern allein acht Stolpersteine an die Familien Kellmann, Baron, Salomon und Wilk, deportiert zwischen November 1941 und Februar 1943, ermordet in Minsk, Riga, Auschwitz. An der Sybelstraße 20–21 steht die Reformschule Charlottenburg (Paula-Fürst-Schule), zuvor gab es an diesem Standort die Goerdeler-Grundschule und die Pommern-Hauptschule. Der Schulkomplex ist eine 1907–1909 nach einem Entwurf von Heinrich Seeling (1852–1932) errichtete Gebäudeanlage. | Sybelstraße Pommern-Oberschule, Goerdeler-Grundschule · Sybelstraße 39                                                    |
| Tauentzienstraße (Lage)              | 0270 (im Ortsteil)                         | Bogislav Friedrich Emanuel von Tauentzien, (1760–1824) preußischer General | 27. Nov. 1867                            | Die Straße, in Lokalform „Der Tauentzien“ genannt, liegt im Zentrumsbereich City-West mit Hufeisennummerierung. Zum Ortsteil gehört der westliche Abschnitt zwischen Breitscheidplatz (Rankestraße) und (einschließlich der Kreuzung) Nürnberger Straße. Die Fortsetzung gehört zu Schöneberg. Den westwärtigen Anschluss nach Charlottenburg hinein bildet der Kurfürstendamm. Der erste Name war ab 1862 zunächst Gürtelstraße, da die Straße ein Teil des Generalszugs um das Stadtgebiet ist. Mit der Eröffnung des Kaufhauses KaDeWe 1907 begann die Entwicklung zur Geschäftsstraße. Die Tauentzienstraße ist eine der längsten und vornehmsten Haupteinkaufsstraßen von Berlin. Auf dem Boulevard mit einem breiten Mittelstreifen mit Kunst, Blumenrabatten und Bänken herrscht bis in die späten Abendstunden reger Fußgängerverkehr. Markante Gebäude an dieser Straße sind das Europa-Center und die Kaiser-Wilhelm-Gedächtniskirche. Mehrere U-Bahn-Linien, Metro-Bus- und Buslinien erschließen die Straße (U-Bahnhof Wittenbergplatz mit Linie U2, U-Bahn-Kreuz (U2, U3, U4), am Nollendorfplatz). | Blick von der Nürnberger Straße zur Gedächtniskirche · Blick vom KaDeWe zur Gedächtniskirche 1957                         |
| Tauroggener Straße (Lage)            | 0490                                       | Konvention von Tauroggen, nahe Tauroggen abgeschlossener Waffenstillstand aus dem Jahr 1812                                                                                      | 30. Mai 1892                             | Im Bebauungsplan, Abt. VI, war sie bereits enthalten. Um 1900 verlief die Tauroggener Straße zwischen Kaiserin-Augusta-Allee/Tegeler Weg und der Straße 6 (die spätere Olbersstraße) und umfasste 46 Hausnummern. Im Adressbuch 1893 ist die Straße von der Kaiserin-Augusta-Straße bis an die Lehrter Bahn und zurück zum Tegeler Weg verzeichnet und neben Baustellen sind vier Wohnhäuser sowie das Straßenbahn-Depot notiert. Zwischen 1921 und 1924 wurde der Abschnitt zwischen Olbersstraße und Brahestraße ebenso benannt. 1932 ist sie zwischen dem Straßenwinkel Tegeler Weg/ Kaiserin-Augusta-Straße und der Brahestraße verzeichnet, auf der Ostseite liegen die Grundstücke 1–17 (fortlaufend) und an der Westseite zurück 34–40 (fortlaufend), die fehlenden 18 bis 39 entsprechen dem nördlichen Abschnitt eines unbebauten Geländes zwischen Kepler- und Kamminer Straße. | Kreuzung Tegeler Weg Tauroggener Straße                                                                                   |
| Tegeler Weg (Lage)                   | 0880 (im Ortsteil)                         | Tegel, Ortsteil im Berliner Bezirk Reinickendorf | vor 1884                                 | Er ist eine stark befahrene Verbindungsstraße nach Spandau, dem Flughafen Tegel und zur A 111. Der Weg führt von der Schloßbrücke zum Jakob-Kaiser-Platz. Zum Ortsteil gehört die Ostseite bis Olbersstraße, das Straßenland durch die Eisenbahnbrücke, sowie das Ufer der Spree. Der nördlich anschließende Abschnitt gehört zu Charlottenburg-Nord. Die Wohn- und Geschäftsstraße grenzt in weiten Teilen an das Spreeufer und liegt gegenüber vom Schlosspark Charlottenburg. Das markantestes Gebäude in der Straße ist das Landgericht Berlin. Grünanlagen gibt es am Spreeufer und im Schlosspark, der für Fußgänger sowohl über die Schlossbrücke als auch über die Eisenbahnbrücke Jungfernheide zu erreichen ist. So gehört er zu als Innerer Parkring zu den grünen Hauptwegen Berlins können. Der Name vor 1767 war Weg nach Spandau, er führte vom Schloß über die Spree nach Norden bis zum Nonnendamm. Aber schon vor 1884 wurde dieser Weg inoffiziell Tegeler Weg genannt. Ursprünglich reichte der Verkehrsweg (außerhalb von Charlottenburg) nach Norden zum heutigen Kurt-Schumacher-Platz. Dieser Abschnitt wurde am 17. Dezember 1955 in Kurt-Schumacher-Damm umbenannt. Das obere Bild zeigt das Baudenkmal Landgericht Berlin, als Landgericht III 1901–1906 nach Plänen von Hermann Dernburg und Ernst Petersen errichtet. An der Ecke Max-Dohrn-Straße ist ein historisches Fabrikgebäude der Firma Schering nach Entwurf von Otto March aus dem Jahr 1895 erhalten und unter Denkmalschutz gestellt. Erwähnenswert ist eine funktionierende gusseiserne Handpumpe, gekennzeichnet mit der Nummer 9 im südöstlichen Abschnitt der Straße. Weitere Bilder:                                                          | Landgericht am Tegeler Weg · Aus Richtung Schloßbrücke gesehen · Haus neben Landgericht, Detail                           |
| Thrasoltstraße (Lage)                | 0250                                       | Ernst Thrasolt (Pseudonym für Matthias Josef Franz Tressel; 1878–1945), Dichter und Mitbegründer der katholischen Jugendbewegung                                                 | 30. März 1950                            | Die Straße liegt zwischen Richard-Wagner-Straße und Gierkezeile, sie kreuzt die Wilmersdorfer Straße. Die Trasse dieser Straße im Gebiet südwestlich von Lützow bekam Anfang des 18. Jhds. den Namen Am Graben. In den Jahren vor 1824 änderte sich der Name (wohl mit der Befestigung des Grabens bei fortschreitender Besiedlung in der Stadt Charlottenburg) in Canalstraße. Die Grundstücke 2–26 (gerade) an der Nordseite und 1–27 (ungerade) an der Südseite sind der ruhigen Wohnstraße zugeordnet, auf denen vorwiegend Altbauten stehen. | Thrasoltstraße |
| Trendelenburgstraße (Lage)           | 0240                                       | Friedrich Adolf Trendelenburg (1802–1872), Philosoph und Philologe | 27. Aug. 1905                            | Im Charlottenburger Bebauungsplan ist die Trasse in Abt. V enthalten. Sie verbindet Suarez- mit Neue Kantstraße und liegt östlich des Lietzensees. Die Wohnstraße ist durch die Bebauung im Osten des Lietzensees mit mehrgeschossigen Altbauten und Stadtvillen und im Stil angepassten Neubauten umgeben. | Trendelenburgstraße |
| Treseburger Straße (Lage)            | 0150                                       | Treseburg, Stadtteil von Thale in Sachsen-Anhalt | 4. Sep. 1910                             | Sie verbindet die Nordhauser mit der Quedlinburger Straße in Nord-Süd-Führung und war im Charlottenburger Bebauungsplan in Abt. VI enthalten. In der Treseburger Straße 2 befindet sich die Grone-Stiftung mit vielfältigen Bildungsangeboten. Im Stadtplan 1906 ist noch keine kurze Verbindungsstraße im Karree Sömmeringstraße, Straße 15 (der späteren Quedlinburger Straße), Straße 18 (der späteren Ilsenburger Straße), Straße 15a (der Nordhauser Straße) trassiert. Das Berliner Adressbuch weist die Treseburger Straße erstmals 1912 aus, damals noch ohne Bebauung. Eine Straße gleichen Namens liegt in Blankenburg. | Treseburger Straße |
| Uhlandstraße (Lage)                  | 0920 (im Ortsteil)                         | Johann Ludwig Uhland (1787–1862), Dichter und Politiker | 25. Apr. 1885                            | Die Uhlandstraße, gemäß Abt. V/1 des Bebauungsplans in Charlottenburg trassiert, liegt im Ortsteil zwischen Steinplatz an der Hardenberg- und Lietzenburger Straße mit den Grundstücken 1–38 und 165–197 (fortlaufend). Sie kreuzt hier die Kantstraße und den Kurfürstendamm. Es gibt einen Fußgängerdurchgang zur Fasanenstraße und parallel zur Straße einen Durchgang zur Kantstraße. Von der Lietzenburger Straße südwärts über Hohenzollerndamm und die Wilmersdorfer Berliner Straße an die Blissestraße liegt der größere Teil der Uhlandstraße in Wilmersdorf. Der Verkehr im Charlottenburger Nordteil ist mäßig, die Straße ist hier im Berliner Straßensystem als Ergänzungsstraße eingeordnet, südlich vom Kurfürstendamm gilt sie als regionale Straßenverbindung (Kategorie III). In der Uhlandstraße, geprägt von zahlreichen Geschäftsbauten, befindet sich die Botschaft von Haiti. | Uhlandstraße Ecke Kurfürstendamm · Maison de France                                                                       |
| Vereinsweg (Lage)                    | 0130                                       | ‚Beamten-Wohnungs-Verein‘, der hier Wohngebäude errichten ließ | vor 1912                                 | Der Weg verbindet den Horstweg mit der Wundtstraße, wobei durch den versetzten Horstweg mit der schräg dazu verlaufenden Wundtstraße hinter deren Häusern eine innere freie Trapezfläche verblieb. Das Adressbuch Berlins nennt ihn erstmals 1912. Als begrenzende Straßen sind Horstweg und Königsweg aufgeführt, die Grundstücke von 1 bis 7 parzelliert. Verwalter für alle Wohneinheiten war der Zollsekretär H. Moll und die je Haus acht bis elf Mieter übten alle beamtete Berufe aus (Bahn, Polizei, Zoll, Magistrat, Lehrer). Einige Parzellen waren zu diesem Zeitpunkt noch nicht bebaut. Die Grundstücksaufteilung ist so geblieben, Nr. 6 und 7 befinden sich an der schmaleren Südseite des Trapezes. Letztlich bilden die sieben Wohnhäuser einen Innenhof mit 35 Metern an der längeren nördlichen und 15 Metern an der Südseite und einer Tiefe von 15 Metern mit Rasenflächen, Hecken und Bäumen, die Fassaden der fünf Geschosse an der Südseite sind begrünt. Der Zugang liegt am Horstweg. | Vereinsweg |
| Waitzstraße (Lage)                   | 0190                                       | Georg Waitz (1813–1886), Rechtshistoriker und Mediävist | 8. Dez. 1906                             | Die Waitzstraße, gemäß Abt. V/1 des Bebauungsplans trassiert, liegt zwischen Mommsenstraße und Kurfürstendamm in Nord-Süd-Richtung und wird an der eigentlichen Kreuzung mit der Sybelstraße durch die Lewishamstraße unterbrochen. Vor der Verkehrsänderung des Hauptverkehrs von der Wilmersdorfer Straße zum Stuttgarter Platz und dem Bau der Lewishamstraße mit dem Autotunnel Adenauerplatz lag sie durchgehend. Der nördliche Abschnitt (westlich 1–4 und östlich 23–28 fortlaufend) wird an der Lewishamstraße vorbei in die Sybelstraße geführt. Der südliche Abschnitt (7–14 und 15–19) vom Kurfürstendamm her ist in die westliche Nebenfahrbahn der Lewishamstraße nach der Einfahrt in den „Tunnel Adenauerplatz“ gelegt. Im Stadtplan 1907 ist die Trasse der Waitzstraße als erste von vier Parallelstraßen (Waitz-, Dahlmann-, Roscher-, Droysenstraße) zur Wilmersdorfer Straße eingezeichnet, aber unbenannt. Die Häuser sind hier Altbauten und Neubauten, der Einfluss vom Kurfürstendamm und des Stuttgarter Platzes am Bahnhof bestimmen das Leben der Straße. In den Häusern dieser Wohnlage bestehen in den Etagen auch Büroräume, Arztpraxen und Rechtsanwaltskanzleien und im Erdgeschoss Restaurants und Läden. An der Waitzstraße 10 liegen drei Stolpersteine, ebenfalls vor den Häusern 9 und 27. | Waitzstraße |
| Walter-Benjamin-Platz (Lage)         | 0110 × 30                                  | Walter Benjamin (1892–1940), Philosoph, Opfer des NS-Regimes | 25. Apr. 2000                            | Der Stadtplatz liegt zwischen Leibniz- und Wielandstraße mit den Grundstücken 1–8 an beiden Seiten. Der Platz war vorher unbenannt und „die Fläche war zuvor fast 100 Jahre lang eine Brache. Als um 1880 der Bereich bebaut wurde, sparten die Stadtplaner eine Bebauung aus; 1910 wurde das Gelände dann ein öffentlicher Spielplatz. In den Kriegsjahren trug er provisorische Unterkünfte für Zwangsarbeiter, diente später als Kohlenlager und zum Schlittschuhlaufen. Seit 1962 war er Parkplatz.“ Die Bebauung des Platzes erfolgte nach Plänen des Architekten Hans Kollhoff in den Jahren 1999/2001, dabei „wurde die vorhandene ungewöhnlich große Freifläche in konsequenter Klarheit und Strenge mit fast monumentaler Einheitlichkeit gestaltet.“ | Walter-Benjamin-Platz |
| Warburgzeile (Lage)                  | 0180                                       | Emil Warburg (1846–1931), Physiker, Vater von Otto Warburg | 31. Juli 1947                            | Die Straße liegt in der Ortslage Lietzow, dem alten Dorfkern der Stadt Charlottenburg. Sie verbindet so Alt-Lietzow mit der Otto-Suhr-Allee und wird nach Süden über Letztere durch die Krumme Straße fortgesetzt. An der ruhigen und zentral gelegenen Straße stehen keine Wohnhäuser. Es gibt eine Zufahrt zum Parkplatz vom Rathaus Charlottenburg und zum Standesamt Charlottenburg sowie eine Kindertagesstätte. Hier bestand um 1720 eine Gasse mit dem Namen Totengasse, die auf der Karte von 1824 als Kirchhofstraße benannt ist. Im Jahr 1937 erhielt sie den Namen Ahéstraße, wobei die Nummerierung der Parzellen verändert wurde. Im Rahmen der Entnazifizierung wurde dieser Name 1947 geändert. Die Namensvergabe 1947 stellte die Ehrung für Warburg wieder her, die durch die Umbenennung der Heisenbergstraße in der Spreeschleife nördlich der Helmholtzstraße verloren ging. | Warburgzeile |
| Wegelystraße (Lage)                  | 0300                                       | Wilhelm Caspar Wegely (1714–1764), Gründer der ersten Berliner Porzellanmanufaktur                                                                                               | 5. Nov. 1883                             | Die Straße verläuft zwischen Bach- und Englische Straße, über den Herbert-Lewin-Platz hinweg. Sie liegt am Gelände der Königlichen Porzellanmanufaktur (KPM), was den Bezug zur Namensgebung nach dem Gründer ergibt. An der Wegelystraße bestehen die Grundstücke 1, 3 und 8–14 (gerade). An der ruhig gelegenen Straße gibt es neben der KPM mit einer Werksverkaufstelle und ihrem Industriegebäude auch die Bundesärztekammer. Durch die Lage in der Spreestadt Charlottenburg sind Neubauten meist Bürogebäude. | Die KPM in der Wegelystraße                                                                                               |
| Weimarer Straße (Lage)               | 0610                                       | Weimar, Stadt in Thüringen | um 1892                                  | Die Straße war als Straße 2, Abt. V/1 des Bebauungsplans trassiert und ist im Stadtplan 1893 zwischen Bismarck- und Goethestraße aufgenommen. Umgebende Straßen der Charlottenburger Goethestraße sind nach Wirkungsstätten und Persönlichkeiten im Umfeld von Goethe benannt. Am 27. Juni 1925 wurde die Verlängerung zwischen Schillerstraße und Wallstraße ebenso benannt. Am 2. August 1933 wurde der Abschnitt zwischen Bismarck- und Zillestraße in Zauritzweg umbenannt. Die Straße liegt nunmehr zwischen Bismarck- und Kantstraße und wird vom Karl-August-Platz unterbrochen. Die teilweise verkehrsberuhigte Straße ist baumbestanden und besteht überwiegend aus Altbauten, die Grundstücke 1–21 und zurück 25–46 sind fortlaufend nummeriert. | Weimarer Straße am Karl-August-Platz                                                                                      |
| Wernigeroder Straße (Lage)           | 0270                                       | Wernigerode, Stadt in Sachsen-Anhalt | 13. Apr. 1909                            | Vorher waren es die Straßen 18a und Straße 18b der Abt. VI des Bebauungsplanes. Sie liegt zwischen Kaiserin-Augusta-Allee und Quedlinburger Straße im Bereich von Straßennamen nach Harzorten. Zwar besteht noch ein Straßenstumpf (etwa 30 Meter) über die Kaiserin-Augusta-Allee in Richtung BSR-Recyclinghof, der ist aber als Parkplatz ausgeschildert. Die baumbestandene Straße hat Wohnbebauung im Stil der 1930er Jahre, an der Quedlinburger Straße ist die Ostecke eine Freifläche, an der Westseite ein Neubau. Die auf der Karte 1906 eingetragene noch unbenannte Trasse führte vom „Electrowerk“ an der Straße 15 (heute: Quedlinburger Straße) durch zur Gaußstraße an der Gasanstalt II. Dementsprechend ist die Wernigeroder Straße auch im Adressbuch 1912 bis zur Gaußstraße aufgeführt, allerdings vorwiegend sind die Grundstücke als Baustellen bezeichnet, was hier darauf hinweist, dass im Kataster Eigentümer für die parzellierten Grundstücke eingetragen sind. Auf den Karten 1921 und 1926 ist sie noch in voller Länge bis Gaußstraße, 1932 dann nur noch in der heutigen Länge. Nach dem Adressbuch 1943 sind die Grundstücke der linken Seite alle mit fünfgeschossigen Wohnhäusern für bis zu 15 Mieter bebaut, auf der rechten Seite stehen sechs Wohnhäuser, einige Grundstücke existieren nicht, andere sind unbebaut, jedoch sind auf beiden Straßenseiten nördlich der Kaiserin-Augusta-Allee noch ein Eckhaus notiert und die Straße ist zur Gaußstraße geführt, die Grundstücke sind jedoch Baustellen. | Wernigeroder Straße |
| Wielandstraße (Lage)                 | 0880                                       | Christoph Martin Wieland (1733–1813), Dichter und Herausgeber | 25. Apr. 1885                            | Sie verläuft geradlinig in Nord-Süd-Richtung zwischen Pestalozzi- und Olivaer Platz (Lietzenburger Straße) über Kantstraße und den Kurfürstendamm hinweg, mit den Grundstücken 1–24 und zurück 25–50 (fortlaufend). Die Straße unterführt die Stadtbahn zwischen Bahnhof Savignyplatz und Charlottenburg. Planungsrechtlich gehört der nördliche Abschnitt (1–8/42–50) im Bezirk Charlottenburg-Wilmersdorf zum Raum Savignyplatz (Bezirksregion Kantstraße) und der südliche Abschnitt zum Planungsraum George-Grosz-Platz (Bezirksregion Kurfürstendamm). Parallel zur Leibnizstraße als Hauptstraße ist die Wielandstraße für die zentrale Lage eine ruhige Wohnstraße in bester Wohnlage mit Altbauten oder nach dem Zweiten Weltkrieg wiederaufgebauten Gebäuden. Neben Wohnungen liegen auch Büro- und Praxisräume, im Erdgeschoss Gaststätten, Galerien und Geschäfte. Der erste Name des Bebauungsplans war Straße 6d, Abt. V/1. Die Geschichte der Straße in der NS-Zeit ist anhand der Stolpersteine und Gedenktafeln für 42 Personen ablesbar. nach Standort sortieren | Wielandstraße Ecke Mommsenstraße                                                                                          |
| Wilhelm-Caspar-Wegely-Platz (Lage)   | 0110                                       | Wilhelm Caspar Wegely (1714–1764), Gründer der ersten deutschen Porzellanmanufaktur                                                                                              | 29. Dez. 2017                            | Der Platz, der mehr eine Straße ist, erschließt den zwischen 2107 und 2020 entstandenen Wohnkomplex „No 1 Charlottenburg“. Sie verläuft von der Wegelystraße zum Spreeufer und bildet einen zentralen Platz in dem neu entstandenen Quartier. | Wilhelm-Caspar-Wegely-Platz · Blick von der Wegelystraße                                                                  |
| Wilmersdorfer Straße (Lage)          | 1860                                       | Richtung, in die die Straße nach Wilmersdorf verläuft | vor 1824                                 | Die vorherigen Namen waren Kleine Spreestraße (18. Jh. bis um 1794) und Wilmersdorfischer Weg (um 1794 bis vor 1824). Große Bereiche sind seit dem Ende des 20. Jahrhunderts nur noch Fußgängerbereiche. Die Straße zählt zu einer der Einkaufsmeilen in Charlottenburg. Zwischen Otto-Suhr-Allee und Bismarckstraße handelt es sich um eine zentral gelegene Wohn- und Geschäftsstraße, dann beginnt der Fußgängerbereich zwischen Schillerstraße und Krumme Straße. Von der Krummen Straße zum Adenauerplatz am Kurfürstendamm mitten in der City West besteht die Straße überwiegend aus guter Altbausubstanz mit Wohn- und Geschäftshäusern. | Wilmersdorfer Straße an der Kantstraße · Kaufhaus Karstadt Wilmersdorfer Straße · An der Haubachstraße                    |
| Windscheidstraße (Lage)              | 0870                                       | Bernhard Windscheid (1817–1892), Jurist und Rechtslehrer | 30. Juli 1897                            | Sie verbindet die Bismarckstraße Kreuzung Suarezstraße mit der Gervinusstraße an der Brücke über den Bahndamm. Als Straße 15, Abt. V des Bebauungsplans trassiert, war um 1800 angelegt worden und hieß zunächst Der Grüner Weg. Auf der Karte von 1893 war er namentlich eingezeichnet. Es war ein Feldweg nach Süden, der zu den Feldern und Wiesen der Lützower Bauern führte und 1897 in Windscheidstraße benannt wurde. Die zentrale Wohnstraße mit einigen Gewerbeeinheiten in Charlottenburg und gute Altbausubstanz ist vorherrschend. | Windscheidstraße Medizinisches Versorgungszentrum (MVZ)                                                                   |
| Wintersteinstraße (Lage)             | 0310                                       | Hans Winterstein (1864–1946), Stadtbaurat in Charlottenburg, Hochschullehrer an der Technischen Hochschule zu Berlin                                                             | 30. März 1950                            | Die Straße liegt zwischen Otto-Suhr-Allee und Charlottenburger Ufer (Caprivibrücke). Schon vor 1824 lag hier die Spreestraße nach der Lage aus dem Zentrum der Stadt Charlottenburg zur Spree. Durch den Flusslauf quer durch Groß-Berlin gab es mehrere gleichnamige Straßen, so wurde der südliche Abschnitt der Spreestraße 1934 in Richard-Wagner-Straße und der verbliebene Teil 1950 umbenannt. Sie ist eine verkehrsreiche Straße mit Wohn- und Geschäftshäusern. Hier befindet sich unter der Nummer 24 die Russisch-Orthodoxe Kirche Schutz der Gottesmutter, durch den Umbau einer früheren Kindertagesstätte 2008/2009 entstanden. Erholung bietet der Wanderweg an der Spree entlang. In den Jahren 1856 bis 1876 diente die Spreestraße als Pferdemarkt. | Wintersteinstraße |
| Witzlebenplatz (Lage)                | 0240                                       | Job von Witzleben (1783–1837), Militär sowie Staats- und Kriegsminister, Grundbesitzer am Lietzensee                                                                             | 27. Aug. 1905                            | Im Bebauungsplan, Abt. V, war der Platz bereits enthalten. Der Witzlebenplatz ist eine verkehrsberuhigte Straße am Nordufer des Lietzensees, die vom Kaiserdamm zur Witzlebenstraße führt. Nicht nur der Platz und die Straße, sondern auch die Ortslage Witzleben sind nach Job von Witzleben benannt, dem das Gelände früher gehörte. Der Witzlebenplatz bildet mit dem Lietzenseepark, dem Lietzenseeufer, Kuno-Fischer-Platz und dem ehemaligen Dernburgplatz einen Stadtpark, der als Gartendenkmal gelistet ist. Am Witzlebenplatz befindet sich das ehemalige Reichsmilitärgericht, das spätere Reichskriegsgericht der NS-Zeit. Ein Umwidmungsantrag von Politikern der Piratenpartei im Bezirk, die der Meinung sind, eine Benennung und damit Ehrung nach einem „Militaristen“ sei nicht mehr zeitgemäß, wurde von der BVV abgelehnt. Als Namensgeberin sollte Margarethe von Witzleben bestätigt werden, die als selbst Betroffene die ‚Bewegung zur Selbsthilfe schwerhöriger Menschen in Deutschland‘ begründet hatte. An der Schreibweise des Platzes und der Straße würde sich dadurch nichts ändern. Zur Ablehnung heißt es, Job von Witzleben lebte „in der aufklärerischen Reformphase von Preußen. Seine militaristische Entwicklung begann erst nach 1890.“ | Witzlebenplatz · Witzlebenplatz                                                                                           |
| Witzlebenstraße (Lage)               | 0750                                       | Job von Witzleben (1783–1837), Militär sowie Staats- und Kriegsminister, Grundbesitzer am Lietzensee                                                                             | 27. Aug. 1905                            | Dieser Verkehrsweg in der Charlottenburger Ortslage Witzleben wurde als Straße 23 und Straße 18d, Abt. V des Bebauungsplans trassiert. Die Straße liegt zwischen Kaiserdamm und Holtzendorffstraße östlich vom Gebiet um den Lietzensee (Witzlebenplatz) und kreuzt die Kantstraße und im Süden im Bogen, die nördlich der Kreuzung parallel liegende Suarezstraße. Mit der königlichen Schenkung von 20.000 Talern erwarb Job von Witzleben Land um den Lietzensee, gründete die Terraingesellschaft ‚Park Lietzensee‘ und ließ sich hier ein Wohnhaus errichten. Der gewünschte Erfolg in der Öffentlichkeit blieb aber aus, sodass nach dem Verkauf der Gesellschaft der Lietzenseepark und die Seezugänge frei zugängig geblieben sind. Eine diskutierte Umwidmung des Namensgebers auf Margarethe von Witzleben findet nicht statt. | Witzlebenstraße · St. Canisius-Kirche                                                                                     |
| Wulfsheinstraße (Lage)               | 0130                                       | Gustav Emanuel Wulfshein (1807–1880), Charlottenburger Kommunalpolitiker | 30. März 1950                            | Im Jahr 1708 ließ Preußen-König Friedrich I. an der Orangenstraße einen Jägerhof an der Orangenstraße nahe dem Schloss anlegen. Die diesem anliegende Straße erhielt in der Lage parallel zur (nördlichen) Stallstraße am Marstall vor 1824 den Namen Jägerstraße. Die südliche Parallelstraße hieß Deichstraße (heute: Schustehrusstraße) und über die Schloßstraße hinweg lag die Magazinstraße. | Wulfsheinstraße |
| Wundtstraße (Lage)                   | 0510                                       | Wilhelm Wundt (1832–1920), Psychologe und Vater von Max Wundt | 11. Dez. 1936                            | Die Wundtstraße liegt zwischen Knobelsdorffstraße (Kläre-Bloch-Platz) über den Kaiserdamm (Erwin-Barth-Platz) und Neue Kantstraße, links 5–69 (ungerade), rechts 2–72 (gerade). Diese Trasse bestand vor 1898 als Königsweg. Dieser lag zwischen der Schloßstraße (Ecke Knobelsdorffstraße) und der Brücke über die Ringbahn aus Charlottenburg hinaus zum „Erxercier Platz der Gades du Corps“ (heute: Masurenallee) und als Königsweg weiterführend im Grunewald. Heute ist die Wundtstraße eine zentral gelegene Wohnstraße mit herrschaftlichen Altbauten. Südlich vom Kaiserdamm grenzt die Wundtstraße direkt an den Lietzenseepark mit dem Lietzensee. Die Straße wird auf Grund einer Verkehrsberuhigungsmaßnahme durch den Erwin-Barth-Platz unterbrochen und führt auf der nördlichen Seite des Kaiserdamms weiter. Auf dem Abschnitt um den Erwin-Barth-Platz liegt der Innere Parkring als einer der 20 grünen Stadtwanderwege Berlins. | Wundtstraße · Verkehrsberuhigte Wundtstraße am Erwin-Barth-Platz                                                          |
| Yva-Bogen (Lage)                     | 0150                                       | Else Neuländer-Simon auch Yva (1900–1942), Fotografin und Lehrmeisterin von Helmut Newton                                                                                        | 1. Sep. 2011                             | Es handelt sich um eine Gasse am Stadtbahnbogen zwischen Kant- und Hardenbergstraße. Ursprünglich sollte sie Helmut-Newton-Gasse heißen, da es aber eine Frau sein musste, entschied man sich für Helmut Newtons Lehrmeisterin. | Yva-Bogen |
| Zauritzweg (Lage)                    | 0180                                       | Josef Zauritz (1898–1933), Polizist | 2. Aug. 1933                             | Der Zauritzweg liegt von der Zillestraße als Sackgasse abgehend zur Bismarckstraße. Bis 1933 war es der nördliche, über die Bismarckstraße führende Abschnitt der Weimarer Straße. Der Polizist Josef Zauritz kam bei einer Schießerei am 30. Januar 1933 gemeinsam mit dem SA-Mann Hans Maikowski unter nie geklärten Umständen zu Tode. Dieser Vorfall war Anlass für Schauprozesse gegen Sozialdemokraten, Kommunisten und Gewerkschafter. An der kurzen und ruhigen Straße stehen hohe Wohnblocks und eine Sporthalle, zur Bismarckstraße hinaus ist die Straße nur für Radfahrer und Fußgänger passierbar. | Zauritzweg |
| Zillestraße (Lage)                   | 1190                                       | Heinrich Zille (1858–1929), Maler, Zeichner und Fotograf | 31. Juli 1947                            | Die Straße liegt zwischen Schloßstraße und Otto-Suhr-Allee, sie ist teilweise verkehrsberuhigt und für den Fahrverkehr unterbrochen. Sie liegt als Sackgasse zur Fritschestraße und kreuzt im Weiteren die Kaiser-Friedrich-Straße, Gierkezeile, Wilmersdorfer, Richard-Wagner- und Krumme Straße in West-Ost-Richtung und biegt am Zauritzweg nach Nordost an die Otto-Suhr-Allee ab. Bereits um 1720 lag in der Stadt Charlottenburg in dieser Trasse die Wallstraße. Die Wallstraße war im Plan von 1893 nur zwischen Wilmersdorfer und Berliner Straße eingezeichnet. Der Abschnitt zwischen Schloßstraße und Wilmersdorfer Straße war unbenannt, im Stadtplan Berlins von 1901 liegt sie bis zur Schloßstraße. Der Straßenname geht auf den „Wall“, die um Charlottenburg nie angelegte Stadt- und Akzisemauer zurück, die im 18. Jahrhundert durch die Wallstraße gemeinsam mit der Rosinenstraße ersetzt wurde. | Zillestraße |

## Nicht mehr vorhandene Straßen und Plätze in Charlottenburg

### Einführung

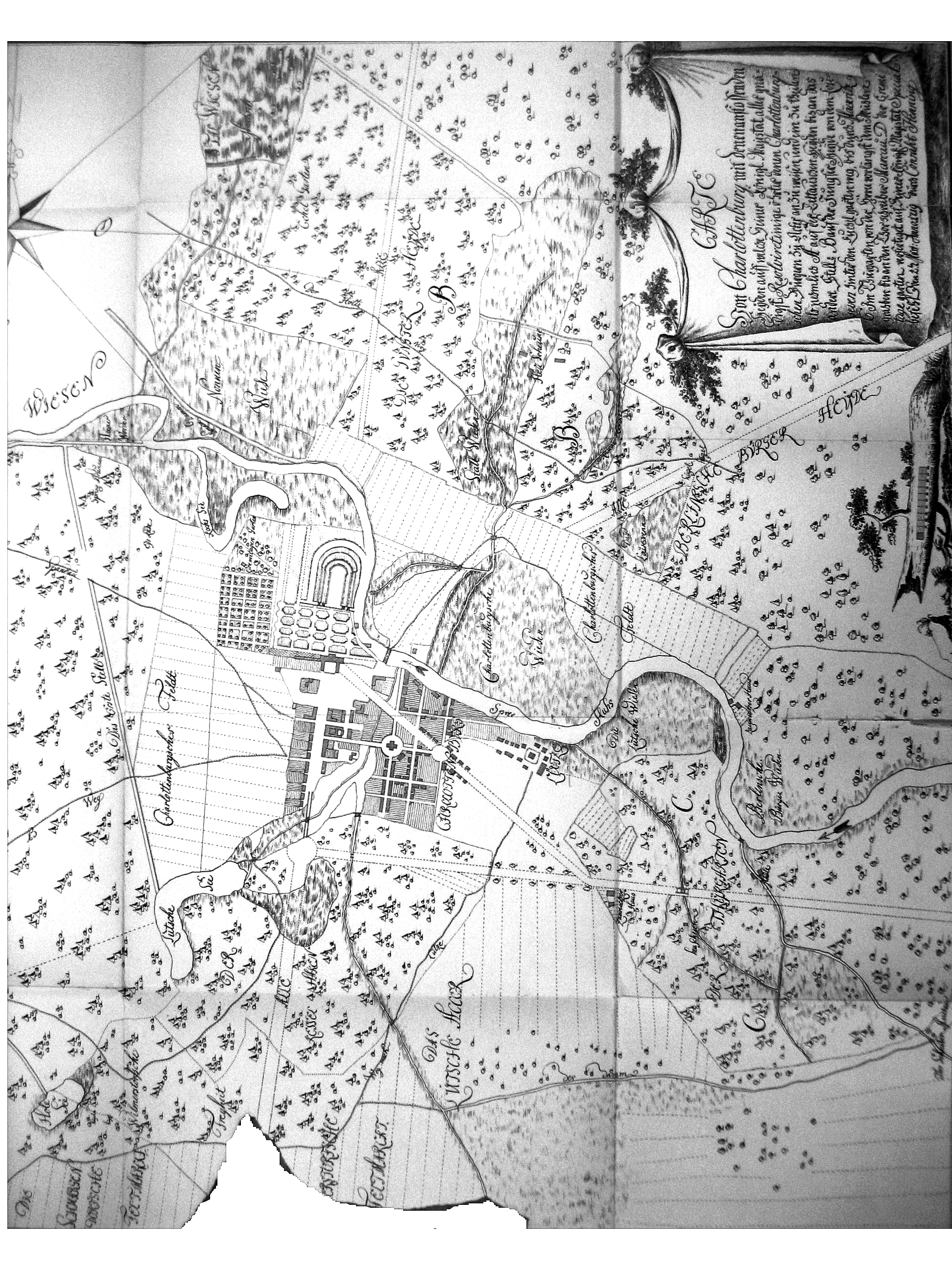
Karte der Charlottenburger Straßen und Wege um 1740, erkennbar Schloßstraße und etwas östlicher die Baulage um den (heutigen) Gierkeplatz, auch findet sich der Graben vom Lutsche See zur Spree. Als Straßenprojekte: Berliner Straße über das Am Knie nach Berlin und die Bismarckstraße, die Spandauer vom Schloss westwärts fehlt noch.

In der Übersicht erwähnte vormalige Straßennamen oder gelöschte Straßen werden hier ausführlich erläutert. Planstraßen nach Bebauungsplan und nummerierte Straßen sind in dieser Liste nicht gesondert dargestellt. Da die Stadt Charlottenburg nicht identisch mit den seit 2001 geltenden Ortsteilen Charlottenburg (Nord und Süd) ist, können Überschneidungen entstehen. Trassen, die eindeutig den benachbarten Ortsteilen zugeordnet werden können, sind dort aufgeführt.
Trassierung, Anlegen und Bebauung der Straßen der Stadt Charlottenburg erfolgten einerseits südlich vom Schloss nach Osten und wiederum von Schöneberg und Tiergarten westwärts, letztere Straßen sind in den Adressbüchern durch die zugehörigen Postbezirke unter Berlin eingetragen.

### Übersicht weiterer Straßen und Plätze vor dem 20.Jahrhundert
Im Wohnungsanzeiger für Charlottenburg finden sich neben den unten aufgeführten Straßen auch postalische Bezeichnungen wie Auf dem Spandauer Berg, Jenseits der Spree, Thiergartenfeld, Thiergartenmühle, Lützower Feld, auf Witzleben, Charlottenburgerfeld, Altes Schützenhaus a.d. Spree, Spandauer Chaussee im König’schen Haus, am Willmersdorfer Hecken, Steuergebäude am neuen Kanal, beim zoologischen Garten, Triftstraße, Charlottenburger-Moabiter Chausseehaus, am schwarzen Brückengraben. Eine Wohnadresse lautete Willmersdorfer Landstraße neben der Willmersdorfer Straße (am Schlossviertel), auch sind die Schreibweisen für offensichtlich gleiche Straßen verschieden: wie Am Spandauerberge neben Spandauer Berg und Spandower Berg.
Im Adressbuch 1850 ist Charlottenburg als Gesamtheit unter Polizeirevier 36 nicht weiter gegliedert. 1855 führt das Adressbuch Berlins und Umgebung die Einwohner Charlottenburgs mit ihren Adressen getrennt auf.

### Liste ehemaliger oder geplanter Straßen, Wege und Plätze
| Vormals                                                | von           | bis           | umbenannt in (aktuell)                                                   | Namensherkunft | Anmerkungen |
| ------------------------------------------------------ | ------------- | ------------- | ------------------------------------------------------------------------ | --- | --- |
| Achenbachstraße                                        | vor 1890      | 1. Sep. 1963  | →Lietzenburger Straße                                                    | Heinrich Karl Julius von Achenbach (1829–1899), Jurist und Politiker                                                                                              | Als Straße der Abt. IV des Bebauungsplans aufgenommen, ist sie auf einer Karte von 1890 an der Grenze zum Bezirk Schöneberg von der Rankestraße zur Nürnberger Straße eingezeichnet. Im Jahre 1963 wurde sie in die Lietzenburger Straße einbezogen. |
| Adenauerdamm                                           | 26. Apr. 1967 | 15. Jan. 1968 | →Kaiserdamm                                                              | Konrad Hermann Joseph Adenauer (1876–1967), erster Bundeskanzler                                                                                                  | Mit der Benennung nach dem ersten Bundeskanzler Deutschlands sollte eine Berliner Hauptstraße benannt werden, auf Protest von Anwohnern wurde dies allerdings zurückgenommen. |
| Adolf-Hitler-Platz                                     | 21. Apr. 1933 | Mai 1945      | →Theodor-Heuss-Platz                                                     | Adolf Hitler (1889–1945), Diktator, Führer der NS-Bewegung, Reichskanzler                                                                                         | Nach der „Machtergreifung“ durch die Nationalsozialisten wurde der Reichskanzlerplatz nach dem neu ernannten Reichskanzler umbenannt. Mit dem Zusammenbruch des NS-Staates erfolgte die Rückbenennung, die nach Herstellung der Amtsfähigkeit des Senats am 31. Juli 1947 mit der ersten Amtsaktion bestätigt wurde. |
| Ahéstraße                                              | 20. Mai 1937  | 31. Juli 1947 | →Warburgzeile                                                            | Kurt von Ahé (1897–1933) Berlin, Anhänger der NS-Bewegung | 1933 wurde die Kirchhofstraße nach dem SS-Scharführer von Ahé benannt, der am 19. Februar 1933 bei einer politischen Auseinandersetzung zwischen kommunistischen Arbeitern und SA/SS ums Leben gekommen war. Für das Jahr 1938 finden sich in dieser Straße an der Ecke Berliner Straße das Postamt 1 von Charlottenburg mit Bezirkspflegegruppe des Postfuhramtes, Telegraphenbauamt Charlottenburgs und der Dienstwohnung des Postrat J. Weirich; auf dem Grundstück 10/12 gab es eine Berufsschule für Metallarbeiter der Stadt Berlin. Der Straßenname nach einem NS-Anhänger wurde 1947 in der ersten Umbenennungsaktion durch den Präsidenten der Physikalisch-Technischen Reichsanstalt Warburg ersetzt. |
| Albrechtshof, Albrechtshof-Ufer                        | 6. Nov. 1849  | 5. Sep. 1867  | Albrecht, Familienname einer Grundstückseigentümerin                     | →Corneliusstraße im Tiergartenviertel | Dieser Straßenname soll im Jahr 1835 nach dem Anwesen einer Witwe Albrecht am Nordufer des Landwehrkanals benannt worden sein. Bei späteren Verwaltungsreformen gelangte die zugehörige Fläche zum Ortsteil Tiergarten. |
| Allee nach Berlin                                      | um 1767       | nach 1824     | →Straße des 17. Juni                                                     | Richtung der Straße nach Berlin | Die Allee nach Berlin war die vom Charlottenburger Schloss nach Berlin führende Straße. Der Abschnitt der späteren Berliner Straße zwischen Schloss und Am Knie ist auf der Karte von Charlottenburg aus dem Jahr 1767 als Allee nach Berlin ausgewiesen. Auf Charlottenburger Terrain kamen in den folgenden Jahren die Bezeichnungen Chaussee nach Berlin und Berliner Straße hinzu. |
| Alter Tegeler Weg                                      | 21. Apr. 1952 | 30. Okt. 1964 | →gelöscht                                                                | Weg nach Tegel | Dieser Name wurde für den alten Verlauf vom Goerdeler- zum Heckerdamm vergeben, als der Straßenzug des (neuen) Tegeler Wegs wegen des Neuen Verbindungskanals über die Mörschbrücke ausgebaut wurde. Auf der Karte von 1952 ist sie namentlich ausgewiesen. Das Straßenland der alten Führung des Tegeler Weges wurde am 26. Oktober 1964 entwidmet und der Name am 30. Oktober 1964 aus dem Straßenregister gelöscht. |
| Am Graben                                              | nach 1767     | vor 1824      | →Thrasoltstraße (30. März 1950)                                          | entlang vom Graben | König Friedrich I. hatte südlich der heutigen Schloßallee einen Pfuhl durch einen Graben zur Spree in einen Karpfenteich umwandeln lassen. Zwischen 1824 und 1950 trug der Verkehrsweg die Bezeichnung Kanalstraße nach einem Verbindungsstück zwischen diesem Graben und der Spree. |
| Am Knie Knie                                           | um 1830       | 1. Okt. 1953  | →Ernst-Reuter-Platz                                                      | Knie als Bezeichnung für einen Knick | An der Kreuzung, an der sich Bismarckstraße, Otto-Suhr-Allee, Marchstraße, Straße des 17. Juni und Hardenbergstraße treffen, bestand ein Knick – Knie genannt – im Verlauf der Berliner Straße (auf der rechten Seite zu sehen). In der Mitte des 19. Jahrhunderts standen nur zwei Häuser an dieser strahlenförmigen Kreuzung. Später kam weitere Bebauung hinzu, wie die historische Ansichtskarte aus dem Jahr 1899 belegt. Eine offizielle Benennung hat es jedoch nicht gegeben. Beispielsweise findet sich im Berliner Adressbuch 1860 der Eintrag „am sogenannten Knie“. |
| Am Parkplatz                                           | 26. Nov. 1912 | 20. Jan. 1989 | →Otto-Grüneberg-Weg                                                      | Platz am Schustehruspark | Die Straße lag von der Schloßstraße nach Osten und direkt am Schustehruspark zur Hebbelstraße. Im Zuge der Verkehrsberuhigung um den Schustehruspark wurde sie 1989 als öffentliche Straße eingezogen. Der grüne Parkweg erhielt mit der Fertigstellung des Parks einen neuen Namen. |
| Am Volkshause                                          | um 1918       | 20. Mai 1937  | →aufgehoben                                                              | 1902 wurde das Volkshaus für Gewerkschaftszwecke eingerichtet. | Die Straße Am Volkshause verlief als Sackgasse über das Grundstück Rosinenstraße 4, auf dem das Volkshaus (im Eigentum der Allgem. Ortskrankenkasse der Stadt Charlottenburg, Amt für Volkswohlfahrt) stand, zum ehem. Liusenkirchhof. Im Adressbuch 1938 findet sich der Vermerk „s. u. Gatschkestraße“. Auf der Karte von 1943 und auf der Karte von 1946 ist der Straßenname zwischen Gatschke- (1943) und Harneckerstraße (1946) durchgehend zur Guerickestraße verzeichnet, 1954 endet ein unbenannter Straßenzug vor der Friedhofsfläche. |
| An der Spree                                           | vor 1824      | vor 1857      | entfallen                                                                | Spree, Nebenfluss der Havel | Es war die platzartige Erweiterung einer angelegten Straße, die direkt östlich vom Schloss am Spreeübergang vor der Schloßbrücke und am Luisenplatz lag. Die Straße ist auf der Karte von 1857 nicht mehr eingezeichnet. |
| Arrheniusweg                                           | 16. Mai 1938  | 25. Feb. 1983 | →unbenannte Trasse                                                       | Svante August Arrhenius, schwedischer Physikochemiker | Der Arrheniusweg führte von der Morse- zur Pascalstraße. Die Straße liegt im Viertel südlich vom Spreebogen (vormals die Lützschen Wiesen), dessen Bebauung zu mehreren Projekten und Änderungen der Straßenzüge führte. Dieser Teil der Stadt Charlottenburg entsprechend dem seit 2001 festgelegten Ortsteil wurde vorzugsweise mit Straßennamen nach Naturwissenschaftlern versehen. Doch der Name Arrheniusweg wurde aufgehoben. |
| Auguste-Victoria-Platz                                 | 22. Okt. 1891 | 31. Juli 1947 | Breitscheidplatz                                                         | Auguste Viktoria (1858–1921), letzte deutsche Kaiserin | Der vorher nicht benannte Platz der Abt. IV des Bebauungsplans wurde 1889 angelegt und nach der Thronbesteigung des Gemahls der Namensgeberin am 22. Oktober 1891, ihrem 33. Geburtstag, benannt. |
| Bellstraße                                             | 30. März 1950 | 14. Feb. 1963 | →entwidmet                                                               | Alexander Graham Bell, US-amerikanischer Erfinder | Die Straße verlief parallel zur Marchstraße von der Straße des 17. Juni zum Einsteinufer. Da sie auf dem Gelände der späteren Technischen Hochschule lag, wurde sie als öffentliche Straße eingezogen und am 14. Februar 1963 entwidmet. |
| Berliner Straße                                        | nach 1767     | 3. Nov. 1957  | →Otto-Suhr-Allee →Straße des 17. Juni (13. Juli 1953)                    | Berlin, die Verbindung vom Schloß Charlottenburg zum Berliner Stadtschloss                                                                                        | Auf der Karte von 1767 ist der namenlose Verkehrsweg als die Schlösser verbindende Straße eingezeichnet; sie trug aber entlang vom Tiergarten die Bezeichnung Allee nach Berlin. Im Stadtplan Berlins von 1824 ist sie im Abschnitt von der Spandauer Straße zur Kreuzung Am Knie als Berliner Straße eingetragen. Am Anfang des 19. Jahrhunderts hieß der Abschnitt östlich vom Knie auf Charlottenburger Terrain Chaussee nach Berlin. 1906 begann am Schloss in Charlottenburg nach Westen die Spandauer Straße und nach (Süd-)Ost die Berliner Straße. Dieser Verkehrsweg führte vom Knie weiter bis zur Stadtgrenze Charlottenburgs zu Berlin, wo sie als Charlottenburger Chaussee bezeichnet wurde. Diese Namen blieben nach der Bildung der Großgemeinde Berlin zunächst erhalten. Der gesamte Verlauf am Tiergarten entlang bekam nach dem Aufstand 1953 die Bezeichnung Straße des 17. Juni. Zur Ehrung von Otto Suhr nach seinem Tod (am 30. August 1957) wurde die verbliebene Trasse der Berliner Straße am Rathaus Charlottenburg vorbei in Otto-Suhr-Allee umbenannt. In den frühen Adressbüchern ist die Berliner Straße als der schlossnähere Abschnitt erkennbar, während die zum Knie fortschreitende Bebauung mit Neue Berliner Straße benannt ist. Im Jahr 1860 stand ein Chausseehaus an der Neuen Berliner Straße 25. |
| Braunsche Privatstraße                                 | nach 1874     | 13. Apr. 1885 | →Christstraße                                                            | Braun war vermutlich der Grundeigentümer dieses Geländes. | Die Straße der Abt. V des Bebauungsplans verlief (auf der Karte von 1884) vom Schützenweg zur damaligen Planstraße Straße 30, Abt. V, der späteren Nehringstraße. |
| Brettergasse                                           | um 1750       | vor 1824      | →Gierkezeile                                                             | Brett, gesäumtes oder ungesäumtes Schnittholz | Der Bezug des seit Beginn des 18. Jahrhunderts benutzten Straßennamens zu Brettern ist unklar. Vor 1824 wurde Brettergasse durch den Namen Kirchstraße ersetzt. Im Stadtplan von 1893 ist die Kirchstraße zwischen Wallstraße über die Grünstraße zum Kirchplatz eingetragen, auf dem die Charlottenburger Stadtkirche (Parochialkirche) steht. |
| Bullenwinkel                                           | 1724          | 1824          | →aufgegeben                                                              | Bauern trieben in diesem Bereich der Stadt Charlottenburg ihr Schlachtvieh zusammen.                                                                              | Der Weg war eine Gasse, die im Volksmund auch Bullengasse hieß. Mit der Zunahme des städtischen Charakters wurde der Name wohl vor 1824 aufgegeben und das Gelände anders parzelliert. |
| Charlottenburgerfeld                                   | vor 1859      | vor 1874      | →neu trassiert für Westend                                               | Feld als Ortsbestimmung der Geländefläche | Das Charlottenburger Feld ist das Gelände westlich der Schloßallee, wohl anfangs Flächen der Charlottenburger Ackerbauern, das zunehmend bebaut wurde, wobei Scheunen-, Feld-, Triftstraße hier entstanden. Weitere Felder liegen nördlich der Spree zwischen den spreenahen Nonnenwiesen, „Charlottenburgischen Wiesen“, „Jungfer Heyde“ und „Berlinischer Bürger Heyde“. Charlottenburgerfeld ist die bis 1875 genutzte Adresse für Lützower Feld, Thiergarten- und Martikenfeld. 1865 enthält das Berliner Adressbuch drei Gärtner, vier Müllermeister und das Neue Schützenhaus mit der Adresse Charlottenburger Feld. Fünf Jahre später wohnten hier noch immer vier Müller und im Schützenhaus der Restaurateur Urbach. 1875 lautete der Eintrag noch: „Neuer Louisen-Kirchhof, Besitzung Witzleben“ |
| Chaussee nach Berlin                                   | vor 1824      | vor 1874      | Straße des 17. Juni                                                      | Verkehrsweg zum Berliner Stadtschloss | Die Verbindung vom Charlottenburger zum Berliner Schloss wurde unterschiedlich bezeichnet, teils gleichzeitig auf den unterschiedlichen Karten. Auf der Karte von 1824 noch Chaussee nach Berlin, bestand 1874 dieser Abschnitt am Tiergarten entlang dann als Berliner Straße. So galt vor 1898 auch die damals übliche Form nach dem „woher-kommend“ der Straße als Chaussee von Charlottenburg. |
| Chaussee von Charlottenburg, Charlottenburger Chaussee | vor 1860      | vor 1898      | Berliner Straße                                                          | Charlottenburg | Auf einer Karte vom Oktober 1860 war ein Teil der Berliner Straße als Chaussee von Charlottenburg eingezeichnet und gleichbedeutend mit Allee (Chaussee) nach Berlin. Vor 1898 wurde diese Chaussee von Charlottenburg in die Berliner Straße zwischen Am Knie und Höhe Sigismundstraße (Tiergarten) einbezogen. Der kürzere Name Berliner Straße bot sich als deren Verlängerung ab der Kreuzung Am Knie an, da er prägnanter war und sich damit durchsetzte. |
| Deichstraße                                            | nach 1811     | vor 1824      | →Schustehrusstraße                                                       | Deich in den Karpfenteichwiesen | 1711 waren in den Karpfenteichwiesen Deiche aufgeschüttet worden, was Anlass für die Benennung war. Die nahe dem Schloss verlaufende Straße gehört zu den ältesten Charlottenburger Trassen, auf der Karte von 1824 als Scharrenstraße eingezeichnet. |
| Ernst-Thälmann-Straße                                  | 1946          | 31. Juli 1947 | →Kaiserin-Augusta-Allee                                                  | Ernst Thälmann (1886–1944), Vorsitzender der Kommunistischen Partei Deutschlands (KPD)                                                                            | Dieser zeitweilig nach dem Zweiten Weltkrieg genutzte Straßenname (auch Thälmann-Allee) wurde bei der amtlichen Benennung am 31. Juli 1947 nicht bestätigt. |
| Frankstraße                                            | 1918          | 17. Sep. 1938 | →Heubnerweg                                                              | Adolph Frank (1834–1916), Kommunalpolitiker | Die Straße lag zwischen Mollwitz- und Pulsstraße an der Westseite des Schlossgartens. 1921 ist sie auf der Karte als Privatstraße benannt. Im Adressbuch 1920 ist sie vom Exercierplatz Mollwitzstraße zur Pulsstraße aufgenommen, erwähnenswert war das hier beheimatete Kaiserin Auguste-Victoria-Haus zur Bekämpfung d. Säuglingssterblichkeit i. Deutschen Reich. Der Vater des Namensgebers war der jüdische Kaufmann Salomon Philipp Frank, der in Klötze einen Gemischtwarenhandel betrieb. Die Umbenennung erfolgte 1938 nach Heubner, dem ersten ordentliche Professor für Kinderheilkunde. |
| Alter Fürstenbrunner Weg, Neuer Fürstenbrunner Weg     | um 1912       | 27. Jan. 1955 | ausgegliedert nach Westend                                               | Nach Norden führte der Fürstenbrunner Weg zum Fürstenbrunn, einer südlich der Straße liegenden historischen Quelle, die noch immer als Mineralwasserquelle dient. | |
| Friedrich-Karl-Platz                                   | 1887          | 30. März 1950 | →Klausenerplatz                                                          | Friedrich Karl Nikolaus (1828–1885), Prinz von Preußen | 1844 wurde hier ein Reitplatz gegenüber vom Schloss angelegt, der von der Gardes du Corps bis 1889 genutzt wurde. Der Platz wurde in Ehrung der militärischen Erfolge des Generalfeldmarschalls (und Generals der Kavallerie) in den Schlachten bei Düppel, Königgrätz und Vionville benannt. Die Umbenennung 1950 erfolgte im Rahmen mit weiteren teils gleichnamigen Straßen der Hohenzollernfamilie. Die Platzanlage war 1894 als begrünte Freifläche entstanden und wurde von Erwin Barth 1921/1922 zu einem Schmuckplatz und Stadtpark gestaltet. |
| Gartenufer                                             | 6. Nov. 1849  | 1. Apr. 1967  | →Müller-Breslau-Straße                                                   | mit dem Bau des Landwehrkanals lag dieser Weg auf der Seite des Zoologischen Gartens                                                                              | Das Ufer erstreckte sich von Charlottenburg entlang der Berliner Straße auf dem Gebiet von Tiergarten. Im Ortsteil Tiergarten wurde der Abschnitt zwischen S-Bahn und Lichtensteinallee am 28. April 1954 als öffentlicher Weg eingezogen und der östliche Teil erhielt am 1. Juli 1965 den Namen Lützowufer. Der westliche Teil in Charlottenburg an der Grenze zu Tiergarten (über die Berliner Straße nach Norden als Charlottenburger Ufer) erhielt 1967 den Namen Müller-Breslau-Straße. |
| Gatschkestraße                                         | 20. Mai 1937  | 31. Juli 1947 | →Loschmidtstraße                                                         | Herbert Gatschke (1906–1932), Metallarbeiter und Anhänger des Nationalsozialismus, der 1932 bei politischen Auseinandersetzungen starb                            | Die Straße zwischen dem alten Dorfkern von Lietzow und der Berliner Straße trug vor der Umbenennung den noch dem dörflichen Ursprung geschuldeten Namen Rosinenstraße, an der das sozialdemokratisch geprägte Volkshaus stand. Die Gatschkestraße ist 1943 zwischen Berliner Straße und Alt-Lietzow (Schmuckplatz) aufgeführt. Auf der Karte 1946 ist Harneckerstraße angegeben, ein Name, der 1947 nicht amtlich bestätigt wurde. |
| Gießplatz                                              | 27. Juni 1925 | um 1935       | →entfallen                                                               | Berliner Aktiengesellschaft für Eisengießerei und Maschinenbau | Der Platz G der Abt. V/2 des Bebauungsplans ist an der Franklin-, der damaligen Kohlrausch- und der Helmholtzstraße südlich vom Spreebogen (vormals die Lützschen Wiesen) vorgesehen und wurde 1925 benannt. Er war jedoch auch fünf Jahre später, 1930, wie auch die Kohlrauschstraße, nicht angelegt. Der Name entfiel zwischen April 1934 und 1935. Im Adressbuch 1933 ist der Gießplatz lediglich als Lagerplatz aufgeführt. Im Jahr 1936 ist er ohne Lageangaben nur noch ein Stichwort. |
| Große Allee                                            | um 1701       | nach 1800     | →Schloßstraße                                                            | Allee in der Schlosshauptachse | Mit dem Ausbau des Schlosses Lietzenburg zur Charlottenburg wurde nach Süden um 1701/1702 eine zu beiden Seiten bepflanzte Allee angelegt, auch Breite Straße genannt. 1824 ist dieser Verkehrsweg als Schloßstraße in der Karte aufgenommen. |
| Grüner Weg                                             | um 1800       | 30. Juli 1897 | →Windscheidstraße                                                        | führte ins Grünland | Der grüne Weg lag anfangs als Feldweg südlich vom Sophie-Charlotte-Platz in direkter Verlängerung der Schloßstraße. Mit zunehmender Bebauung Charlottenburgs und der Richtung zum Bahnhof, der 1882 als Endpunkt der Stadtbahn eröffnete, wurde der Weg im Bebauungsplan als Straße 15, Abt. V, ausgewiesen. Einige nach den Eigentümern benannte Wohnhäuser waren bereits errichtet. Nach der Festlegung von Parzellennummern und der umfangreichen Bautätigkeit vergab die Verwaltung den amtlichen Namen Windscheidstraße. |
| Grünstraße                                             | vor 1824      | 20. Mai 1937  | →Haubachstraße                                                           | führte zum Karpfenteich, an dem die Grünen Wiesen lagen | Die Straße zum Karpfenteich verlief anfangs zwischen der Kaiser-Friedrich- und Spreestraße, aber trassiert zur noch nicht benannten Hebbelstraße. 1905 kam die Trasse der Straße 12a nach Bebauungsplan zwischen Kaiser-Friedrich- und Hebbelstraße hinzu. Am 20. Mai 1937 wurde die Grünstraße in Kauffmannstraße umbenannt, wobei die Grundstücksnummerierung geändert wurde. |
| Gustav-Adolf-Platz                                     | 1897          | 30. März 1950 | →Mierendorffplatz                                                        | Gustav II. Adolf (1594–1632), König von Schweden | Der Platz A, Abt. VI des Bebauungsplans wurde beim Ausbau des Charlottenburger Stadtgebiets nördlich der Spree benannt. Er lag im Zuge der Kaiserin-Augusta-Allee und wurde 1898 erstmals im Adressbuch aufgeführt. |
| Gustloffstraße                                         | 15. Feb. 1936 | 31. Juli 1947 | →Dernburgstraße                                                          | Wilhelm Gustloff, Nationalsozialist und Landesgruppenleiter der NSDAP-Auslandsorganisation in der Schweiz                                                         | Die Straße und der anliegende Platz waren seit 1905 nach Dernburg benannt, wegen dessen jüdischer Herkunft erfolgte die Umbenennung von Straße und Platz nach Gustloff, der von dem jugoslawischen Staatsbürger David Frankfurter als Protest gegen die Judenverfolgungen im Dritten Reich erschossen wurde. Er wurde zum Märtyrer der NS-Bewegung erhoben und sein Leichnam nach Deutschland überführt und in Anwesenheit Hitlers am 12. Februar 1936 beigesetzt. Nach dem Zweiten Weltkrieg wurde diese Umbenennung rückgängig gemacht. Dabei wurde der Platz der Dernburgstraße zugeordnet. |
| Gutenbergplatz                                         | 1889          | 22. Okt. 1892 | →Breitscheidplatz                                                        | Johannes Gutenberg, Erfinder des modernen Buchdruckes mit beweglichen Metall-Lettern                                                                              | Der Platz in der Abteilung IV des Bebauungsplans wurde als Gutenbergplatz angelegt. Die Stadt Charlottenburg bezeichnete diesen Platz frühzeitig als Auguste-Victoria-Platz. Er erfuhr später weitere Umbenennungen. |
| Habsburger Ufer                                        | um 1892       | 15. März 1939 | →Goslarer Ufer                                                           | Habsburger, europäische Dynastie, der die deutschen Kaiser entstammten                                                                                            | 1872–1875 wurde der Charlottenburger Verbindungskanal erbaut, auf der Berlin-Karte von 1890 ist die Trasse am Westufer noch namenlos. Der Stadtplan Berlins von 1893 weist das Ufer namentlich südlich der Hamburger Eisenbahn (Ringbahn) aus. Jenseits der Ringbahn als Straße 12 liegt eine Trasse nach Plötzensee (Charlottenburg-Nord). Im Adressbuch 1900 ist das Habsburger Ufer aufgenommen, die Bebauung liegt zwischen Gaußstraße und Ringbahn, die rechte Seite liegt am Kanal, die Häuser gehören postalisch zu Moabit. |
| Harneckerstraße                                        | 1946 (Plan)   |               | stattdessen →Loschmidtstraße                                             | Walter Harnecker (1910–1935), in der Nazi-Zeit verfolgter Kommunist                                                                                               | |
| Havelstraße                                            | 1897          | 30. Mai 1950  | →Arcostraße                                                              | Havel, Fluss in Berlin | Die Straße 1b der Abt. V/2 des Bebauungsplans in der Nähe von Alt-Lietzow wurde als Parallelstraße der (Großen) Spreestraße mit der Neugestaltung von bebautem Gelände benannt. Im Adressbuch 1898 ist sie von der Lützower Straße abgehend als unbebaut ausgewiesen. In der Havelstraße befand sich eine Zufahrt zum Betriebshof Spreestraße der Berlin-Charlottenburger Straßenbahn, der von 1896 bis 1920 genutzt wurde. |
| Heinrich-von-Stephan-Straße                            | Mai 1945      | 31. Juli 1947 | →Dernburgstraße                                                          | Heinrich von Stephan (1831–1897), Generalpostdirektor | Die im Gebäude der Reichspostdirektion in der Gustloffstraße 50 ansässige „Abteilung Post- und Fernmeldewesen des Magistrats von Groß-Berlin“ wollte den NS-belasteten Namen nicht verwenden. Über zwei Jahre nutzte sie daher in ihren Schreiben und dem sonstigen Außenverkehr die Heinrich-von-Stephan-Straße 50 als Postanschrift, obwohl es keine diesbezügliche offizielle Umbenennung gab. Die auf den Generalpostdirektor des Deutschen Reichs, Organisator des deutschen Postwesens und Mitbegründer des Weltpostvereins zurückgehende Bezeichnung fand sich auch in den Adress- und Telefonbüchern. Erst am 31. Juli 1947 erfolgte die amtliche Rückbenennung in Dernburgstraße. |
| Hertzstraße                                            | 25. Mai 1902  | 16. Mai 1938  | →Kohlrauschstraße                                                        | Heinrich Hertz, Physiker | Die Straße 6a der Abt. V/2 des Bebauungsplans ist im Stadtplan Berlins von 1901 als unbenannte Trasse – Fraunhofer- zur Guerickestraße – eingetragen. Das Adressbuch Berlins von 1903 wies sie erstmals aus. Die nach dem Physiker Hertz, einem konvertierten Christen mit jüdischen Wurzeln, benannte Straße wurde in der NS-Zeit nach dem 1936 verstorbenen Physiker Kohlrausch umbenannt. Die vorher nach Kohlrausch benannte Straße 14 der Abteilung V/2 des Bebauungsplans war durch Baumaßnahmen Anfang der 1930er Jahre fortgefallen. |
| Jägerstraße                                            | vor 1824      | 30. März 1950 | →Wulfsheinstraße                                                         | Jägerhof am Schloss | König Friedrich I. in Preußen ließ an der Orangenstraße (später etwa Nithackstraße) im Jahre 1708 einen Jägerhof – eine größere Anlage mit Wohnhäusern für Jagdbedienstete, Hundezwingern, Stallungen, Lagerräumen für das Jagdzeug und Aufenthaltsmöglichkeiten für den Jagdherrn und seine Gäste – anlegen. Die zu Beginn des 19. Jahrhunderts entstandene Straße erhielt so den Namen. Im Rahmen der umfangreichen Umbenennungen im März 1950 wurde diese von der Schloßstraße abgehende Stadtstraße nach dem Charlottenburger Kommunalpolitiker Wulfshein benannt. |
| Kaiserstraße, Kaiserallee                              | 1874          | 16. März 1888 | →Rankestraße                                                             | Wilhelm I. (Deutsches Reich), deutscher Kaiser, König von Preußen                                                                                                 | Die Straße wurde von Carstenn zur Erschließung und Verbindung seiner Wilmersdorfer und Lichterfelder Güter 1872–1874 angelegt. 1874 verlief sie von Friedenau zur noch nicht benannten Wilmersdorfer Schaperstraße. Auf der Karte von 1877 liegt die Kaiserstraße namentlich durch Wilmersdorf nach Charlottenburg weiter zum Kurfürstendamm/ Tauentzienstraße. Nach dem Tod des Kaisers erfolgte am 16. März 1888 die Umbenennung in Kaiserallee. Bei dieser Gelegenheit wurde der zu Wilmersdorf und Charlottenburg gehörende nördliche Abschnitt abgetrennt und in Rankestraße benannt. |
| Kanalstraße, (bis um 1890 Canalstraße )                | vor 1824      | 30. März 1950 | →Thrasoltstraße                                                          | Abflusskanal des Karpfenteichs | Ursprünglich ließ König Friedrich I. im Jahr 1711 am südlichen Ende der Berliner Straße einen Karpfenteich angelegen, der im 19. Jahrhundert verlandete. Der Straßenname, zunächst Am Graben genannt, bezieht sich auf einen Abfluss des Karpfenteichs, der von der Kirchstraße zur Spreestraße verlief. Eine weitere Straße der Stadt Charlottenburg wurde in Plötzensee am Neuen Strafgefängnis nach dem Spandauer Schiffahrtskanal als Canalstraße benannt. Näheres zu dieser Kanalstraße ist unter dem Stichwort Grundelweg beschrieben. |
| Kauffmannstraße                                        | 20. Mai 1937  | 31. Juli 1947 | →Haubachstraße                                                           | Gerhard Kauffmann (1913–1934), Gärtner | Die Haubachstraße wurde auf Grund der jüdischen Herkunft von Haubach während der NS-Zeit nach Kauffmann benannt. Er war als Hitlerjunge bei einem politischen Zusammenstoß am 25. Februar 1932 schwer verletzt worden und starb am 28. September 1934 an den Folgen. Mit der Entnazifizierung in der Nachkriegszeit erfolgte die Benennung nach Haubach. |
| Kirchhofstraße                                         | vor 1824      | 20. Mai 1937  | →Warburgzeile                                                            | ehemaliger Luisen-Kirchhof | Der vorher seit 1720 Totengasse genannte Weg entstand mit der Besiedlung um das Schloss und führte zur Lützower Kirche und zu dem in der Nähe liegenden am Beginn des 18. Jahrhunderts angelegten Luisen-Kirchhof. Im Berliner Adressbuch des Jahres 1937 sind in dieser Straße unter anderem aufgeführt: eine kommunale Berufsschule für Metallarbeiter sowie das Postamt 1 mit Bezirkspflegegruppe des Postfuhramte und das Telegraphenbauamt Charlottenburgs. Der Kirchhof wurde wegen der Hygienebestimmungen der preußischen Landordnung 1815 geschlossen. Mitte des 19. Jahrhunderts befand sich in der Kirchhofstraße 2 und 3 das Kreis-Gericht, in 3 das Königl. Polizei-Amt und folgend das neuerbaute „Schulhaus für Knaben und Mädchen“. 1937 wurde diese Straße nunmehr in Großstadtlage in Ahéstraße umbenannt. Nach dem Ende der NS-Zeit erfolgte 1950 die Umbenennung nach dem Physiker Warburg (1846–1931). |
| Kirchplatz                                             | um 1858       | 30. März 1950 | →Gierkeplatz                                                             | Parochial- oder Stadtkirche am Platz | Im Plan Charlottenburgs von 1857 ist der Platz ohne Bezeichnung vermerkt und im Adressbuch Berlins von 1859 ist namentlich der Kirchplatz genannt. Auf Order von König Friedrich Wilhelm I. wurde in den Jahren 1712/1716 die barocke Parochial- oder Stadtkirche erbaut und 1823 durch Karl Friedrich Schinkel erweitert. Die Kirche erhielt zu Ehren der 1810 verstorbenen Königin Luise von Preußen den Namen Luisenkirche, eine Bürgervereinigung sorgte dafür, dass das Terrain um die Kirche eingezäunt wurde, damit der Rasen nicht ständig durch Fußgänger in Mitleidenschaft geriet. Der Hofgärtner Steiner vollendete 1831 die Gestaltung des Kirchplatzes. Im Zusammenhang mit den umfangreichen Umbenennungen in Charlottenburg im Jahr 1950 wurde einer der drei Kirchplätze in Groß-Berlin eindeutiger benannt. |
| Kirchstraße                                            | vor 1824      | 25. Mai 1902  | →Gierkezeile                                                             | Parochial- oder Stadtkirche, 1712–1716 erbaut | Bis vor 1824 hieß die Straße inoffiziell auch Brettergasse. In der Kirchstraße 2 befand sich Mitte des 19. Jahrhunderts das Schulhaus für Mädchen (das Schulhaus ür Knaben war dagegen in der Wilmersdorfer Straße 30 und ein neu erbautes Schulhaus für Knaben und Mädchen in der Kirchhofstraße 2). Im Stadtplan von 1893 ist die Kirchstraße zwischen Wallstraße über die Grünstraße zum Kirchplatz eingetragen, auf dem die Charlottenburger Stadtkirche (Parochialkirche) steht. Die Anbindung zur Berliner Straße ist ein schmaler Weg. Die südliche Verlängerung Straße Nr. 7 b, Abt. V des Bebauungsplans zur Spielhagenstraße (vorher: Straße 7a) wurde um 1902 in die Kirchstraße mit einbezogen. Mit der Stabilisierung der Berliner Verwaltung wurden die bei der Bildung von Groß-Berlin aus den eingegliederten Vororten gleichnamigen Straßen umbenannt. In Charlottenburg wurden Kirchstraße und -platz in Gierkezeile und -platz umbenannt. |
| Kleine Spreestraße                                     | um 1750       | um 1794       | →Wilmersdorfer Straße vor 1824                                           | Straße zur Spree | Die Straße befand sich parallel zu der Großen Spreestraße vom neu angelegten Charlottenburger Wohngebiet zur Spree. Der Richtung der Kleinen Spreestraße nach Süden entsprechend wurde sie Anfang des 19. Jahrhunderts in den Straßenzug der Wilmersdorfer Straße eingegliedert. Auf der Karte von 1893 erstreckt sich diese von der Ortsgrenze zu Deutsch-Wilmersdorf am Kurfürstendamm nach Norden zur Flora (Eosanderstraße). |
| Königsweg                                              | vor 1850      | 11. Dez. 1936 | →Wundtstraße                                                             | der von Potsdam zum Charlottenburger Schloß durch die Könige benutzte Weg                                                                                         | Im Stadtplan Berlins von 1874 war der Königsweg bereits namentlich auf Charlottenburger Gebiet bis zur Feldstraße eingezeichnet. Der Verlauf veränderte sich im Laufe der Jahrzehnte mehrere Male, bedingt vor allem durch den Bau der Ringbahn und der AVUS. Bis in Höhe Werkstattstraße (später Cordesstraße) hieß er einst Kronprinzessinnenweg. Nach 1918 wurde der Kronprinzessinnenweg bis zum Großen Stern in den Königsweg einbezogen. Ein Teil des Königsweges – vom Bahnhof Eichkamp bis zur Königin-Elisabeth-Straße – erhielt am 7. Juli 1936 den Namen Eichkampstraße. Der sich anschließende nordöstliche Teil des Königswegs bis zur Brücke über die Reichsbahn erhielt am gleichen Tag die Bezeichnung Messedamm. Am 11. Dezember 1936 wurde der Abschnitt zwischen Neuer Kantstraße und Knobelsdorffstraße in Wundtstraße umbenannt. |
| Königin-Luise-Straße                                   | um 1905       | 30. März 1950 | →Bonhoefferufer                                                          | Königin Luise (1776–1810), Gemahlin von König Friedrich Wilhelm III.                                                                                              | Die Straße am West-/Nordufer am spreeabwärts der Schloßbrücke war die spreenahe Fortsetzung des Tegeler Wegs. Die Straße 1, Abt. VI des Bebauungsplans ist erstmals im Adressbuch des Jahres 1906 ausgewiesen. Nach dem Adressbuch 1943 gibt es eine Königin-Luise-Straße in sechs Berliner Ortsteilen, so wurde die Charlottenburger Straße, die am Nordufer nach Osten geht, umbenannt. |
| Kronprinzessinnenweg                                   | nach 1882     | nach 1918     | →Königsweg                                                               | Kronprinzessin, in Preußen Gemahlin des Kronprinzen | Der älteste Teil der Straße wurde 1882 vom Kreis Teltow als Kreis-Chaussee angelegt, die seit 1901 als Kronprinzessinnenweg bezeichnet wurde. Der Weg ist die Verlängerung des Königswegs parallel zur AVUS. Der Verlauf des Kronprinzessinnenwegs veränderte sich im Laufe der Jahrzehnte durch den Bau der Automobilstraße. Er wurde zwischen 1918 und 1920 auf Charlottenburger Gebiet in den Königsweg einbezogen. Nach 1932 fiel er durch Veränderung der Bezirksgrenze auf Wilmersdorfer Gebiet fort. Der Kronprinzessinnenweg blieb nur in Wannsee und Nikolassee bestehen. |
| Kurfürstenallee                                        | um 1862       | 30. März 1950 | →Hertzallee                                                              | Kurfürsten durften den König wählen, hier Kurfürst Friedrich III.                                                                                                 | Eine Straße der Abt. V/1 des Bebauungsplans ist in der Trasse der Kurfürstenallee im Plan von 1849 ohne Namen enthalten und auf der Karte von 1862 namentlich als Churfürsten Allee eingezeichnet. Die Straße wurde als prachtvolle, mit Linden bepflanzte Allee angelegt. Sie führte vom Zoologischen Garten bis zum Knie und ist heute auf dem Campus der TU noch vorhanden. Die Benennung steht wohl auch im Begriff des Großen Kurfürsten mit der Geschichte Preußens im Heiligen Römischen Reich Deutscher Nation. Nach Otto A. Borchert wurde die Straße nach dem Kurfürsten Friedrich III. benannt. Nach 1695 reiste dieser gelegentlich den Weg über den Tiergarten hinaus zum Dorf Lietzow, dem späteren Charlottenburg. Veranlasst war dies durch die Vorliebe seiner Gemahlin für die Gegend bei Lietzow. Ab 1696 begannen die Planungen für eine Sommerresidenz als Grundlage des Schlosses Charlottenburg. Die Kurfürstenallee ist die direkte Verlängerung der Berliner Straße über das (Am) Knie nach Südost. |
| Kurfürstenstraße                                       | 1. Sep. 1863  | 5. Feb. 1965  | →entfallen (für Charlottenburg)                                          | Kurfürst, hier wohl der Große Kurfürst | Der Verlauf der Straße in Charlottenburg wurde 1965 geändert, die Straße besteht noch im Bezirk Mitte (Tiergarten). Bis zu ihrer Benennung 1863 hieß die Kurfürstenstraße Mühlenstraße oder Mühlenweg. Der östliche Straßenteil der Teltower Straße zwischen Potsdamer und Dennewitzstraße erhielt am 19. März 1869 ebenfalls den Namen Kurfürstenstraße, sodass die ganze Straßenstrecke vom Zoologischen Garten zum Eisenbahngelände verlief. Der Charlottenburger Abschnitt zwischen Nürnberger Straße (Charlottenburg) und Budapester Straße (Tiergarten) wurde 1965 in Budapester Straße umbenannt. Der Name Kurfürstenstraße fiel für Charlottenburg fort. |
| Küstriner Straße                                       | um 1892       | 30. März 1950 | →Damaschkestraße                                                         | Küstrin | Die Straße liegt zunächst auf Wilmersdorfer Gelände an der Grenze zu Charlottenburg zwischen Heilbronner Straße und Lehniner Platz. In der Trasse ist im Bebauungsplan eine Straße der Abt. V (Charlottenburg) und in Wilmersdorf die Straße 19b angegeben, das Wilmersdorfer Gebiet ist 1907 bebaut und für Charlottenburg (südlich der Bahnlinie) erst projektiert, die Straße ist hier um 1900 angegeben. Um 1930 wechselt das Straßenland auf die Charlottenburger Seite. |
| Lessingstraße                                          | um 1884       | 13. Apr. 1885 | →Herderstraße                                                            | Lessing | Eine Lessingstraße ist auf der Karte von 1884 namentlich eingezeichnet und verlief von der Goethe- zur Schillerstraße, in der Trasse der 1885 benannten Herderstraße. |
| Lützower Weg                                           | nach 1767     | 1865          | →Hardenbergstraße                                                        | Lützow, 1719 nach Charlottenburg eingemeindetes Dorf | Das Dorf Lietzow wurde durch eine Verfügung Friedrich Wilhelms I. vom 7. November 1719 nach Charlottenburg eingemeindet. Der zunächst unbefestigte Weg zum (Am) Knie aus Richtung Wilmersdorf ist im Stadtplan Berlins von 1860 noch namentlich eingezeichnet. Mit der zunehmenden Bedeutung des Stadtgebiets um die Tauentzienstraße erfolgte die Benennung der Trasse nach dem preußischen Staatsmann Karl August von Hardenberg (1750–1822). |
| Lützower Straße                                        | vor 1824      | 18. Okt. 1937 | →Alt-Lietzow                                                             | Lützow, 1719 nach Charlottenburg eingemeindetes Dorf | Die Straße liegt von der Berliner Straße zum Dorf Lietzow, das durch eine Verfügung Friedrich Wilhelms I. vom 7. November 1719 mit Charlottenburg vereinigt wurde. Auf der Karte von 1824 ist diese (verlängerte) Dorfstraße von Lietzow namentlich als Lützower Straße eingezeichnet. Im Adressbuch Berlins von 1859 wurde sie ebenfalls ausgewiesen. 1896 wurde sie als Lietzower Straße bezeichnet. Im Adressbuch Berlins von 1859 wurde die Straße Lützow im Ortskern ausgewiesen und erhielt zwischen 1825 und 1858 ihren Namen. Auf der Karte 1926 findet sich die Lützower Straße und der Lützowplatz um die Kirche und 1893 in gleicher Lage die Lietzower Straße. 1937 wurde die Straße, wie in anderen Ortsteilen von Groß-Berlins, durch das Präfix „Alt-“ zum vormaligen Dorfnamen benannt. Im Adressbuch 1936 findet sich Lützow zwischen Röntgen- und Lützower Straße und die Lützower Straße Alt-Lietzow liegt 1943 zwischen Richard-Wagner-Platz (Berliner /Spreestraße) und Gerickestraße (Röntgen- /Gatschkestraße). |
| Magazinstraße                                          | um 1802       | 30. März 1950 | →Neufertstraße                                                           | Magazin | In der Magazinstraße 1 befand sich zu Beginn des 19. Jahrhunderts das Fourage-Lager des Regiments Gardes-du-Corps. Magazinstraßen gab es mehrere im Berliner Straßenraum, weswegen 1950 Umbenennungen erfolgten. |
| Maikowskistraße                                        | 2. Aug. 1933  | 31. Juli 1947 | →Zillestraße                                                             | Hans Eberhard Maikowski, Anhänger der NS-Bewegung | Die seit Beginn des 18. Jahrhunderts östlich ab der Schloßstraße vorhandene Wallstraße wurde nach tätlichen Auseinandersetzungen vor dem Haus 24 umbenannt. Nach einem Aufmarsch am 30. Januar 1933 anlässlich der Ernennung Hitlers zum Reichskanzler marschierte der Charlottenburger „SA-Sturm 33“ durch „Klein Wedding“, ein Charlottenburger Arbeiterviertel um die Wallstraße. Dabei kam es zu einer Schießerei, die zwei Todesopfer forderte, neben Maikowski den Polizei-Oberwachtmeister Zauritz. Die NS-Behörden nahmen dies zum Anlass, in jener Gegend wiederholt umfangreiche Razzien gegen listenmäßig aufgeführte Sozialdemokraten, Kommunisten und Gewerkschafter durchzuführen. Mit der Entnazifizierung wurde die Straße 1947 in Zillestraße benannt. |
| Martinikenfelde                                        | 1848          | 22. Mai 1877  | →Kaiserin-Augusta-Allee                                                  | Vorwerk des Schankwirts Martinike (zum „…ike“) | 1848 wurde etwa im Zuge des alten Spandauer Heerwegs eine Chaussee zwischen Moabit und Charlottenburg durch das Vorwerk Martinikenfelde angelegt. Im Adressbuch Berlins von 1859 ist die postalische Anschrift „Auf dem Martiniquenfelde“ ausgewiesen, die Schreibung ist zudem uneinheitlich, sowohl mit iken, icken als auch iquen. Um 1710 siedelte sich in jenem Gebiet ein Franzose namens Martin an. Er errichtete in dem vormaligen Staketensetzerhaus im „Hinteren Tiergarten“ eine Schankwirtschaft (Martinikenfelde), das Gehöft gelangte danach an den Gutsbesitzer Christian Beussel, und mit der allgemeinen Bebauung wurde das Gasthaus 1910 abgerissen. |
| Mühlenweg Mühlenstraße                                 | um 1750       | 11. Aug. 1867 | →Bismarckstraße (1871)                                                   | zahlreiche Mühlen | Auf Charlottenburger Gebiet gab es (wenigstens) zwei Mühlenwege, mit deren Ausbau als Mühlenstraße benannt. Einerseits lag ein Mühlenweg in der Trasse der heutigen Bismarckstraße, der andere im Zuge der Kurfürstenstraße. „Als die Charlottenburger ihr Mehl nicht mehr in den umliegenden Dörfern mahlen lassen wollten, errichteten sie eigene Mühlen.“ Zwischen 1824 und 1861 wurden in Charlottenburg viele Mühlen gebaut. Auf dem Charlottenburger Feld wohnten vier Müller. Schon auf der Karte von Charlottenburg aus dem Jahr 1767 ist eine Mühle (zu Lietzow) nördlich der späteren Berliner Straße eingezeichnet. Bis 1828 lief in der Trasse der Bismarckstraße der Mühlenweg, der ausgebaut Mühlenstraße hieß. Im Stadtplan Berlins von 1874 ist die Verlängerte Bismarckstraße zwischen Kaiser-Friedrich-Straße und Schloßallee namentlich eingezeichnet. Sie wurde nach 1893 in die Bismarckstraße einbezogen. Eine andere Mühlenstraße lag zum kürzeren Abschnitt in Charlottenburg nach Südosten und hieß seit Ende des 17. Jahrhunderts Mühlenweg nach einer im Jahre 1684 erbauten Wind-Sägemühle. Mit dem Ausbau wurde ab 1. September 1863 Mühlenstraße bevorzugt. Vor dem Bau der Eisenbahn führte sie durchgehend von der Belle-Alliance-Straße (Mehringdamm) zum Kurfürstendamm. Durch den Bau des Anhalter Bahnhofs wurde die Mühlenstraße unterbrochen. Der Abschnitt östlich der Potsdamer Straße und der Kreuzberger Abschnitt erhielten am 25. März 1862 den Namen Teltower Straße. Am 1. September 1863 wurde der Teil der Mühlenstraße zwischen Kurfürstendamm zur Potsdamer Straße in Kurfürstenstraße benannt und ein westlicher Abschnitt der Teltower Straße kam zur Kurfürstenstraße. Mit dem Ausbau der City-West ging für Charlottenburg durch die geänderte Trasse die Bezeichnung verloren, am 5. Februar 1965 wurde die Trasse in die Budapester Straße einbezogen. Die Kurfürstenstraße besteht noch in Schöneberg und Tiergarten. |
| Neue Straße                                            | nach 1877     | vor 1890      | Trasse der Lietzenburger Straße                                          | neu angelegte Straße | Die Neue Straße ist auf der Karte von 1884 zwischen Kaiserstraße und Am Birkenwäldchen (ab 1886 auf Wilmersdorfer Gebiet Nürnberger Straße) eingezeichnet, im Stadtplan Berlins von 1877 war ihre Trasse ohne Bezeichnung eingetragen. |
| Orangenstraße                                          | vor 1824      | 1905          | →Nithackstraße                                                           | oranische Erbschaft oder das Orangenhaus, das ab 1767 am Ende dieser Straße stand.                                                                                | Namensgeber war möglicherweise das Orangenhaus, die Orangerie lag im Westflügel des Schlosses und erhielt erst 1767 diesen Namen. Oranien, frz. Orange, war das ehemalige französische Fürstentum mit der Hauptstadt Orange im Département Vaucluse. Die Orangenstraße lag zwischen Spandauer Straße (Spandauer Damm) und Scharrenstraße, sie ist 1767 noch nicht, auf der Karte von 1824 dann namentlich vorhanden. Im „Nachweiser für die Berliner Straßen“ vom Oktober 1905 ist sie nicht mehr aufgeführt. Im Adressbuch 1905 ist die Orangenstraße mit den Wohnhäusern 1–4 von Stallstraße über Jägerstraße zur Scharrenstraße und mit 5–12 zum Luisenplatz notiert. Im Adressbuch 1906 ist stattdessen die Fritschestraße bis zur Spandauer Straße eingezeichnet, vom Park an der Hebbelstraße (dem späteren Schustehruspark) unterbrochen. Auf der Karte 1921 ist schließlich die Oranienstraße nördlich vom Schustehruspark aufgeführt. |
| Oranienstraße                                          | um 1907       | 30. März 1950 | →Nithackstraße                                                           | oranische Erbschaft | Die oranische Erbschaft Friedrichs I., weshalb er sich seitdem Prinz von Oranien nannte, könnte der Anlass für eine Neubenennung 1906 der Orangenstraße gewesen sein. Auf der Karte von 1904 war die Straße noch als Orangenstraße eingezeichnet. Verschiedene Charlottenburger Bauprojekte der guten Lage in Schlossnähe mögen wohl Ursache sein, dass die Fritschestraße, vom Park an der Hebbelstraße unterbrochen, bis zur Spandauer Straße eingezeichnet ist. Im Adressbuch 1907 ist die Fritschestraße in dieser Trasse zwischen Luisenplatz, Stallstraße und Kantstraße (zwischen 47 und 48) aufgeführt. Im Weiteren hat sich nach Adressbuch 1908 für den Abschnitt nördlich vom Park Oranienstraße durchgesetzt, bevor die Umbenennung von 1950 nach dem Schriftsteller Nithack erfolgte. |
| Potsdamer Straße                                       | vor 1824      | 30. März 1950 | →Seelingstraße                                                           | Potsdam | Dieser anfangs unbefestigte Weg war ein Teil des im 18. Jahrhundert bestehenden Wegs nach Südwest durch das „Charlottenburgsche Feldt“ nach Potsdam, ergänzt vom Spandauer Weg nach Nordwest von der Schloßstraße ab. Er erhielt mit der Bebauung um die Schloßstraße in der Stadt Charlottenburg seinen Namen. Im Jahr 1906 wurde sie verkürzt. 1950 gehörte sie zu jenen Straßennamen, die es in Berlin seit der Bildung von Groß-Berlin, mehrfach gab und deshalb nach dem Charlottenburger Stadtbaurat Heinrich Seeling umbenannt wurden. |
| Priesterweg                                            | vor 1830      | vor 1857      | Leibnizstraße seit 1869 unter diesem Namen                               | Weg der Wilmersdorfer Priester zur Filialkirche im Dorf Lietzen                                                                                                   | 1830 ist der Priesterweg in der Trasse der heutigen Leibnizstraße von der Berliner Straße bis in den damaligen Verlauf des „Churfürstendamms“ namentlich eingetragen. Dieser Weg lag nach Wilmersdorf in der Achse Leibniz-/ Konstanzer/ Brandenburgische Straße zwischen Wilmersdorf und Lietzow. Im Wohnungsanzeiger 1865 fehlt der Priesterweg, in der Karte 1857 ist die Trasse namenlos. Die Fortsetzung zur Kirche war die Kirchhofgasse (-straße). 1870 ist im Allgemeinen Wohnungsanzeiger die Leibnitzstraße aufgeführt. |
| Querweg                                                | nach 1705     | um 1719       | → Brauhofstraße                                                          | Querverbindung | Die Straße wurde mit dem Bau des Schlosses als Querverbindung seitab der (späteren) Berliner Straße zum Dorf Lützo hin so genannt. Allerdings bekam sie bald einen ortsbezogenen Namen nach der 1719 eingerichteten Brauerei. |
| Reisstraße                                             | 25. Mai 1902  | 11. März 1937 | →Lüdtgeweg                                                               | Philipp Reis (1834–1874), Physiker und Erfinder | Auf der Karte von 1906 führt die Straße vom Spreeufer am Siemenssteg zum Lützow (Alt-Lietzow) und endete dort. Im Stadtplan Berlins von 1901 war die Trasse der Reisstraße als Straße 1a, Abt. V des Bebauungsplans eingezeichnet. Im Adressbuch von 1905 ist sie mit Steinplatz und Feuerwehrdepot unbewohnt aufgeführt. 1936 ist im Adressbuch eine weitere Reisstraße für Siemensstadt eingetragen die bedeutender ausgebaut ist. Dies war wohl 1937 der Grund der Umbenennung bei einer umfangreichen Namensneuvergabe. |
| Reitplatz                                              | nach 1857     | 1887          | →Klausenerplatz                                                          | Reitplatz der Charlottenburger Schwadronen des Gardekavallerie-Regiments Gardes du Corps                                                                          | Auf der Karte von 1857 war der Platz direkt gegenüber der Kgl. Wache nicht benannt eingezeichnet, 1874 war er namentlich eingetragen. Der Platz führt direkt in die Gardes-du-Corps-Straße, die die Kavallerie zum Übungsplatz hin benutzte. Im Jahr 1887 erhielt der Platz nach dem Feldherrn Prinz Friedrich Karl auf Grund der militärischen Erfolge seinen Namen. |
| Rosinenstraße                                          | um 1824       | 1937          | →Loschmidtstraße                                                         | Rosinen: hier Umschreibung für die Hinterlassenschaften von Schafen und Ziegen sein, die entlang dieser Straße getrieben wurden.                                  | Die Straße befand sich vom Dorfanger von Lützow nach Südosten an die Berliner Straße. Mit der gegenüberliegenden Wallstraße belegt sie die geplante, aber nicht ausgeführte Accise-Mauer für Charlottenburg. Der dem dörflichen verbundene Straßenname wurde 1937 (bis 1947) durch Gatschkestraße ersetzt. Mitte des 19. Jahrhunderts befindet sich in der Rosinenstraße Nr. 12 ein Krankenhaus. |
| Scharrenstraße                                         | vor 1824      | 30. März 1950 | Scharren, fahrbare Verkaufsstände der Bäcker und Fleischer auf dem Markt | →Schustehrusstraße | Sie verlief zwischen dem damaligen Wilhelmplatz und der Schloßstraße. In der Scharrenstraße 32 befand sich das Waisenhaus Luisen-Andenken. Auf der Karte von 1824 ist die Scharrenstraße bereits namentlich eingezeichnet und im Adressbuch Berlins von 1859 ist sie als Scharrnstraße ausgewiesen. |
| Scheunenweg                                            | nach 1719     | vor 1857      | →Nehringstraße                                                           | Scheunen an diesem Weg | Auf dem Weg westlich der späteren Schloßstraße kamen die Charlottenburger Ackerbürger bis nach 1884 zu ihren Scheunen am Charlottenburger Feld. Auf der Karte von 1874 sind die Scheunen noch eingetragen. 1884 brannten einige davon ab, und die Ackerbürger verkauften die restlichen Scheunen. |
| Schützenweg                                            | nach 1859     | 25. Apr. 1885 | →Sophie-Charlotten-Straße                                                | 1850 war in dieser Straße ein neues Schützenhaus entstanden | Der Weg bildete die südliche Fortsetzung des Fürstenbrunner Wegs (in ursprünglicher Führung) zum Königsweg, somit vom Neuen Schützenhaus (Kaiserdamm/ Riehlstraße) nach Norden zur Straße von Spandau (Spandauer Damm). Auf der Karte von 1857 war der unbenannte Weg eingezeichnet, und im Adressbuch 1960 ist er erstmals ausgewiesen. |
| Sophienstraße →Bellstraße                              | 1845          | 30. März 1950 | →entwidmet                                                               | Magdalena Sophie March (1808–1889), Unternehmersgattin von March, dem Besitzer der anliegenden Tonwarenfabrik                                                     | Die Sophienstraße lag parallel zur Marchstraße zwischen Berliner Straße und Charlottenburger Ufer und entstand auf dem Gebiet von Thiergartenfeld. Nach dem Brauch des 19. Jahrhunderts wurde die Straße nach dem Vornamen der Ehefrau von Ernst March, der 1836 die Charlottenburger Tonwarenfabrik gründete, benannt. Sophie March wohnte (1859) Tiergartenfeld 1. Noch 1943 ist sie als Sophienstraße benannt. 1950 wurde sie wegen der Mehrfachnamen in Berlin in Bellstraße umbenannt. Durch den Bau von Institutsgebäuden der TU Berlin wurde die Bellstraße überbaut und die Straße am 14. Februar 1963 entwidmet. Die Trasse zwischen der Straße des 17. Juni und dem Einsteinufer ist im Nordcampus der TU noch erkennbar. |
| Spandauer Berg                                         | vor 1858      | 30. März 1950 | →Spandauer Damm                                                          | „Spandauer Berg“: Erhöhung an der Spandauer Spitze, Ausläufer der Murellenberge                                                                                   | Bereits im Adressbuch von Charlottenburg 1859 ist am Spandauer Berg als postalische Adresse vermerkt. Unter der Bezeichnung Spandauer Berg führte die Straße von der Sophie-Charlotten-Straße zum Spandauer Bock. Dabei sind die Adressbezeichnungen Spandauerberg, Spandower Berg und auch am Spandauer Berg nebeneinander in Gebrauch. Mit der Herausbildung der Villenkolonie in Westend etwa ab 1900 verläuft sie nur noch bis zur Ahornallee und wird im (benannten Abschnitt) der Spandauer Chaussee fortgesetzt. Für 1899 sind im Adressbuch Spandauer Berg, Spandauer Bock und Spandauer Straße eingetragen. Mit der Brücke über die Bahnlinie (Spandauer Damm-Brücke) gehört der historisch benannte Straßenzug im östlichen Abschnitt bis Sophie-Charlotten-Straße zum (jetzigen) Ortsteil Charlottenburg und im Westabschnitt zu Westend. |
| Spandauer Chaussee                                     | nach 1857     | 30. März 1950 | →Spandauer Damm                                                          | Spandau, Richtung | In den Jahren 1820 bis 1822 wurde die Kunststraße Spandau-Hamburg über die Höhen der Teltowplatte gebaut, die den Spandauer Heerweg (nördlich der Spree) durch die Spreeniederung ersetzte. Auf der Karte von Charlottenburg aus dem Jahre 1857 war der Straßenzug mit dem Namen Straße von Spandau versehen, wie der gesamte Straßenzug von Spandau bis zur damaligen Berliner Straße. Vor dem Ausbau von Westend 1870 wird Spandauer Chaussee und Spandauer Berg weniger scharf unterschieden. Auf der Karte von 1884 war diese von Spandau kommende Chaussee nur bis in Höhe Soorstraße eingezeichnet. Dort begann ostwärts der Abschnitt Spandauer Berg und nach Westen in Spandauer Richtung lief die Spandauer Chaussee. Das Adressbuch Berlins von 1901 wies die Spandauer Chaussee erstmals aus, unter anderem mit dem Wirtshaus zur Roßtrappe, dem Restaurant Fürstensaal, dem Depot der Berlin-Charlottenburger Straßenbahn, der Spandauer Bergbrauerei, dem Schloß Ruhwald sowie dem Grundstück der Berliner Wasserwerke. mit Bebauung aus, Spandauer Berg entsprechend verkürzt. Jedoch ist 1860 Spandauer Chaussee für die Brauerei der Spandauer Spitze als Adresse genannt. |
| Spandauer Heerweg                                      | 13. Jhd.      | 1848          | neu trassiert                                                            | Die 1232 gebildete Stadt Spandau ist östlicher Nachbarort Charlottenburgs                                                                                         | Es war der älteste Weg der von Spandau über den Nonnendamm durch Moabit nach Berlin führte. Erst Friedrich I. ließ 1712/1713 einen neuen und kürzeren Weg anlegen. Die Straße wurde um 1848 als Chaussee ausgebaut. Das führte zu neuen Benennungen in dieser Trasse, so wurden im östlicheren Moabit Birkenallee und Moabiter Chaussee 1875 zu Alt-Moabit benannt. In Charlottenburg wurde auf der Trasse des Spandauer Heerweg um Martinikenfelde ein Abschnitt nördlich der Kaiserin-Augusta-Allee eingerichtet. |
| Spandauer Straße Straße von Spandau                    | nach 1777     | 30. März 1950 | →Spandauer Damm                                                          | bis 1920 eigenständige Stadt Spandau westlich von Charlottenburg                                                                                                  | In den Jahren 1820 bis 1822 wurde die „Kunststraße Spandau-Hamburg“ gebaut und der Charlottenburger Straßenzug wurde zur Straße von Spandau, vor 1777 lag hier der Spandauer Weg. 1857 ist diese Straße von Spandau zur Berliner Straße eingezeichnet. Vor 1884 wurde der Teil am Schloss nach den Zielorten in Spandauer Straße benannt, im Osten die Berliner Straße. Der Anstieg des Spandauer Berg führte weiter an Westend entlang und der zur Spandauer Stadtgrenze führende Abschnitt wurde Spandauer Chaussee genannt. |
| Spreestraße                                            | vor 1824      | 30. März 1950 | →Richard-Wagner-Straße →Wintersteinstraße                                | Straße zum Spreeufer | Im 18. Jahrhundert bis um 1820 hieß sie Große Spreestraße, wodurch sie von der parallelen Kleinen Spreestraße unterschieden wurde. 1893 ist die Spreestraße zwischen Ufer- und Wallstraße eingezeichnet. In den Jahren 1856 bis 1876 diente die Spreestraße als Pferdemarkt. Bis zum Jahr 1900 entstanden hier zahlreiche Mietwohnhäuser teilweise auch mit Hinterhöfen. Mit dem Ausbau der am Nordufer gelegenen Charlottenburger Viertel folgte um 1900 die Caprivibrücke. 1934 wurde zunächst der Abschnitt südlich der Berliner Straße ausgegliedert und nach Richard Wagner benannt. Im Jahre 1934 gab es sechs Spreestraßen in Groß-Berlin. Auf der Karte aus dem Jahre 1946 ist der verbliebene nördliche Abschnitt als Schleicherstraße bezeichnet, dieser Name wurde amtlich nicht bestätigt, sondern 1950 wurde sie in Wintersteinstraße umbenannt. |
| Thiergartenfeld                                        | vor 1859      | vor 1874      | →Charlottenburger Ufer                                                   | Großer Tiergarten, Park in Berlin, entstand aus einem Spreeauenwald                                                                                               | Auf der Karte von 1857 ist Thiergartenfeld am Ufer der Spree eingezeichnet. Der Tiergarten entstand aus einem Spreeauenwald und Mitte des 19. Jahrhunderts begann von Charlottenburg her die Nutzung der Fläche. Thiergartenfeld ist im Jahr 1859 auf das Gelände am östlichen Abschnitt des späteren Charlottenburger Ufers bezogen. Das Präfix „-feld“ findet sich zudem bei Lützowerfeld, Martinikenfeld und Charlottenburgerfeld. Im Zeitraum 1875 bis 1885 wurde als weitere Adresse Thiergartenmühle verwendet. Die Grundstücke Lützowerfeld liegen zwischen Thiergartenfeld und dem Dorf, des Charlottenburger Felds im Westen der Ortslage an der Schloßstraße. Die Tonwarenfabrik von Ernst March besaß um 1859 die Adresse Thiergartenfeld 1. 1870 ist neben Charlottenburger Ufer mit der Gasanstalt noch die Adresse Thiergartenfeld 1 des Schiffsbaumeisters Sange, zudem Thiergartenmühle (am Thiergarten) eingetragen. 1875 ist Thiergartenfeld nicht mehr im Wohnungsanzeiger enthalten, nur noch Thiergartenmühle. Neben dem Charlottenburger Ufer (Einsteinufer) sind Sophienstraße und Weg zur Ölmühle Folgetrassen. |
| Triftstraße                                            | vor 1860      | ?             |                                                                          | Trift, auf der die Lützower Bauern oder die Charlottenburger Ackerbauern das Vieh auf die Weide trieben                                                           | Im Adressbuch 1860 findet sich die Triftstraße als Adresse eines J. Giering (oder Göring) mit dem Hinweis: pens. Prinzlicher Hausdiener, Triftstraße im Schulze’schen Haus |
| Totengasse                                             | um 1720       | vor 1824      | →Kirchhofstraße                                                          | Weg zum Kirchhof | Es war der Zugang zur Lützower Kirche und deren Kirchhof. Die Benennung bestand wohl alternativ zu, bzw. vor Kirchhofgasse. Das Preußische Landrecht schrieb in § 184 vor, dass Leichen nicht innerhalb bebauter Flächen bestattet werden dürfen. Die Bestattung für die Bewohner Lützows wurde mit dem Anwachsen der Anzahl der Charlottenburger auf einen Friedhof verlegt. |
| Treidelweg Treideldamm                                 | nach 1890     | um 1940       | →gelöscht (als Straßenname)                                              | Treidelweg entlang der Spree | Die Wasserfahrzeuge (Spreekähne) wurden vor Aufkommen der Motorkraft auf den Treidelwegen mit Seilen flussaufwärts geschleppt, also getreidelt. Der Treideldamm ist als Uferstraße auf der Karte von 1893 eingezeichnet, in der Lage der vormaligen Lützschen Wiesen mag er wohl als erhöhter Uferweg ausgebildet gewesen sein. Die Straße erhielt im Bebauungsplan die Nummer 10, Abt. V/2. Auf der Karte von 1901 ist die Trasse ohne Bezeichnung entlang des Spreebogens eingezeichnet. Ein Teil der Straße 10v (Abt. V/2 des Bebauungsplanes) hieß nach 1925 zwischen der Helmholtzstraße (an der Gotzkowskybrücke) und der Pascalstraße Treidelweg und der Nachweiser für die Berliner Straßen vom September 1925 wies ihn bereits aus. Im Stadtplan Berlins von 1943 wurde der Treidelweg noch namentlich ausgewiesen, auf der Karte von 1940 ist er nicht mehr eingezeichnet. Nach 1952 wurde der Name noch einmal aufgenommen, auf der Karte von 1955 ist er namentlich eingezeichnet. Nunmehr hat er seine Bedeutung als grünen Hauptweg 01 (Spreeweg) und weniger als eine bebaute Straße. Auch wurde das Gebiet im Spreebogen spät bebaut. |
| Uferstraße                                             | vor 1890      | nach 1895     | → Charlottenburger Ufer                                                  | am Ufer der Spree entlang | Der Teil des südlichen Spreeufers (vor Lützow) trägt auf der Karte von 1890 diesen Namen. Im Adressbuch 1890 ist die Straße mit einem Grundstück verzeichnet, in der Karte von 1893 ist sie zwischen Spreestraße und der Schloßbrücke vor dem Florapark aufgenommen. Die Straße wurde in das Charlottenburger Ufer einbezogen. |
| Umschweif                                              | um 1710       | um 1830       | → Ernst-Reuter-Platz                                                     | Platz mit sechs zusammentreffenden Straßen | Umschweif war die im Alltag geprägte Bezeichnung dieser Stelle, später des Platzes auf dem Weg zwischen Berlin und Charlottenburg. Mit dem Ausbau der Berliner Straße übernahm deren Knick später die Bezeichnung für den Platz als Am Knie nach seiner Trassenform. |
| Verlängerte Bismarckstraße                             | vor 1870      | nach 1875     | →Bismarckstraße                                                          | Otto von Bismarck, nach dem 1871 bereits die Bismarckstraße benannt wurde                                                                                         | Auf der Karte 1874 ist die Verlängerte Bismarckstraße zwischen Kaiser-Friedrich-Straße und Schloßallee namentlich eingezeichnet, 1893 ist die Bismarckstraße bis zur Schloßstraße (Sophie-Charlotte-Platz) eingezeichnet. Zuvor bestand in der Trasse die Mühlenstraße, die ursprünglich zum Charlottenburger Feld gehörte. Im Adressbuch 1870 ist die Bismarckstraße allerdings mit 1–127 (fortlaufend) nummeriert, die Verl. Bismarckstraße ist nicht gesondert eingetragen. |
| Wallstraße                                             | um 1720       | 2. Aug. 1933  | →Zillestraße                                                             | Wall, der im 18. Jhd. bei der Anlage eines Karpfenteichs aufgeschüttet wurde                                                                                      | König Friedrich I. in Preußen hatte 1711 südlich der späteren Schloßallee einen Pfuhl zu einem Karpfenteich umgestalten lassen. Dieser war mit der Spree durch einen Graben verbunden, (im Grünzug der Hebbelstraße). Im Jahr 1933 benannte die NS-Verwaltung die Straße in Maikowskistraße um. |
| Warburgstraße                                          | 13. Juni 1925 | 16. Mai 1938  | →überbaut, neu trassiert                                                 | Emil Warburg (1846–1931), Physiker | Straße 10b und Straße 10a der Abt. V/2 des Bebauungsplans wurden mit einem Projekt im Spreebogen (ehemals Lützower Wiesen) benannt, die Trasse findet sich bereits 1907. Die Warburgstraße führte zunächst über die Morsestraße und verband im Folgenden südlich der Spree die Gotzkowsky- und die (wohl nicht gebaute) Seelingbrücke. 1938 wurde die nach Warburg benannte Straße auf Grund dessen jüdischer Herkunft in Arrheniusweg umbenannt und um 1940 ist die Anbindung zur Spree durch Querbebauung verkürzt. Die Trasse wurde später überbaut und geändert. Im Adressbuch 1927 ist die Warburgstraße zum Verwaltungsbezirk Charlottenburg und dem Postbezirk NW 87 zugeordnet und deshalb unter Berlin zwischen Pascalstraße und Spree aufgeführt. Für 1938 mit nahezu gleicher Grundstücksbelegung sind Gotzkowskybrücke und Helmholtzstraße zur Spree angegeben. und ein Jahr später lautet der Eintrag im Adressbuch Warburgstraße siehe Arrheniusstraße. |
| Weg nach dem Fasanerie-Garten                          | um 1755       | nach 1767     | →Hardenbergstraße (seit 1865 in der Trasse)                              | 1755 wurde der königliche „Fasanerie-Garten und Gehege“ angelegt                                                                                                  | 1841 wurde die Fasanerie nach Potsdam verlegt, an ihrer Stelle wurde der Zoologische Garten angelegt. 1767 ist der Weg nach dem Fasanerie-Garten namentlich von der Kreuzung Am Knie südwärts zur Fasanerie unter diesem Namen eingezeichnet. |
| Weg nach Potsdam                                       | vor 1767      | vor 1824      | →Potsdamer Straße                                                        | Potsdam, Hauptstadt des Bundeslandes Brandenburg | Auf der Karte von 1767 war die spätere Potsdamer Straße als Weg nach Potsdam eingezeichnet. Die Trasse wurde in die Bebauungspläne Charlottenburgs einbezogen und 1950 nach dem Stadtbaurat Seeling benannt. |
| Weg nach Spandau                                       | vor 1767      | vor 1884      | →Spandauer Damm                                                          | Potsdam, Hauptstadt des Bundeslandes Brandenburg. | Zu Beginn der 1820er Jahre erfolgte der Bau der Chaussee zwischen Spandau und Charlottenburg über die Teltowplatte. Zuvor war von Charlottenburg aus die Verbindung nach Spandau über den Spandauer Heerweg nötig. Somit bestanden auf der Karte von 1767 zwei als Weg nach Spandau (namentlich) eingezeichnete Verkehrswege. Vom Schloß über die Spree nach Norden führte der Weg nach Spandau zum Nonnendamm, der spätere Abschnitt des Tegeler Wegs. Andererseits bestand, der auf der Karte von Charlottenburg aus dem Jahre 1767 noch als Sandweg eingetragene Weg nach Spandau über das Charlottenburger Feldt, dem späteren Verlauf der Chaussee. Schon auf dem Gebiet des heutigen Ortsteils Charlottenburg-Nord führte schließlich der auf der Karte von 1767 eingetragene Weg von Spandau nach Berlin an Charlottenburger Kernbebauung vorbei. |
| Weg nach Schmargendorf                                 | vor 1767      | vor 1824      | Wilmersdorfer Straße                                                     | Schmargendorf, damals Nachbarort | Der Verkehrsweg nach Süden verband Charlottenburg (vorher wohl das Dorf Lützow) über den Weg nach Lütze mit Schmargendorf. Auf der Karte von Charlottenburg 1767 ist südlich der Trasse der Bismarckstraße in Verlängerung der Schloßstraße der Weg nach Schmargendorf eingezeichnet und im Stadtplan Charlottenburgs von 1824 noch vorhanden, aber nicht mehr unter diesem Namen angegeben. |
| Weg und Allee nach Schoenhausen                        | vor 1767      | vor 1824      | etwa in der Mierendorffstraße                                            | Dorf und ab 1708 Schloss Schönhausen (seit Beginn des 20. Jahrhunderts Niederschönhausen)                                                                         | 1767 ist eine bepflanzte Allee von der späteren Schloßbrücke in nördliche Richtung als Weg und Allee nach Schoenhausen eingezeichnet. Diese Verbindung war der Landweg zwischen den Schlössern in Charlottenburg und Schönhausen, andererseits wurde der Schönhauser Graben beauftragt, um auf dem Wasserwege den staubigen Landweg zu vermeiden. |
| Weg zur Oelmühle                                       | vor 1860      | vor 1898      | entfallen                                                                | Weg zur seit 1860 bestehenden Jakobs Ölmühle und Raffinerie | Auf der Karte vom Oktober 1860 führte dieser Weg vom Salzufer zur Spree. Das Gelände nannte sich Thiergartenfeld 3. Der Weg fiel später fort. Im Adressbuch Berlins von 1898 war er nicht mehr genannt. |
| Werner-Siemens-Straße                                  | vor 1900      | 30. März 1950 | Abbestraße                                                               | Werner von Siemens, Erfinder und Industrieller | Die Straße Nr. 7, Abt. V/2 des Bebauungsplans war auf der Karte von 1893 nur als Trasse parallel zwischen March- und Cauerstraße eingetragen zwischen Berliner Straße und Charlottenburger Ufer. Erstmals ist die Straße im Adressbuch 1900 aufgenommen. Obwohl die Straße nach der Karte von 1906 von der Berliner Straße angegeben ist, sind nach dem Adressbuch 1902 nummerierte Grundstücke nur von Fraunhoferstraße bis Charlottenburger Ufer eingetragen und rechtsseitig für die Physikalisch-Technische Reichsanstalt genutzt. |
| Wilhelmplatz                                           | vor 1824      | 13. Dez. 1934 | →Richard-Wagner-Platz                                                    | Friedrich Wilhelm I. (1688–1740), König in Preußen (gen. Soldatenkönig)                                                                                           | Der Wilhelmplatz wurde auf der Berliner Straße als zentraler Platz für die Bauten von Charlottenburg geplant (vergl. dazu Eintrag in obiger Karte östlich vom Kirchplatz) und angelegt. Er liegt in Höhe der Lützower Straße. Im Adressbuch 1902 sind fünf Wohnhäuser um den Platz aufgeführt. Umbenennungsgrund im Jahre 1934 war wohl die Anzahl gleichnamiger Plätze, die bei der Bildung von Groß-Berlin aus den Ortsteilen in die Gesamtstadt kamen. 1930 bestanden dadurch neun Plätze gleichen Namens. Noch im Adressbuch 1935 ist der Wilhelmplatz aufgeführt, für 1936 ist die Angabe sodann „s. Richard-Wagner-Platz“. |

### Benennungsabsichten und -umsetzungen nach 1945
| 1943                        | 1946              | 1954                     | Anmerkung                                                   | namensgebend für den Vorschlag                                  |
| --------------------------- | ----------------- | ------------------------ | ----------------------------------------------------------- | --------------------------------------------------------------- |
| Wundtstraße                 | Bonhöfferstraße   | Wundtstraße              | dafür: Bonhoefferufer                                       | Klaus Bonhoeffer (1901–1945)                                    |
| Auguste-Viktoria-Platz      | Breitscheidplatz  | Breitscheidplatz         | Vorschlag wurde bestätigt                                   | Rudolf Breitscheid (1874–1944)                                  |
| Sophie-Charlotte-Platz      | Brixplatz         | Sophie-Charlotte-Platz   | dafür: Sachsenplatz (Westend) in Brixplatz                  | Josef Brix (1859–1943)                                          |
| Kaiser-Friedrich-Straße     | Damaschkestraße   | Kaiser-Friedrich-Straße  | dafür: Küstriner Straße in Damaschkestraße umbenannt        | Adolf Damaschke (1865–1935)                                     |
| Gustloffstraße              | Dernburgstraße    | Dernburgstraße           | Rückbenennung erfolgt                                       | Heinrich Dernburg (1829–1907)                                   |
| Gustloffplatz               | Dernburgplatz     | Dernburgstraße           | in die Dernburgstraße einbezogen                            | Heinrich Dernburg (1829–1907)                                   |
| Ahéstraße                   | Erich-Kurz-Straße | Warburgzeile             | Vorschlag nicht bestätigt                                   | Erich Kurz (1895–1944)                                          |
| Steffeckstraße              | Friedbergstraße   | Friedbergstraße          | Rückbenennung erfolgt                                       | Heinrich von Friedberg (1813–1895)                              |
| Heubnerweg                  | Grünebergstraße   | Heubnerweg               | ohne Änderung geblieben                                     | Otto Grüneberg (1908–1931) 9. November 1989: Otto-Grüneberg-Weg |
| Gatschkestraße              | Harneckerstraße   | Loschmidtstraße          | Vorschlag nicht bestätigt                                   | Walter Harnecker (1910–1935)                                    |
| Kaufmannstraße              | Haubachstraße     | Haubachstraße            | Vorschlag wurde bestätigt                                   | Theodor Haubach (1896–1945)                                     |
| Zauritzstraße               | Hüttigweg         | Zauritzweg               | ohne Änderung geblieben                                     | Richard Hüttig (1908–1934)                                      |
| Sophie-Charlotte-Straße     | Mierendorffstraße | Sophie-Charlotten-Straße | dafür: Abschnitt der Kaiserin-Augusta-Allee umbenannt       | Carlo Mierendorff (1897–1943)                                   |
| Spandauer Berg              | Quiddestraße      | Spandauer Damm           | Vorschlag nicht bestätigt                                   | Ludwig Quidde (1858–1941)                                       |
| Spreestraße                 | Schleicherstraße  | Wintersteinstraße        | Vorschlag nicht bestätigt                                   | Rüdiger Schleicher (1895–1945)                                  |
| Berliner Straße             | Schückingstraße   | Berliner Straße          | Vorschlag nicht bestätigt 3. November 1957: Otto-Suhr-Allee | Walther Schücking (1875–1935)                                   |
| Kaiserin-Augusta-Straße     | Thälmannstraße    | Mierendorffstraße        | Vorschlag nicht bestätigt                                   | Ernst Thälmann (1886–1944)                                      |
| Alt-Lietzow (Westabschnitt) | von-Gierke-Straße | Alt-Lietzow              | dafür: Kirchplatz in Gierkezeile                            | Anna von Gierke (1874–1943)                                     |
| Spandauer Straße            | Wehbergstraße     | Spandauer Damm           | Vorschlag nicht bestätigt                                   | Wilhelm Wehberg (1904– ?)                                       |

## Weitere Örtlichkeiten in Charlottenburg

### Kleingartenanlagen (Kolonien)
Der Bezirk Charlottenburg-Wilmersdorf verfügt aufgrund seiner Grünflächen über mehrere Standorte von Kleingartenanlagen (KGA). Im Ortsteil liegen diese südlich der Gaußstraße und am Spreebogen nahe der Schleuse, einige kleine Anlagen in Kalowswerder sind als mögliches Bauland nicht gesichert. Zudem sind an den Bahnstrecken einige Bahnlandwirtschaften (BLW) in dieser Nutzung, wovon die größte Fläche nordöstlich von Westkreuz liegt. Hier befand sich ein Bogen von der Stadtbahn zum Güterbahnhof, der im Jahr 1960 aufgehoben wurde. Die KGA(n) ‚Gerickeshof‘, ‚Habsburger Ufer‘, ‚Pretoria‘ und ‚Habsburg-Gaußstraße‘ liegen südlich vom ehemaligen Gaswerk Charlottenburg, zwischen Gaußstraße und Kaiserin-Augusta-Allee um den Schwarzen Weg. Sie gehören zusammen mit weiteren KGA aus Charlottenburg-Nord zum Bereich „Rund ums Gaswerk“.
- KGA ‚Gerickeshof‘ (Gaußstraße 2–12, Lage,),
eine fiktive[264] Dauerkleingartenanlage[265] mit 173 Parzellen auf 51.972 m² landeseigenem Pachtland. Die KGA ‚Gerickeshof‘ wurde im Jahr 1914 gegründet.
- KGA ‚Habsburg-Gaußstraße‘ (Lise-Meitner-Straße 8, Lage,),
22 Parzellen einer fiktiven[264] Dauerkleingartenanlage[265] auf 6.664 m² landeseigenem Pachtland und zusätzlich zeitlich gesicherte[266] 14 Parzellen auf 3.826 m² landeseigenem Pachtland. Die Gartenkolonie wurde im Jahr 1907 gegründet.
- KGA ‚Habsburger Ufer‘ (Ilsenburger Straße 24, Lage),
Kleingärten auf privatem Gelände,[267] zehn Parzellen auf 4.105 m² Privatgelände, sowie fiktive[264] Dauerkleingärten[268] mit 92 Parzellen auf 22.551 m² landeseigenem Pachtland. Die Gartengröße ist unterschiedlich: der größte Kleingarten hat 645 m² und der kleinste Garten 144 m². Die Kolonie wurde im Jahr 1906 gegründet.
Zur Anlage gehört auch die Fläche von 4.057 m² der KGA ‚Habsburger Ufer – Martinikenfelde‘. Diese Fläche liegt am Südostende des Schwarzen Wegs hinter den Grundstücken Kaiserin-Augusta-Allee 34–37, dabei wird sie im Norden und Westen von der BSR-Recycling-Anlage begrenzt und verlor wohl auch Parzellen an diese, Martinikenfelde war ein Straßenabschnitt, der (1848–1877) zur heutigen Kaiserin-Augusta-Allee gehörte.
- KGA ‚Pretoria‘ (Ilsenburger Straße 28/29, Lage),
Kleingärten auf 13 Parzellen von 3.339 m² privatem Gelände,[267] sowie 23 hochgesicherte Parzellen  auf 6.727 m² privatem Gelände.[269] Die Kolonie wurde im Jahr 1902 gegründet.
- BLW – Unterbezirk Charlottenburg.[270] Der Unterbezirk Charlottenburg wurde im Jahr 1913 gegründet und umfasst 550 Kleingärten mit 650 Mitgliedern. Das Gelände des größten Unterbezirks in Berlin erstreckt sich rund um den Berliner Funkturm: S-Bahnhof Grunewald, S-Bahnhof Heidelberger Platz und S-Bahnhof Olympiastadion.[271]
  - Gruppe ‚Witzleben‘ (hinter Dernburgstraße 31a–54, Lage)
Diese Gartenanlage liegt mit 41 Parzellen auf 12.737 m² bahneigenen Gelände[272]
  - ‚Gruppe Westkreuz Rönnestraße‘ (Rönnestraße 28, Lage).
Die Anlage Rönnestraße besteht aus 55 Parzellen auf 17.619 m² bahneigenem Gelände.[272] Die KGA Rönnestraße ist tagsüber offen und dieses Gebiet jederzeit öffentlich zugänglich.[25]
  - ‚Gruppe Westkreuz Dernburgstraße‘ (hinter Dernburgstraße 19–31,Lage).
Die KGA Dernburgstraße[272]besitzt 37 Parzellen auf 15.374 m² Bahngelände.
- BLW – Unterbezirk Westend: Die Ortsstelle Berlin-Westend des Eisenbahn-Kleinwirtevereins wurde 1918 gegründet. Der Verein bestand zunächst aus der Gruppe Gleisdreieck (später: Westkreuz) mit 20 Parzellen und der Gruppe Lerschpfad (am alten Luisenfriedhof II) mit 13 Parzellen. Mit dem Bau des Bahnhofs Westkreuz 1924/1925 wurde die Gruppe Gleisdreieck teilweise aufgelöst. Aufgrund dieses Umstands entschloss sich der Vorstand, das Gelände des „Schlackenlochs“ urbar zu machen. Dieses Gelände bestand aus aufgeschütteten Abfallstoffen (hauptsächlich Schlacke) des Eisenbahnbetriebs. Mit Genehmigung des Reichsbahnbetriebsamtes und der Bahnmeisterei Westend wurde das Gelände in Flächen von 200 m²- 500 m² parzelliert und Fußwege als schienenfreier Zugang wurden geschaffen. Im Jahr 1928 schloss sich die Gruppe ‚Schlackenloch‘, die schon zwischen dem Stellwerk RT und der Nordringbrücke (Flenderbrücke) bestand, mit Genehmigung des Betriebsamts 2 an. Im Laufe der Jahre 1928–1930 wurde am Rande des Güterbahnhofs Charlottenburg – Ostseite – die Gruppe Gleis 89 mit 15 Parzellen geschaffen. Mit der geplanten Autobahn-Schnellstraße musste der Unterbezirk Westend 42 Parzellen ganz und sieben teilweise aufgegeben. 1961 wurden 20 Parzellen der Gruppe Westkreuz an den Unterbezirk Charlottenburg abgetreten und mit der Zuschüttung des Sumpflochs in der Gruppe Schlackenloch ergaben sich acht neue Parzellen. Das Brachgelände mit den Abstellgleisen 93, 94, und 95 wurde eingeebnet und für 22 Parzellen erschlossen.[261]
  - ‚Gruppe Schlackenloch‘ (Fürstenbrunner Weg, Lage)
Diese Bahnlandwirtschaft[272] hat 55 Parzellen auf 23.980 m² Bahngelände, und liegt in der Nordwestecke Charlottenburgs. 1974/1975 wurden die Parzellen der Gruppen Schlackenloch und Ablaufberg an das Stromnetz der Bewag angeschlossen, 1982 erhielt der Eingangstunnel zur Kolonie eine Beleuchtung.
  - ‚Gruppe Gleis 121‘ (Sophie-Charlotten-Straße, Lage, )
Diese BLW weist fünf Parzellen mit 1.382 m² auf.[272] Sie wurde 2008 durch den Verkauf von fünf Parzellen für das Anlegen einer Driving Range verkleinert. Die auf vier Gärten geschrumpfte ‚Gruppe Gleis 89‘ wurde 1984 aufgelöst.
- KGA ‚Lambertstraße‘ (Lambertstraße 6, Lage, ),
Fiktive[264] Dauerkleingärten[273] mit neun Parzellen auf 1.353 m² landeseigenem Pachtland. „Die Kleingartenanlagen ‚Olberstraße‘ und ‚Lambertstraße‘ haben eine Schutzfrist bis zum Jahr 2020, aus planerischer Sicht ist aufgrund der günstigen Verkehrslage eine Bebauung nach 2020 denkbar.“[274]
- KGA ‚Olbersstraße‘ (Olbersstraße 1, Lage, ),
zeitlich gesicherte Kleingartenanlage[266] mit acht Parzellen auf 2.248 m² landeseigenem Pachtland. „Die Kleingartenanlagen ‚Olberstraße‘ und ‚Lambertstraße‘ haben eine Schutzfrist bis zum Jahr 2020, aus planerischer Sicht ist aufgrund der verkehrlichen Lagegunst eine Bebauung nach 2020 denkbar.“[274]
- KGA ‚Kalowswerder‘ (Olbersstraße 21, Lage),
zeitlich gesicherte Kleingartenanlage[266] mit sieben Parzellen auf 2109 m² landeseigenem Land, die für den Liegenschaftsfonds reserviert sind. Die Kleingartenanlage liegt direkt am S-Bahnhof Jungfernheide und eine bauliche Nutzung des Areals gemäß Flächennutzungsplan und Baunutzungsplan Berlin führte dazu, dass die Schutzfrist aufgehoben ist.[275]
- KGA ‚Pascalstraße‘ (Helmholtzstraße 20, Lage)
Dauerkleingartenanlage[276] mit 45 Parzellen auf 9.047 m² landeseigenem Pachtland. Die Kolonie ‚Pascalstraße‘ wurde im Jahr 1928 gegründet. Einige Gärten liegen direkt an der Spree nahe der Gotzkowskybrücke mit Flächen zwischen 77 m² und 306 m².
- KGA ‚Schleusenland‘ (Tegeler Weg jenseits der Spree, Lage)
Mit 60 Parzellen als fiktive[264] Dauerkleingärten[265] auf 22.642 m² landeseigenem Pachtland sowie 16 hochgesicherte Kleingärten auf 4.482 m² privatem Pachtland.[269] Die Anlage liegt am Südufer der Spree gegenüber der Schleuseninsel und südlich über die Bahnlinie hinweg zum Schlossgarten. Die Kolonie Schleusenland II wurde im Jahr 1915 gegründet und gehört zu der Region „Schleuse“. Die zweite Kolonie Schleusenland II liegt im Nachbarortsteil Westend.

### Parks und sonstige Anlagen
- Klausenerplatz-Kiez
- Lietzenseepark
- Schustehruspark

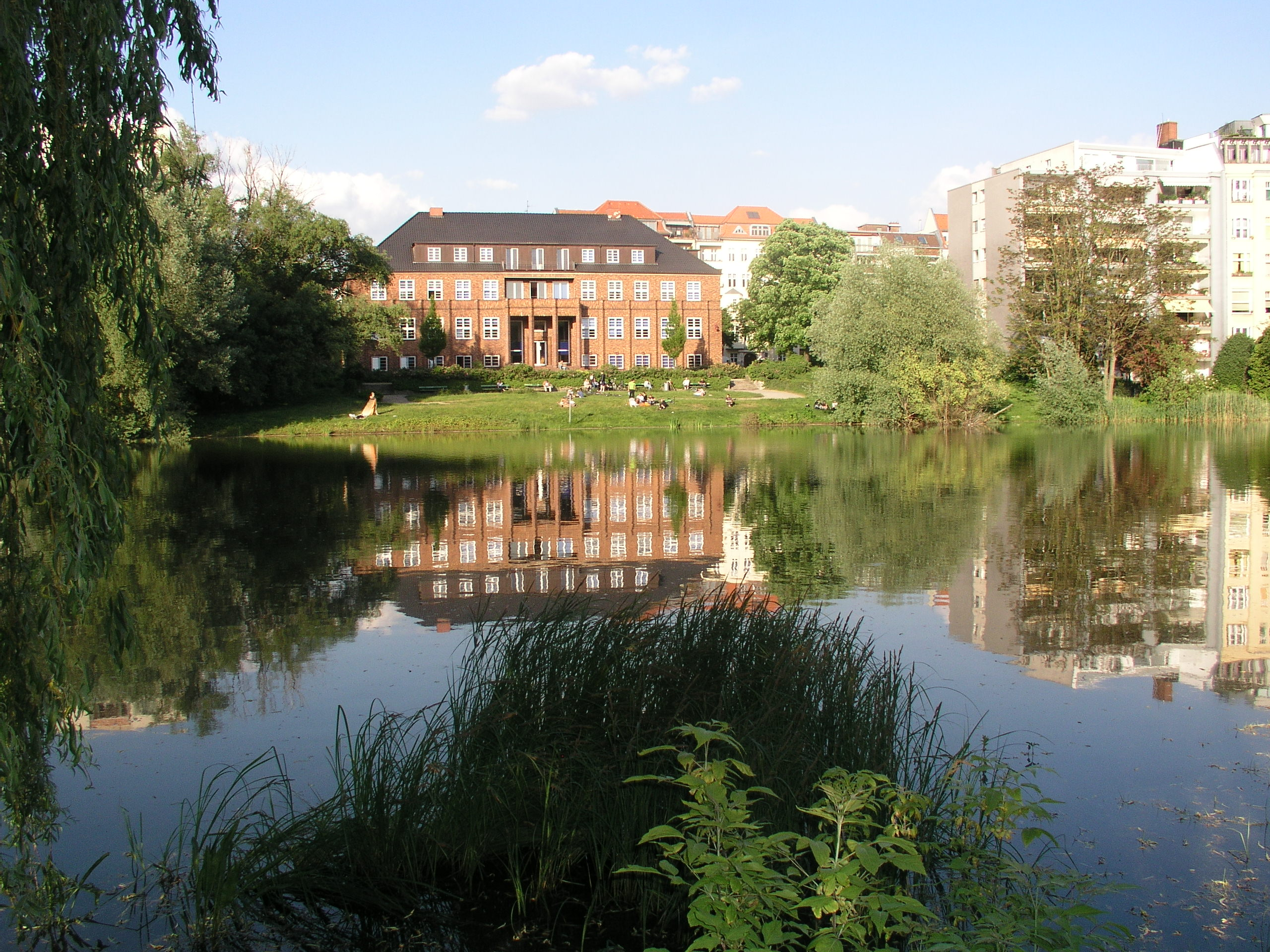
Lietzenseepark

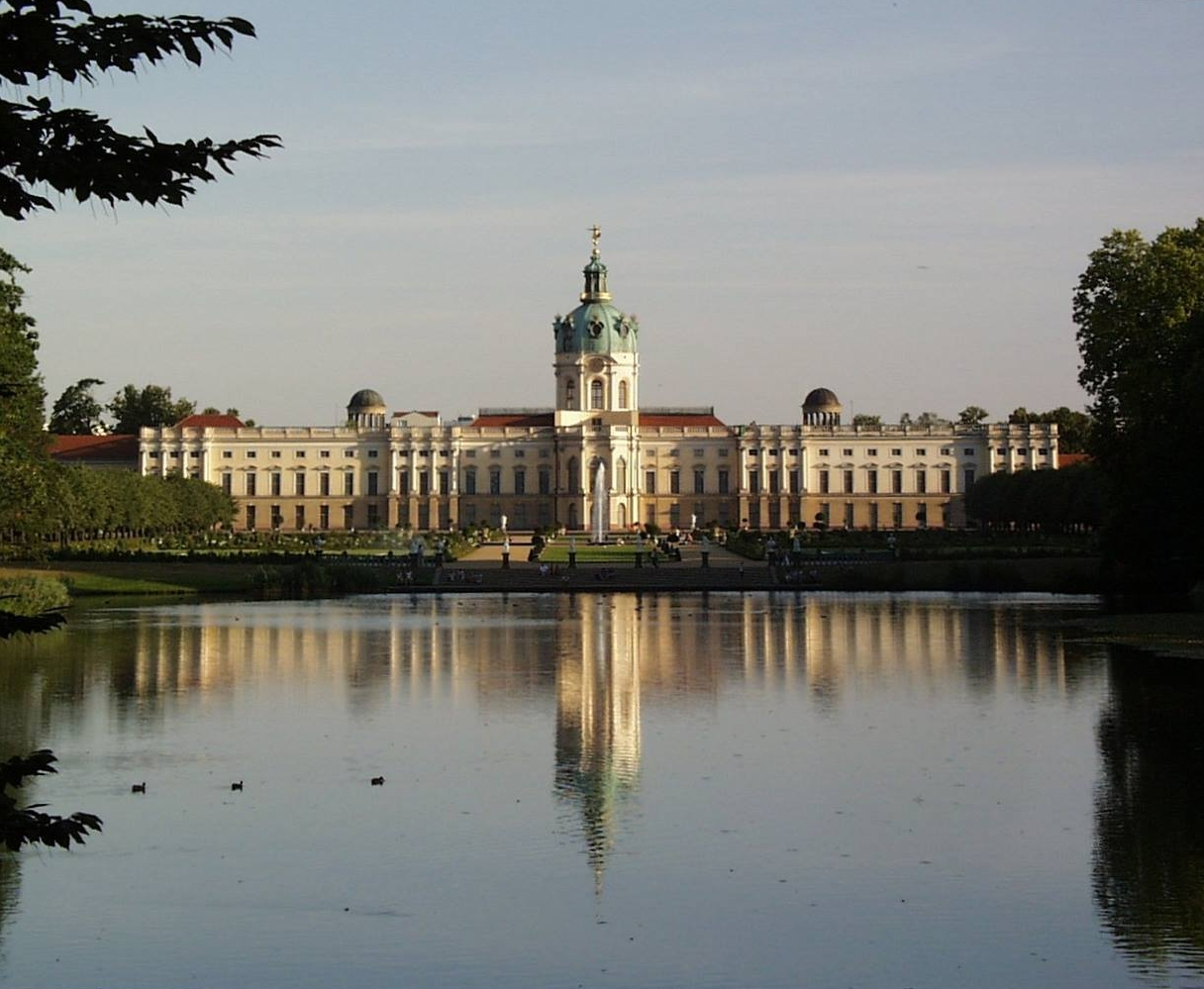
Schloss Charlottenburg

- Schloss Charlottenburg mit Schlossgarten (RBS: 07982) und Vorgarten von Schloß Charlottenburg
- Österreich-Park
- Technische Universität Berlin
- Spreestadt Charlottenburg[277] mit dem KPM-Quartier[278] im Osten. Das Entwicklungsgebiet Spreestadt Charlottenburg liegt zwischen Spreebogen und Landwehrkanal. Die Spreestadt Charlottenburg nordwestlich der City-West ist seit dem 19. Jahrhundert gewerblich und industriell geprägt und befindet sich am östlichen Teil Charlottenburgs zwischen Spree, Landwehrkanal und Franklinstraße. Mit einer Fläche von 25 Hektar ist sie mehr als zweimal größer als der Potsdamer Platz.[279]
- Fußgängertunnel zum Ernst-Reuter-Platz
- Fußgängertunnel Sybel-/Waitzstraße
- Straßentunnel am Adenauerplatz
- Margarete-und-Arthur-Eloesser-Park (Grenzt südwestlich an den Bahnhof Charlottenburg)